# Polska Liga Koszykówki (2016/2017)/Sezon zasadniczy

## 1 kolejka (8-11 października)
| 8 października 201612:40 | Miasto Szkła Krosno                         | 73:97(17:21, 15:24, 24:27, 17:25) | Rosa Radom                              | Hala MOSiR, Krosno Widzów: 1300 Sędzia: Janusz Calik, Robert Mordal, Mariusz Nawrocki |
| 8 października 201612:40 | Pkt:Woolridge 20 Zb:Dłuski 8 As:Woolridge 8 | 73:97(17:21, 15:24, 24:27, 17:25) | Pkt:Jackson 20 Zb:Jeszke 7 As:Jackson 6 | Hala MOSiR, Krosno Widzów: 1300 Sędzia: Janusz Calik, Robert Mordal, Mariusz Nawrocki |

| 8 października 201617:00 | Trefl Sopot                                                                         | 69:84(24:25, 18:16, 14:22, 13:21) | Stelmet BC Zielona Góra                                      | Ergo Arena, Gdańsk/Sopot Widzów: 2743 Sędzia: Dariusz Zapolski, Bartosz Puzoń, Jakub Pietrzak |
| 8 października 201617:00 | Pkt:Marković 20 Zb:Dylewicz, Marković po 7 każdy As:Ireland, Stamenković po 3 każdy | 69:84(24:25, 18:16, 14:22, 13:21) | Pkt:Đurišić 17 Zb:Đurišić 9 As:Florence, Koszarek po 5 każdy | Ergo Arena, Gdańsk/Sopot Widzów: 2743 Sędzia: Dariusz Zapolski, Bartosz Puzoń, Jakub Pietrzak |

| 8 października 201618:00 | Siarka Tarnobrzeg                                     | 51:87(20:20, 16:18, 9:25, 6:24) | PGE Turów Zgorzelec                                             | Hala MOSiR „Wisła” im. Alfreda Freyera, Tarnobrzeg Widzów: 700 Sędzia: Marek Maliszewski, Karol Nowak, Michał Sosin |
| 8 października 201618:00 | Pkt:Brown 13 Zb:Patoka, Wojdyła po 6 każdy As:Brown 4 | 51:87(20:20, 16:18, 9:25, 6:24) | Pkt:Archibeque, Jackson po 14 każdy Zb:Archibeque 9 As:Carter 3 | Hala MOSiR „Wisła” im. Alfreda Freyera, Tarnobrzeg Widzów: 700 Sędzia: Marek Maliszewski, Karol Nowak, Michał Sosin |

| 8 października 201618:00 | MKS Dąbrowa Górnicza                    | 91:68(28:12, 17:13, 31:21, 15:22) | Asseco Gdynia                                   | Hala Widowiskowo-Sportowa Centrum. Dąbrowa Górnicza Widzów: 1670 Sędzia: Marek Ćmikiewicz, Marcin Koralewski, Tomasz Trybalski |
| 8 października 201618:00 | Pkt:Wilson 27 Zb:Wołoszyn 7 As:Pamuła 7 | 91:68(28:12, 17:13, 31:21, 15:22) | Pkt:Żołnierewicz 15 Zb:Szymański 7 As:Matczak 6 | Hala Widowiskowo-Sportowa Centrum. Dąbrowa Górnicza Widzów: 1670 Sędzia: Marek Ćmikiewicz, Marcin Koralewski, Tomasz Trybalski |

| 8 października 201618:00 | Energa Czarni Słupsk                              | 78:79(22:26, 19:12, 23:23, 14:18) | Polfarmex Kutno                             | Hala Gryfia, Słupsk Widzów: 2227 Sędzia: Marcin Kowalski, Roman Putyra, Jan Piróg |
| 8 października 201618:00 | Pkt:Blassingame 19 Zb:Kravish 13 As:Blassingame 8 | 78:79(22:26, 19:12, 23:23, 14:18) | Pkt:Berisha 21 Zb:Fraser 12 As:Grochowski 5 | Hala Gryfia, Słupsk Widzów: 2227 Sędzia: Marcin Kowalski, Roman Putyra, Jan Piróg |

| 9 października 201612:40 | Polpharma Starogard Gdański           | 83:82(17:17, 27:19, 19:21, 20:25) | Anwil Włocławek                           | Miejska Hala Sportowa im. Andrzeja Grubby, Starogard Gdański Widzów: 1825 Sędzia: Tomasz Trawicki, Łukasz Andrzejewski, Łukasz Jankowski |
| 9 października 201612:40 | Pkt:Miles 25 Zb:Diduszko 7 As:Miles 5 | 83:82(17:17, 27:19, 19:21, 20:25) | Pkt:Leończyk 17 Zb:Sobin 8 As:Dmitrijew 5 | Miejska Hala Sportowa im. Andrzeja Grubby, Starogard Gdański Widzów: 1825 Sędzia: Tomasz Trawicki, Łukasz Andrzejewski, Łukasz Jankowski |

| 9 października 201616:00 | Polski Cukier Toruń                      | 81:74(26:22, 13:18, 25:13, 17:21) | BM Slam Stal Ostrów Wielkopolski                              | Arena Toruń, Toruń Widzów: 2498 Sędzia: Piotr Pastusiak, Dariusz Lenczowski, Adam Wierzman |
| 9 października 201616:00 | Pkt:Wiśniewski 20 Zb:Škifić 8 As:Śnieg 6 | 81:74(26:22, 13:18, 25:13, 17:21) | Pkt:Majewski 16 Zb:Chanas, Jefferson po 5 każdy As:Johnson 13 | Arena Toruń, Toruń Widzów: 2498 Sędzia: Piotr Pastusiak, Dariusz Lenczowski, Adam Wierzman |

| 10 października 201618:00 | King Szczecin                              | 93:88(20:24, 26:20, 21:22, 26:22) | TBV Start Lublin                                   | Azoty Arena, Szczecin Widzów: 1150 Sędzia: Artur Fiedler, Damian Ottenburger, Marcin Bieńkowski |
| 10 października 201618:00 | Pkt:Kikowski 18 Zb:Robbins 8 As:Robinson 8 | 93:88(20:24, 26:20, 21:22, 26:22) | Pkt:Balmazović 25 Zb:Balmazović 12 As:Grzeliński 4 | Azoty Arena, Szczecin Widzów: 1150 Sędzia: Artur Fiedler, Damian Ottenburger, Marcin Bieńkowski |

| 11 października 201618:00 | Miasto Szkła Krosno                                 | 72:65(17:19, 25:12, 11:20, 19:14) | AZS Koszalin                             | Hala MOSiR, Krosno Widzów: 1350 Sędzia: Grzegorz Ziemblicki, Sławomir Moszakowski, Bartłomiej Kucharski |
| 11 października 201618:00 | Pkt:Czerapowicz 22 Zb:Czerapowicz 11 As:Woolridge 6 | 72:65(17:19, 25:12, 11:20, 19:14) | Pkt:Manigault 14 Zb:Harris 8 As:Nelson 7 | Hala MOSiR, Krosno Widzów: 1350 Sędzia: Grzegorz Ziemblicki, Sławomir Moszakowski, Bartłomiej Kucharski |

## 2 kolejka (12-17 października, 15 kwietnia)
| 12 października 201619:00 | Stelmet BC Zielona Góra                    | 94:67(26:20, 26:23, 22:15, 20:9) | Siarka Tarnobrzeg                                         | Hala MOSiR, Zielona Góra Widzów: 2731 Sędzia: Łukasz Andrzejewski, Michał Chrakowiecki, Cezary Nowicki |
| 12 października 201619:00 | Pkt:Zamojski 16 Zb:Vaughn 11 As:Koszarek 6 | 94:67(26:20, 26:23, 22:15, 20:9) | Pkt:Brown 17 Zb:Nelson-Henry, Welsh po 7 każdy As:Brown 7 | Hala MOSiR, Zielona Góra Widzów: 2731 Sędzia: Łukasz Andrzejewski, Michał Chrakowiecki, Cezary Nowicki |

| 14 października 201618:00 | AZS Koszalin                           | 80:83(17:19, 22:21, 19:22, 22:21) | Energa Czarni Słupsk                             | Hala Widowiskowo-Sportowa, Koszalin Widzów: 2207 Sędzia: Marek Maliszewski, Mariusz Nawrocki, Marcin Bieńkowski |
| 14 października 201618:00 | Pkt:Harris 18 Zb:Harris 12 As:Nelson 6 | 80:83(17:19, 22:21, 19:22, 22:21) | Pkt:Blassingame 27 Zb:Kravish 6 As:Blassingame 7 | Hala Widowiskowo-Sportowa, Koszalin Widzów: 2207 Sędzia: Marek Maliszewski, Mariusz Nawrocki, Marcin Bieńkowski |

| 15 października 201618:00 | MKS Dąbrowa Górnicza                       | 92:72(16:21, 23:18, 29:12, 24:21) | TBV Start Lublin                             | Hala Widowiskowo-Sportowa Centrum, Dąbrowa Górnicza Widzów: 1280 Sędzia: Janusz Calik, Dariusz Lenczowski, Tomasz Tybor |
| 15 października 201618:00 | Pkt:Johnson 21 Zb:Kowałenko 10 As:Pamuła 6 | 92:72(16:21, 23:18, 29:12, 24:21) | Pkt:Peterson 25 Zb:Peterson 12 As:Wiggins 12 | Hala Widowiskowo-Sportowa Centrum, Dąbrowa Górnicza Widzów: 1280 Sędzia: Janusz Calik, Dariusz Lenczowski, Tomasz Tybor |

| 15 października 201618:00 | Anwil Włocławek                                           | 91:82(19:20, 27:15, 18:18, 27:29) | King Szczecin                                         | Hala Mistrzów, Włocławek Widzów: 2896 Sędzia: Jakub Zamojski, Arnaud Kom Njilo, Paweł Białas |
| 15 października 201618:00 | Pkt:Sobin 16 Zb:Leończyk, Sobin po 9 każdy As:Łączyński 6 | 91:82(19:20, 27:15, 18:18, 27:29) | Pkt:Brown 22 Zb:Brown, Łukasiak po 7 każdy As:Kulon 6 | Hala Mistrzów, Włocławek Widzów: 2896 Sędzia: Jakub Zamojski, Arnaud Kom Njilo, Paweł Białas |

| 16 października 201612:40 | BM Slam Stal Ostrów Wielkopolski                              | 70:73(9:18, 20:14, 18:19, 23:22) | Trefl Sopot                                                      | Hala Sportowa gim. nr 1, Ostrów Wielkopolski Widzów: 800 Sędzia: Grzegorz Ziemblicki, Wojciech Liszka, Jan Piróg |
| 16 października 201612:40 | Pkt:Szewczyk 19 Zb:Szewczyk 12 As:Johnson, Ochońko po 3 każdy | 70:73(9:18, 20:14, 18:19, 23:22) | Pkt:Ireland 17 Zb:Marković 10 As:Ireland, Stamenković po 2 każdy | Hala Sportowa gim. nr 1, Ostrów Wielkopolski Widzów: 800 Sędzia: Grzegorz Ziemblicki, Wojciech Liszka, Jan Piróg |

| 16 października 201617:00 | Rosa Radom                                | 64:86(13:28, 12:16, 21:22, 18:20) | Polski Cukier Toruń                        | Hala sportowa MOSiR, Radom Widzów: 900 Sędzia: Marcin Kowalski, Mariusz Adameczek, Tomasz Trojanowski |
| 16 października 201617:00 | Pkt:Brazelton 14 Zb:Jeszke 8 As:Zegzuła 4 | 64:86(13:28, 12:16, 21:22, 18:20) | Pkt:Diduszko 17 Zb:Perka 6 As:Wiśniewski 5 | Hala sportowa MOSiR, Radom Widzów: 900 Sędzia: Marcin Kowalski, Mariusz Adameczek, Tomasz Trojanowski |

| 16 października 201618:00 | PGE Turów Zgorzelec                                                 | 83:57(18:10, 20:15, 21:11, 24:21) | Polpharma Starogard Gdański                              | PGE Turów Arena, Zgorzelec Widzów: 2066 Sędzia: Michał Proc, Adam Wierzman, Radosław Szagun |
| 16 października 201618:00 | Pkt:Archibeque 14 Zb:Archibeque, Kostrzewski po 6 każdy As:Carter 6 | 83:57(18:10, 20:15, 21:11, 24:21) | Pkt:Hicks 13 Zb:Diduszko 7 As:Flieger, Schenk po 3 każdy | PGE Turów Arena, Zgorzelec Widzów: 2066 Sędzia: Michał Proc, Adam Wierzman, Radosław Szagun |

| 17 października 201619:00 | Asseco Gdynia                             | 70:83(13:26, 18:19, 17:15, 22:23) | Miasto Szkła Krosno                            | Gdynia Arena, Gdynia Widzów: 820 Sędzia: Piotr Pastusiak, Artur Fiedler, Tomasz Szczurewski |
| 17 października 201619:00 | Pkt:Szubarga 19 Zb:Matczak 6 As:Matczak 7 | 70:83(13:26, 18:19, 17:15, 22:23) | Pkt:Maddox 18 Zb:Czerapowicz 11 As:Woolridge 6 | Gdynia Arena, Gdynia Widzów: 820 Sędzia: Piotr Pastusiak, Artur Fiedler, Tomasz Szczurewski |

| 15 kwietnia 201715:00 | Stelmet BC Zielona Góra                                         | 94:48(25:16, 24:9, 27:14, 18:9) | Polfarmex Kutno                           | Hala MOSiR, Zielona Góra Widzów: 2767 Sędzia: Marek Maliszewski, Marcin Koralewski, Bartłomiej Kucharski |
| 15 kwietnia 201715:00 | Pkt:Dragičević 16 Zb:Hrycaniuk, Matczak po 6 każdy As:Matczak 7 | 94:48(25:16, 24:9, 27:14, 18:9) | Pkt:Fraser 13 Zb:Fraser 9 As:Grochowski 5 | Hala MOSiR, Zielona Góra Widzów: 2767 Sędzia: Marek Maliszewski, Marcin Koralewski, Bartłomiej Kucharski |

## 3 kolejka (21-25 października)
| 21 października 201618:00 | MKS Dąbrowa Górnicza                                      | 70:56(19:17, 17:8, 18:11, 16:20) | Anwil Włocławek                       | Hala Widowiskowo-Sportowa Centrum, Dąbrowa Górnicza Widzów: 1500 Sędzia: Grzegorz Ziemblicki, Maciej Kotulski, Grzegorz Czajka |
| 21 października 201618:00 | Pkt:Pamuła 14 Zb:trzech zawodników po 6 każdy As:Pamuła 5 | 70:56(19:17, 17:8, 18:11, 16:20) | Pkt:Haws 15 Zb:Sobin 5 As:Łączyński 7 | Hala Widowiskowo-Sportowa Centrum, Dąbrowa Górnicza Widzów: 1500 Sędzia: Grzegorz Ziemblicki, Maciej Kotulski, Grzegorz Czajka |

| 22 października 201617:00 | Trefl Sopot                                | 85:82(17:24, 25:14, 19:27, 24:17) | Rosa Radom                                      | Ergo Arena, Gdańsk/Sopot Widzów: 1531 Sędzia: Tomasz Trawicki, Marcin Koralewski, Cezary Nowicki |
| 22 października 201617:00 | Pkt:Ireland 28 Zb:Marković 8 As:Dylewicz 4 | 85:82(17:24, 25:14, 19:27, 24:17) | Pkt:Brazelton 20 Zb:Sokołowski 6 As:Brazelton 5 | Ergo Arena, Gdańsk/Sopot Widzów: 1531 Sędzia: Tomasz Trawicki, Marcin Koralewski, Cezary Nowicki |

| 22 października 201617:30 | Polfarmex Kutno                          | 57:81(12:21, 14:21, 15:12, 16:27) | AZS Koszalin                         | Hala Sportowa SP nr 9, Kutno Widzów: 1199 Sędzia: Janusz Calik, Robert Zieliński, Damian Myszka |
| 22 października 201617:30 | Pkt:Berisha 12 Zb:Bartosz 6 As:Berisha 2 | 57:81(12:21, 14:21, 15:12, 16:27) | Pkt:Wall 15 Zb:Harris 10 As:Nelson 5 | Hala Sportowa SP nr 9, Kutno Widzów: 1199 Sędzia: Janusz Calik, Robert Zieliński, Damian Myszka |

| 22 października 201618:00 | Siarka Tarnobrzeg                      | 60:69(20:15, 13:17, 13:16, 14:21) | BM Slam Stal Ostrów Wielkopolski                              | Hala MOSiR „Wisła” im. Alfreda Freyera, Tarnobrzeg Widzów: 564 Sędzia: Marcin Kowalski, Sławomir Moszakowski, Bartłomiej Kucharski |
| 22 października 201618:00 | Pkt:Wojdyła 16 Zb:Wojdyła 6 As:Brown 8 | 60:69(20:15, 13:17, 13:16, 14:21) | Pkt:Troupe 14 Zb:Szewczyk 11 As:Majewski, Szewczyk po 2 każdy | Hala MOSiR „Wisła” im. Alfreda Freyera, Tarnobrzeg Widzów: 564 Sędzia: Marcin Kowalski, Sławomir Moszakowski, Bartłomiej Kucharski |

| 22 października 201618:00 | Polpharma Starogard Gdański                  | 64:73(16:12, 13:21, 21:15, 14:25) | Stelmet BC Zielona Góra                    | Miejska Hala Sportowa im. Andrzeja Grubby, Starogard Gdański Widzów: 1920 Sędzia: Marek Maliszewski, Arnaud Kom Njilo, Bartosz Puzoń |
| 22 października 201618:00 | Pkt:Flieger 18 Zb:Diduszko 9 As:Paliukėnas 7 | 64:73(16:12, 13:21, 21:15, 14:25) | Pkt:Zamojski 15 Zb:Đurišić 6 As:Florence 5 | Miejska Hala Sportowa im. Andrzeja Grubby, Starogard Gdański Widzów: 1920 Sędzia: Marek Maliszewski, Arnaud Kom Njilo, Bartosz Puzoń |

| 22 października 201618:00 | Miasto Szkła Krosno                         | 87:74(22:20, 16:25, 23:17, 26:12) | TBV Start Lublin                                                | Hala MOSiR, Krosno Widzów: 1600 Sędzia: Marek Ćmikiewicz, Paweł Białas, Maciej Dębowski |
| 22 października 201618:00 | Pkt:Woolridge 20 Zb:Dłuski 9 As:Woolridge 5 | 87:74(22:20, 16:25, 23:17, 26:12) | Pkt:trzech zawodników po 12 każdy Zb:Peterson 9 As:Grzeliński 4 | Hala MOSiR, Krosno Widzów: 1600 Sędzia: Marek Ćmikiewicz, Paweł Białas, Maciej Dębowski |

| 22 października 201618:00 | Energa Czarni Słupsk                                               | 71:81(9:26, 25:25, 21:17, 16:13) | Asseco Gdynia                                 | Hala Gryfia, Słupsk Widzów: 2120 Sędzia: Michał Proc, Damian Ottenburger, Michał Sosin |
| 22 października 201618:00 | Pkt:Blassingame 17 Zb:Ginyard, Jackson po 6 każdy As:Blassingame 6 | 71:81(9:26, 25:25, 21:17, 16:13) | Pkt:Żołnierewicz 20 Zb:Matczak 8 As:Ponitka 4 | Hala Gryfia, Słupsk Widzów: 2120 Sędzia: Michał Proc, Damian Ottenburger, Michał Sosin |

| 23 października 201612:40 | King Szczecin                            | 107:105 (pd.)(22:19, 23:26, 21:23, 25:23, dogr. 16:14) | PGE Turów Zgorzelec                      | Azoty Arena, Szczecin Widzów: 1564 Sędzia: Jakub Zamojski, Jan Piróg, Łukasz Jankowski |
| 23 października 201612:40 | Pkt:Kikowski 27 Zb:Brown 9 As:Robinson 9 | 107:105 (pd.)(22:19, 23:26, 21:23, 25:23, dogr. 16:14) | Pkt:Jackson 23 Zb:Jackson 9 As:Jackson 5 | Azoty Arena, Szczecin Widzów: 1564 Sędzia: Jakub Zamojski, Jan Piróg, Łukasz Jankowski |

| 25 października 201619:00 | MKS Dąbrowa Górnicza                    | 59:65(19:16, 14:14, 12:18, 14:17) | Polski Cukier Toruń                    | Hala Widowiskowo-Sportowa Centrum, Dąbrowa Górnicza Widzów: 1200 Sędzia: Łukasz Andrzejewski, Jakub Pietrzak, Michał Chrakowiecki |
| 25 października 201619:00 | Pkt:Johnson 14 Zb:Johnson 7 As:Pamuła 3 | 59:65(19:16, 14:14, 12:18, 14:17) | Pkt:Trotter 15 Zb:Škifić 9 As:Škifić 3 | Hala Widowiskowo-Sportowa Centrum, Dąbrowa Górnicza Widzów: 1200 Sędzia: Łukasz Andrzejewski, Jakub Pietrzak, Michał Chrakowiecki |

## 4 kolejka (28 października-2 listopada)
| 28 października 201618:00 | TBV Start Lublin                              | 63:66(18:15, 16:12, 14:14, 15:25) | Energa Czarni Słupsk                             | Hala „Globus”, Lublin Widzów: 2000 Sędzia: Marek Maliszewski, Arnaud Kom Njilo, Tomasz Trybalski |
| 28 października 201618:00 | Pkt:Balmazović 18 Zb:Peterson 10 As:Małecki 6 | 63:66(18:15, 16:12, 14:14, 15:25) | Pkt:Česnauskis 18 Zb:Jackson 11 As:Blassingame 9 | Hala „Globus”, Lublin Widzów: 2000 Sędzia: Marek Maliszewski, Arnaud Kom Njilo, Tomasz Trybalski |

| 28 października 201618:30 | PGE Turów Zgorzelec                                                  | 94:70(22:11, 34:21, 17:16, 21:22) | MKS Dąbrowa Górnicza                         | PGE Turów Arena, Zgorzelec Widzów: 1986 Sędzia: Marcin Kowalski, Artur Fiedler, Sławomir Moszakowski |
| 28 października 201618:30 | Pkt:Archibeque 23 Zb:Archibeque 7 As:Gospodarek, Jakowlew po 6 każdy | 94:70(22:11, 34:21, 17:16, 21:22) | Pkt:Parzeński 17 Zb:Parzeński 5 As:Johnson 7 | PGE Turów Arena, Zgorzelec Widzów: 1986 Sędzia: Marcin Kowalski, Artur Fiedler, Sławomir Moszakowski |

| 29 października 201618:00 | Anwil Włocławek                              | 65:61(16:12, 15:14, 12:23, 22:12) | Miasto Szkła Krosno                                | Hala Mistrzów, Włocławek Widzów: 2920 Sędzia: Dariusz Zapolski, Michał Sosin, Tomasz Szczurewski |
| 29 października 201618:00 | Pkt:Leończyk 21 Zb:Leończyk 9 As:Łączyński 8 | 65:61(16:12, 15:14, 12:23, 22:12) | Pkt:Czerapowicz 15 Zb:Czerapowicz 8 As:Woolridge 6 | Hala Mistrzów, Włocławek Widzów: 2920 Sędzia: Dariusz Zapolski, Michał Sosin, Tomasz Szczurewski |

| 29 października 201618:00 | Stelmet BC Zielona Góra                     | 87:81(19:28, 23:17, 22:17, 23:19) | King Szczecin                           | Hala MOSiR, Zielona Góra Widzów: 3069 Sędzia: Marek Ćmikiewicz, Robert Mordal, Tomasz Trojanowski |
| 29 października 201618:00 | Pkt:Đurišić 19 Zb:Hrycaniuk 8 As:Koszarek 4 | 87:81(19:28, 23:17, 22:17, 23:19) | Pkt:Brown 18 Zb:Robbins 6 As:Robinson 8 | Hala MOSiR, Zielona Góra Widzów: 3069 Sędzia: Marek Ćmikiewicz, Robert Mordal, Tomasz Trojanowski |

| 29 października 201618:00 | BM SLAM Stal Ostrów Wielkopolski                             | 65:68(14:15, 16:7, 15:22, 20:24) | Polpharma Starogard Gdański             | Hala Sportowa gim. nr 1, Ostrów Wielkopolski Widzów: 1000 Sędzia: Piotr Pastusiak, Mariusz Nawrocki, Karol Nowak |
| 29 października 201618:00 | Pkt:Nikołow 17 Zb:Szewczyk 8 As:trzech zawodników po 3 każdy | 65:68(14:15, 16:7, 15:22, 20:24) | Pkt:Flieger 17 Zb:Sajus 11 As:Flieger 5 | Hala Sportowa gim. nr 1, Ostrów Wielkopolski Widzów: 1000 Sędzia: Piotr Pastusiak, Mariusz Nawrocki, Karol Nowak |

| 29 października 201618:00 | Rosa Radom                                    | 68:64(13:22, 14:11, 21:11, 20:20) | Siarka Tarnobrzeg                     | Hala sportowa MOSiR, Radom Widzów: 850 Sędzia: Michał Proc, Robert Zieliński, Łukasz Jankowski |
| 29 października 201618:00 | Pkt:Sokołowski 28 Zb:Jackson 8 As:Brazelton 5 | 68:64(13:22, 14:11, 21:11, 20:20) | Pkt:Brown 17 Zb:Wojdyła 10 As:Brown 7 | Hala sportowa MOSiR, Radom Widzów: 850 Sędzia: Michał Proc, Robert Zieliński, Łukasz Jankowski |

| 30 października 201612:40 | Asseco Gdynia                               | 73:67(22:13, 17:20, 16:21, 18:13) | Polfarmex Kutno                           | Gdynia Arena, Gdynia Widzów: 1006 Sędzia: Dariusz Zapolski, Marcin Koralewski, Jakub Pietrzak |
| 30 października 201612:40 | Pkt:Szubarga 21 Zb:Szczotka 8 As:Szubarga 7 | 73:67(22:13, 17:20, 16:21, 18:13) | Pkt:Berisha 21 Zb:Fraser 11 As:Gabiński 4 | Gdynia Arena, Gdynia Widzów: 1006 Sędzia: Dariusz Zapolski, Marcin Koralewski, Jakub Pietrzak |

| 30 października 201616:00 | Polski Cukier Toruń                      | 82:59(30:11, 13:22, 19:22, 20:4) | Trefl Sopot                                                       | Arena Toruń, Toruń Widzów: 2388 Sędzia: Wojciech Liszka, Tomasz Tomaszewski, Jan Piróg |
| 30 października 201616:00 | Pkt:Trotter 21 Zb:Trotter 8 As:Trotter 9 | 82:59(30:11, 13:22, 19:22, 20:4) | Pkt:Mielczarek 17 Zb:Marković, Stefański po 5 każdy As:Marković 6 | Arena Toruń, Toruń Widzów: 2388 Sędzia: Wojciech Liszka, Tomasz Tomaszewski, Jan Piróg |

| 2 listopada 201618:30 | PGE Turów Zgorzelec                           | 71:63(25:15, 17:9, 14:16, 15:23) | AZS Koszalin                                              | PGE Turów Arena, Zgorzelec Widzów: 1788 Sędzia: Grzegorz Ziemblicki, Dariusz Lenczowski, Tomasz Trojanowski |
| 2 listopada 201618:30 | Pkt:Archibeque 15 Zb:Archibeque 8 As:Carter 4 | 71:63(25:15, 17:9, 14:16, 15:23) | Pkt:Zalewski 14 Zb:Harris 13 As:Nelson, Sikora po 3 każdy | PGE Turów Arena, Zgorzelec Widzów: 1788 Sędzia: Grzegorz Ziemblicki, Dariusz Lenczowski, Tomasz Trojanowski |

## 5 kolejka (4-7 listopada; 12 kwietnia)
| 4 listopada 201618:00 | Siarka Tarnobrzeg                            | 73:91(24:20, 16:28, 20:19, 13:24) | Polski Cukier Toruń                                           | Hala MOSiR „Wisła” im. Alfreda Freyera, Tarnobrzeg Widzów: 655 Sędzia: Janusz Calik, Robert Mordal, Tomasz Tybor |
| 4 listopada 201618:00 | Pkt:Jakóbczyk 21 Zb:Wojdyła 7 As:Jakóbczyk 4 | 73:91(24:20, 16:28, 20:19, 13:24) | Pkt:Trotter 17 Zb:Diduszko, Sulima po 9 każdy As:Wiśniewski 5 | Hala MOSiR „Wisła” im. Alfreda Freyera, Tarnobrzeg Widzów: 655 Sędzia: Janusz Calik, Robert Mordal, Tomasz Tybor |

| 5 listopada 201617:30 | Polfarmex Kutno                         | 78:74(24:22, 20:10, 16:20, 18:22) | TBV Start Lublin                                                 | Hala Sportowa SP nr 9, Kutno Widzów: 1199 Sędzia: Michał Proc, Damian Ottenburger, Bartłomiej Kucharski |
| 5 listopada 201617:30 | Pkt:Jarecki 20 Zb:Fraser 12 As:Fraser 4 | 78:74(24:22, 20:10, 16:20, 18:22) | Pkt:Peterson 19 Zb:Peterson 13 As:Grzeliński, Wiggins po 3 każdy | Hala Sportowa SP nr 9, Kutno Widzów: 1199 Sędzia: Michał Proc, Damian Ottenburger, Bartłomiej Kucharski |

| 5 listopada 201618:00 | Polpharma Starogard Gdański        | 69:54(20:15, 9:9, 19:14, 21:16) | Rosa Radom                                   | Miejska Hala Sportowa im. Andrzeja Grubby, Starogard Gdański Widzów: 1970 Sędzia: Grzegorz Ziemblicki, Paweł Białas, Tomasz Tomaszewski |
| 5 listopada 201618:00 | Pkt:Miles 16 Zb:Sajus 9 As:Hicks 3 | 69:54(20:15, 9:9, 19:14, 21:16) | Pkt:Brazelton 11 Zb:Jackson 7 As:Brazelton 4 | Miejska Hala Sportowa im. Andrzeja Grubby, Starogard Gdański Widzów: 1970 Sędzia: Grzegorz Ziemblicki, Paweł Białas, Tomasz Tomaszewski |

| 6 listopada 201612:40 | Energa Czarni Słupsk                                               | 80:75(22:22, 17:16, 16:19, 25:18) | Anwil Włocławek                         | Hala Gryfia, Słupsk Widzów: 2182 Sędzia: Marek Ćmikiewicz, Roman Putyra, Sławomir Moszakowski |
| 6 listopada 201612:40 | Pkt:Blassingame 22 Zb:Jackson, Kravish po 8 każdy As:Blassingame 8 | 80:75(22:22, 17:16, 16:19, 25:18) | Pkt:Sobin 19 Zb:McCray 9 As:Łączyński 5 | Hala Gryfia, Słupsk Widzów: 2182 Sędzia: Marek Ćmikiewicz, Roman Putyra, Sławomir Moszakowski |

| 6 listopada 201616:00 | King Szczecin                                                    | 102:83(18:18, 27:23, 28:24, 29:18) | BM SLAM Stal Ostrów Wielkopolski                             | Azoty Arena, Szczecin Widzów: 1420 Sędzia: Dariusz Zapolski, Bartosz Puzoń, Jakub Pietrzak |
| 6 listopada 201616:00 | Pkt:Nowakowski 22 Zb:trzech zawodników po 5 każdy As:Robinson 10 | 102:83(18:18, 27:23, 28:24, 29:18) | Pkt:Ochońko 18 Zb:Szewczyk 8 As:Majewski, Ochońko po 4 każdy | Azoty Arena, Szczecin Widzów: 1420 Sędzia: Dariusz Zapolski, Bartosz Puzoń, Jakub Pietrzak |

| 6 listopada 201618:00 | MKS Dąbrowa Górnicza                                         | 83:77(19:28, 16:14, 23:13, 25:22) | Stelmet BC Zielona Góra                     | Hala Widowiskowo-Sportowa Centrum, Dąbrowa Górnicza Widzów: 2000 Sędzia: Tomasz Trawicki, Maciej Kotulski, Mariusz Nawrocki |
| 6 listopada 201618:00 | Pkt:Kowałenko 17 Zb:Wilson 8 As:trzech zawodników po 4 każdy | 83:77(19:28, 16:14, 23:13, 25:22) | Pkt:Zamojski 19 Zb:Đurišić 9 As:Koszarek 10 | Hala Widowiskowo-Sportowa Centrum, Dąbrowa Górnicza Widzów: 2000 Sędzia: Tomasz Trawicki, Maciej Kotulski, Mariusz Nawrocki |

| 6 listopada 201618:00 | AZS Koszalin                                              | 69:72(17:20, 19:17, 18:16, 15:19) | Asseco Gdynia                                                   | Hala Widowiskowo-Sportowa, Koszalin Widzów: 1401 Sędzia: Piotr Pastusiak, Łukasz Jankowski, Radosław Szagun |
| 6 listopada 201618:00 | Pkt:Manigault, Nelson po 16 każdy Zb:Harris 7 As:Nelson 5 | 69:72(17:20, 19:17, 18:16, 15:19) | Pkt:Szubarga 23 Zb:Szubarga, Witliński po 6 każdy As:Szubarga 6 | Hala Widowiskowo-Sportowa, Koszalin Widzów: 1401 Sędzia: Piotr Pastusiak, Łukasz Jankowski, Radosław Szagun |

| 7 listopada 201618:00 | Miasto Szkła Krosno                         | 91:69(18:26, 24:10, 28:7, 21:26) | PGE Turów Zgorzelec                            | Hala MOSiR, Krosno Widzów: 1600 Sędzia: Wojciech Liszka, Adam Wierzman, Adrian Szczotka |
| 7 listopada 201618:00 | Pkt:Czerapowicz 25 Zb:Maddox 10 As:Dłuski 5 | 91:69(18:26, 24:10, 28:7, 21:26) | Pkt:Archibeque 14 Zb:Archibeque 10 As:Carter 7 | Hala MOSiR, Krosno Widzów: 1600 Sędzia: Wojciech Liszka, Adam Wierzman, Adrian Szczotka |

| 26 kwietnia 201618:00 | King Szczecin                                                          | 76:93(22:18, 22:25, 20:21, 12:29) | Trefl Sopot                                | Azoty Arena, Szczecin Widzów: 624 Sędzia: Marek Maliszewski, Marcin Koralewski, Cezary Nowicki |
| 26 kwietnia 201618:00 | Pkt:Skibniewski 28 Zb:Dutkiewicz 6 As:Robinson, Skibniewski po 5 każdy | 76:93(22:18, 22:25, 20:21, 12:29) | Pkt:Ireland 22 Zb:Marković 8 As:Dylewicz 6 | Azoty Arena, Szczecin Widzów: 624 Sędzia: Marek Maliszewski, Marcin Koralewski, Cezary Nowicki |

## 6 kolejka (11-16 listopada)
| 11 listopada 201618:00 | Anwil Włocławek                             | 78:69(17:12, 14:13, 22:16, 25:28) | Polfarmex Kutno                                           | Hala Mistrzów, Włocławek Widzów: 3156 Sędzia: Artur Fiedler, Marcin Koralewski, Adrian Szczotka |
| 11 listopada 201618:00 | Pkt:Jaramaz 17 Zb:McCray 7 As:Skibniewski 6 | 78:69(17:12, 14:13, 22:16, 25:28) | Pkt:Bartosz 13 Zb:Bartosz 7 As:Sałasz, Wallace po 3 każdy | Hala Mistrzów, Włocławek Widzów: 3156 Sędzia: Artur Fiedler, Marcin Koralewski, Adrian Szczotka |

| 12 listopada 201612:40 | BM SLAM Stal Ostrów Wielkopolski       | 70:60(25:17, 21:12, 14:16, 10:15) | MKS Dąbrowa Górnicza                                    | Hala Sportowa gim. nr 1, Ostrów Wielkopolski Widzów: 800 Sędzia: Marcin Kowalski, Sławomir Moszakowski, Cezary Nowicki |
| 12 listopada 201612:40 | Pkt:Johnson 15 Zb:King 13 As:Johnson 5 | 70:60(25:17, 21:12, 14:16, 10:15) | Pkt:Wilson 21 Zb:Wilson 6 As:Trice, Wołoszyn po 4 każdy | Hala Sportowa gim. nr 1, Ostrów Wielkopolski Widzów: 800 Sędzia: Marcin Kowalski, Sławomir Moszakowski, Cezary Nowicki |

| 12 listopada 201617:00 | Polski Cukier Toruń                        | 86:78(18:12, 18:19, 21:25, 29:22) | Polpharma Starogard Gdański           | Arena Toruń, Toruń Widzów: 2395 Sędzia: Dariusz Zapolski, Dariusz Lenczowski, Michał Sosin |
| 12 listopada 201617:00 | Pkt:Trotter 17 Zb:Škifić 7 As:Wiśniewski 6 | 86:78(18:12, 18:19, 21:25, 29:22) | Pkt:Miles 18 Zb:Sajus 10 As:Flieger 6 | Arena Toruń, Toruń Widzów: 2395 Sędzia: Dariusz Zapolski, Dariusz Lenczowski, Michał Sosin |

| 12 listopada 201618:00 | TBV Start Lublin                                                 | 68:74(17:9, 17:22, 13:24, 21:19) | AZS Koszalin                          | Hala „Globus”, Lublin Widzów: 2100 Sędzia: Jakub Zamojski, Roman Putyra, Damian Myszka |
| 12 listopada 201618:00 | Pkt:Balmazović 27 Zb:Balmazović, Małecki po 7 każdy As:Wiggins 6 | 68:74(17:9, 17:22, 13:24, 21:19) | Pkt:Nelson 15 Zb:Harris 9 As:Nelson 4 | Hala „Globus”, Lublin Widzów: 2100 Sędzia: Jakub Zamojski, Roman Putyra, Damian Myszka |

| 12 listopada 201618:00 | Stelmet BC Zielona Góra                      | 87:72(31:14, 16:20, 26:19, 14:19) | Miasto Szkła Krosno                                          | Hala MOSiR, Zielona Góra Widzów: 3200 Sędzia: Grzegorz Ziemblicki, Bartosz Puzoń, Tomasz Szczurewski |
| 12 listopada 201618:00 | Pkt:Zamojski 18 Zb:Hrycaniuk 7 As:Koszarek 8 | 87:72(31:14, 16:20, 26:19, 14:19) | Pkt:Woolridge 17 Zb:Dłuski 7 As:Dłuski, Woolridge po 3 każdy | Hala MOSiR, Zielona Góra Widzów: 3200 Sędzia: Grzegorz Ziemblicki, Bartosz Puzoń, Tomasz Szczurewski |

| 12 listopada 201618:00 | Rosa Radom                                 | 82:79(22:21, 22:15, 18:24, 20:19) | King Szczecin                          | Hala sportowa MOSiR, Radom Widzów: 918 Sędzia: Wojciech Liszka, Grzegorz Czajka, Michał Chrakowiecki |
| 12 listopada 201618:00 | Pkt:Brazelton 19 Zb:Bell 11 As:Brazelton 5 | 82:79(22:21, 22:15, 18:24, 20:19) | Pkt:Brown 14 Zb:Brown 10 As:Robinson 9 | Hala sportowa MOSiR, Radom Widzów: 918 Sędzia: Wojciech Liszka, Grzegorz Czajka, Michał Chrakowiecki |

| 12 listopada 201618:00 | Trefl Sopot                                                                        | 78:70(17:17, 15:20, 25:20, 21:13) | Siarka Tarnobrzeg                            | Hala Stulecia, Sopot Widzów: 935 Sędzia: Michał Proc, Arnaud Kom Njilo, Damian Ottenburger |
| 12 listopada 201618:00 | Pkt:Ireland 17 Zb:Marković, Stefański po 6 każdy As:Ireland, Śmigielski po 3 każdy | 78:70(17:17, 15:20, 25:20, 21:13) | Pkt:Releford 23 Zb:Wojdyła 10 As:Jakóbczyk 4 | Hala Stulecia, Sopot Widzów: 935 Sędzia: Michał Proc, Arnaud Kom Njilo, Damian Ottenburger |

| 13 listopada 201612:40 | PGE Turów Zgorzelec                            | 83:81(25:18, 16:21, 18:17, 24:25) | Energa Czarni Słupsk                         | PGE Turów Arena, Zgorzelec Widzów: 2046 Sędzia: Piotr Pastusiak, Maciej Kotulski, Tomasz Trybalski |
| 13 listopada 201612:40 | Pkt:Archibeque 19 Zb:Archibeque 13 As:Carter 6 | 83:81(25:18, 16:21, 18:17, 24:25) | Pkt:Kravish 19 Zb:Jackson 8 As:Blassingame 7 | PGE Turów Arena, Zgorzelec Widzów: 2046 Sędzia: Piotr Pastusiak, Maciej Kotulski, Tomasz Trybalski |

| 16 listopada 201618:00 | Anwil Włocławek                            | 81:79(13:19, 12:20, 35:19, 21:21) | Asseco Gdynia                              | Hala Mistrzów, Włocławek Widzów: 2248 Sędzia: Marek Ćmikiewicz, Robert Mordal, Maciej Dębowski |
| 16 listopada 201618:00 | Pkt:Jaramaz 29 Zb:Sobin 8 As:Skibniewski 4 | 81:79(13:19, 12:20, 35:19, 21:21) | Pkt:Matczak 17 Zb:Szczotka 8 As:Szubarga 8 | Hala Mistrzów, Włocławek Widzów: 2248 Sędzia: Marek Ćmikiewicz, Robert Mordal, Maciej Dębowski |

## 7 kolejka (18-23 listopada, 22 grudnia)
| 18 listopada 201618:00 | King Szczecin                              | 78:83(28:17, 16:21, 16:23, 18:22) | Polski Cukier Toruń                                        | Azoty Arena, Szczecin Widzów: 1340 Sędzia: Grzegorz Ziemblicki, Roman Putyra, Radosław Szagun |
| 18 listopada 201618:00 | Pkt:Kikowski 19 Zb:Robbins 8 As:Robinson 8 | 78:83(28:17, 16:21, 16:23, 18:22) | Pkt:Weaver 22 Zb:trzech zawodników po 7 każdy As:Trotter 4 | Azoty Arena, Szczecin Widzów: 1340 Sędzia: Grzegorz Ziemblicki, Roman Putyra, Radosław Szagun |

| 18 listopada 201618:00 | Energa Czarni Słupsk                   | 68:51(20:10, 12:11, 19:13, 17:17) | Stelmet BC Zielona Góra               | Hala Gryfia, Słupsk Widzów: 2135 Sędzia: Marcin Kowalski, Łukasz Andrzejewski, Paweł Białas |
| 18 listopada 201618:00 | Pkt:Lewis 19 Zb:Kravish 12 As:Lewis 11 | 68:51(20:10, 12:11, 19:13, 17:17) | Pkt:Florence 9 Zb:Moore 6 As:Kelati 3 | Hala Gryfia, Słupsk Widzów: 2135 Sędzia: Marcin Kowalski, Łukasz Andrzejewski, Paweł Białas |

| 19 listopada 201617:30 | Polfarmex Kutno                            | 74:78(20:23, 18:17, 18:15, 18:23) | PGE Turów Zgorzelec                             | Hala Sportowa SP nr 9, Kutno Widzów: 1168 Sędzia: Janusz Calik, Robert Zieliński, Karol Nowak |
| 19 listopada 201617:30 | Pkt:Wallace 13 Zb:Fraser 7 As:Grochowski 7 | 74:78(20:23, 18:17, 18:15, 18:23) | Pkt:Archibeque 17 Zb:Jakowlew 9 As:Gospodarek 4 | Hala Sportowa SP nr 9, Kutno Widzów: 1168 Sędzia: Janusz Calik, Robert Zieliński, Karol Nowak |

| 19 listopada 201618:00 | Polpharma Starogard Gdański              | 74:79(18:22, 20:15, 20:20, 16:22) | Trefl Sopot                                    | Miejska Hala Sportowa im. Andrzeja Grubby, Starogard Gdański Widzów: 1887 Sędzia: Wojciech Liszka, Tomasz Trojanowski, Tomasz Tybor |
| 19 listopada 201618:00 | Pkt:Miles 17 Zb:Diduszko 11 As:Flieger 5 | 74:79(18:22, 20:15, 20:20, 16:22) | Pkt:Śmigielski 18 Zb:Śmigielski 9 As:Karolak 3 | Miejska Hala Sportowa im. Andrzeja Grubby, Starogard Gdański Widzów: 1887 Sędzia: Wojciech Liszka, Tomasz Trojanowski, Tomasz Tybor |

| 19 listopada 201618:00 | Miasto Szkła Krosno                                | 79:73 (pd.)(21:19, 13:17, 22:17, 15:18, dogr. 8:2) | BM SLAM Stal Ostrów Wielkopolski       | Hala MOSiR, Krosno Widzów: 1600 Sędzia: Jakub Zamojski, Jan Piróg, Mariusz Adameczek |
| 19 listopada 201618:00 | Pkt:Czerapowicz 27 Zb:Czerapowicz 9 As:Woolridge 4 | 79:73 (pd.)(21:19, 13:17, 22:17, 15:18, dogr. 8:2) | Pkt:Szewczyk 19 Zb:King 18 As:Carter 3 | Hala MOSiR, Krosno Widzów: 1600 Sędzia: Jakub Zamojski, Jan Piróg, Mariusz Adameczek |

| 20 listopada 201612:40 | MKS Dąbrowa Górnicza                                         | 71:67(21:22, 13:9, 16:19, 21:17) | Rosa Radom                                                        | Hala Widowiskowo-Sportowa Centrum, Dąbrowa Górnicza Widzów: 1280 Sędzia: Janusz Calik, Dariusz Lenczowski, Damian Myszka |
| 20 listopada 201612:40 | Pkt:Johnson, Pamuła po 16 każdy Zb:Parzeński 9 As:Wołoszyn 4 | 71:67(21:22, 13:9, 16:19, 21:17) | Pkt:Zyskowski 17 Zb:Jackson, Sokołowski po 6 każdy As:Brazelton 7 | Hala Widowiskowo-Sportowa Centrum, Dąbrowa Górnicza Widzów: 1280 Sędzia: Janusz Calik, Dariusz Lenczowski, Damian Myszka |

| 20 listopada 201618:00 | AZS Koszalin                                             | 45:93(13:23, 8:24, 10:19, 14:27) | Anwil Włocławek                        | Hala Widowiskowo-Sportowa, Koszalin Widzów: 1913 Sędzia: Tomasz Trawicki, Adam Wierzman, Marcin Bieńkowski |
| 20 listopada 201618:00 | Pkt:Sikora 7 Zb:Harris 8 As:Manigault, Nelson po 3 każdy | 45:93(13:23, 8:24, 10:19, 14:27) | Pkt:Haws 13 Zb:McCray 8 As:Łączyński 6 | Hala Widowiskowo-Sportowa, Koszalin Widzów: 1913 Sędzia: Tomasz Trawicki, Adam Wierzman, Marcin Bieńkowski |

| 21 listopada 201619:00 | Asseco Gdynia                                  | 80:65(24:11, 25:14, 15:17, 16:23) | TBV Start Lublin                             | Gdynia Arena, Gdynia Widzów: 868 Sędzia: Tomasz Trawicki, Marcin Koralewski, Cezary Nowicki |
| 21 listopada 201619:00 | Pkt:Żołnierewicz 21 Zb:Szubarga 7 As:Matczak 6 | 80:65(24:11, 25:14, 15:17, 16:23) | Pkt:Wiggins 20 Zb:Balmazović 11 As:Wiggins 4 | Gdynia Arena, Gdynia Widzów: 868 Sędzia: Tomasz Trawicki, Marcin Koralewski, Cezary Nowicki |

| 23 listopada 201619:00 | Polpharma Starogard Gdański                          | 86:78(21:24, 24:21, 19:17, 22:16) | Siarka Tarnobrzeg                                          | Miejska Hala Sportowa im. Andrzeja Grubby, Starogard Gdański Widzów: 1650 Sędzia: Bartosz Puzoń, Jakub Pietrzak, Tomasz Trawicki |
| 23 listopada 201619:00 | Pkt:Miles 21 Zb:Miles 13 As:Miles, Schenk po 4 każdy | 86:78(21:24, 24:21, 19:17, 22:16) | Pkt:Releford 21 Zb:Brown 7 As:trzech zawodników po 3 każdy | Miejska Hala Sportowa im. Andrzeja Grubby, Starogard Gdański Widzów: 1650 Sędzia: Bartosz Puzoń, Jakub Pietrzak, Tomasz Trawicki |

| 22 grudnia 201619:00 | BM SLAM Stal Ostrów Wielkopolski      | 80:76(21:18, 19:13, 15:30, 25:15) | Energa Czarni Słupsk                                              | Hala Sportowa gim. nr 1, Ostrów Wielkopolski Widzów: 1100 Sędzia: Grzegorz Ziemblicki, Grzegorz Czajka, Bartłomiej Kucharski |
| 22 grudnia 201619:00 | Pkt:Carter 19 Zb:King 13 As:Johnson 5 | 80:76(21:18, 19:13, 15:30, 25:15) | Pkt:Blassingame 28 Zb:Kravish, Mokros po 6 każdy As:Blassingame 6 | Hala Sportowa gim. nr 1, Ostrów Wielkopolski Widzów: 1100 Sędzia: Grzegorz Ziemblicki, Grzegorz Czajka, Bartłomiej Kucharski |

## 8 kolejka (25 listopada-1 grudnia)
| 25 listopada 201618:00 | TBV Start Lublin                            | 69:71(18:20, 21:17, 14:21, 16:13) | Anwil Włocławek                            | Hala „Globus”, Lublin Widzów: 1800 Sędzia: Adam Wierzman, Robert Zieliński, Tomasz Trybalski |
| 25 listopada 201618:00 | Pkt:Peterson 18 Zb:Peterson 11 As:Wiggins 8 | 69:71(18:20, 21:17, 14:21, 16:13) | Pkt:Leończyk 16 Zb:Sobin 12 As:Dmitrijew 5 | Hala „Globus”, Lublin Widzów: 1800 Sędzia: Adam Wierzman, Robert Zieliński, Tomasz Trybalski |

| 26 listopada 201618:00 | MKS Dąbrowa Górnicza                            | 92:55(24:18, 27:9, 18:18, 23:10) | Trefl Sopot                                                       | Hala Widowiskowo-Sportowa Centrum, Dąbrowa Górnicza Widzów: 1500 Sędzia: Grzegorz Ziemblicki, Michał Sosin, Łukasz Jankowski |
| 26 listopada 201618:00 | Pkt:Szymański 14 Zb:Parzeński 8 As:Piechowicz 6 | 92:55(24:18, 27:9, 18:18, 23:10) | Pkt:Marković 21 Zb:Marković 9 As:Dylewicz, Stamenković po 2 każdy | Hala Widowiskowo-Sportowa Centrum, Dąbrowa Górnicza Widzów: 1500 Sędzia: Grzegorz Ziemblicki, Michał Sosin, Łukasz Jankowski |

| 26 listopada 201618:00 | Miasto Szkła Krosno                                                                | 59:88(19:22, 14:20, 10:28, 16:18) | Polski Cukier Toruń                                                            | Hala MOSiR, Krosno Widzów: 1690 Sędzia: Marcin Kowalski, Grzegorz Czajka, Bartłomiej Kucharski |
| 26 listopada 201618:00 | Pkt:Czerapowicz 11 Zb:Dłuski, Wyka po 6 każdy As:Czerapowicz, Woolridge po 4 każdy | 59:88(19:22, 14:20, 10:28, 16:18) | Pkt:Trotter 18 Zb:Škifić, Trotter po 7 każdy As:Trotter, Wiśniewski po 4 każdy | Hala MOSiR, Krosno Widzów: 1690 Sędzia: Marcin Kowalski, Grzegorz Czajka, Bartłomiej Kucharski |

| 27 listopada 201612:40 | Polfarmex Kutno                             | 72:80(18:28, 19:15, 13:13, 22:24) | BM SLAM Stal Ostrów Wielkopolski                      | Hala Sportowa SP nr 9, Kutno Widzów: 1126 Sędzia: Piotr Pastusiak, Bartosz Puzoń, Tomasz Szczurewski |
| 27 listopada 201612:40 | Pkt:Berisha 23 Zb:Bartosz 10 As:Kowalczyk 7 | 72:80(18:28, 19:15, 13:13, 22:24) | Pkt:King 20 Zb:King, Tomaszek po 5 każdy As:Johnson 8 | Hala Sportowa SP nr 9, Kutno Widzów: 1126 Sędzia: Piotr Pastusiak, Bartosz Puzoń, Tomasz Szczurewski |

| 27 listopada 201618:00 | Energa Czarni Słupsk                         | 70:83(15:19, 12:29, 22:16, 21:19) | Rosa Radom                                        | Hala Gryfia, Słupsk Widzów: 2227 Sędzia: Tomasz Trawicki, Artur Fiedler, Michał Chrakowiecki |
| 27 listopada 201618:00 | Pkt:Ginyard 21 Zb:Kravish 7 As:Blassingame 7 | 70:83(15:19, 12:29, 22:16, 21:19) | Pkt:Sokołowski 22 Zb:Sokołowski 11 As:Brazelton 8 | Hala Gryfia, Słupsk Widzów: 2227 Sędzia: Tomasz Trawicki, Artur Fiedler, Michał Chrakowiecki |

| 27 listopada 201618:00 | AZS Koszalin                                               | 58:67(19:17, 11:22, 15:11, 13:17) | Stelmet BC Zielona Góra                                                          | Hala Widowiskowo-Sportowa, Koszalin Widzów: 1513 Sędzia: Marek Maliszewski, Arnaud Kom Njilo, Mariusz Nawrocki |
| 27 listopada 201618:00 | Pkt:Nelson 17 Zb:Harris 12 As:trzech zawodników po 2 każdy | 58:67(19:17, 11:22, 15:11, 13:17) | Pkt:Dragičević 21 Zb:Dragičević, Moore po 5 każdy As:Kelati, Koszarek po 5 każdy | Hala Widowiskowo-Sportowa, Koszalin Widzów: 1513 Sędzia: Marek Maliszewski, Arnaud Kom Njilo, Mariusz Nawrocki |

| 27 listopada 201618:00 | Asseco Gdynia                                                  | 76:68(26:11, 16:24, 12:10, 22:23) | PGE Turów Zgorzelec                                             | Gdynia Arena, Gdynia Widzów: 1144 Sędzia: Dariusz Zapolski, Jan Piróg, Maciej Dębowski |
| 27 listopada 201618:00 | Pkt:Szubarga 19 Zb:Matczak, Witliński po 8 każdy As:Szubarga 8 | 76:68(26:11, 16:24, 12:10, 22:23) | Pkt:Borowski 16 Zb:Archibeque 11 As:Carter, Jakowlew po 4 każdy | Gdynia Arena, Gdynia Widzów: 1144 Sędzia: Dariusz Zapolski, Jan Piróg, Maciej Dębowski |

| 30 listopada 201618:00 | King Szczecin                              | 76:84(17:24, 29:18, 16:18, 14:24) | Siarka Tarnobrzeg                        | Azoty Arena, Szczecin Widzów: 820 Sędzia: Artur Fiedler, Marcin Koralewski, Cezary Nowicki |
| 30 listopada 201618:00 | Pkt:Kikowski 14 Zb:Robbins 7 As:Robinson 7 | 76:84(17:24, 29:18, 16:18, 14:24) | Pkt:Jakóbczyk 21 Zb:Wojdyła 9 As:Brown 7 | Azoty Arena, Szczecin Widzów: 820 Sędzia: Artur Fiedler, Marcin Koralewski, Cezary Nowicki |

| 1 grudnia 201618:00 | TBV Start Lublin                              | 100:99(29:19, 19:21, 22:28, 30:31) | Polpharma Starogard Gdański             | Hala „Globus”, Lublin Widzów: 1900 Sędzia: Michał Proc, Grzegorz Czajka, Arnaud Kom Njilo |
| 1 grudnia 201618:00 | Pkt:Balmazović 24 Zb:Peterson 10 As:Wiggins 8 | 100:99(29:19, 19:21, 22:28, 30:31) | Pkt:Miles 30 Zb:Mirković 8 As:Flieger 5 | Hala „Globus”, Lublin Widzów: 1900 Sędzia: Michał Proc, Grzegorz Czajka, Arnaud Kom Njilo |

## 9 kolejka (1-7 grudnia)
| 1 grudnia 201619:00 | Stelmet BC Zielona Góra                    | 82:80(16:27, 26:21, 14:20, 26:12) | Asseco Gdynia                                                | Hala MOSiR, Zielona Góra Widzów: 2606 Sędzia: Grzegorz Ziemblicki, Tomasz Trojanowski, Tomasz Tybor |
| 1 grudnia 201619:00 | Pkt:Koszarek 16 Zb:Đurišić 8 As:Florence 7 | 82:80(16:27, 26:21, 14:20, 26:12) | Pkt:Matczak 16 Zb:Ponitka, Szubarga po 6 każdy As:Szubarga 7 | Hala MOSiR, Zielona Góra Widzów: 2606 Sędzia: Grzegorz Ziemblicki, Tomasz Trojanowski, Tomasz Tybor |

| 3 grudnia 201619:00 | BM SLAM Stal Ostrów Wielkopolski     | 65:60(16:10, 11:23, 20:14, 18:13) | AZS Koszalin                          | Hala Sportowa gim. nr 1, Ostrów Wielkopolski Widzów: 1000 Sędzia: Marek Ćmikiewicz, Roman Putyra, Łukasz Andrzejewski |
| 3 grudnia 201619:00 | Pkt:Johnson 15 Zb:King 7 As:Carter 5 | 65:60(16:10, 11:23, 20:14, 18:13) | Pkt:Nelson 19 Zb:Harris 8 As:Nelson 5 | Hala Sportowa gim. nr 1, Ostrów Wielkopolski Widzów: 1000 Sędzia: Marek Ćmikiewicz, Roman Putyra, Łukasz Andrzejewski |

| 4 grudnia 201612:40 | Trefl Sopot                                 | 75:64(21:27, 25:6, 17:14, 12:17) | Miasto Szkła Krosno                           | Hala Stulecia, Sopot Widzów: 915 Sędzia: Dariusz Zapolski, Adam Wierzman, Adrian Szczotka |
| 4 grudnia 201612:40 | Pkt:Marković 24 Zb:Marković 16 As:Ireland 4 | 75:64(21:27, 25:6, 17:14, 12:17) | Pkt:Czerapowicz 19 Zb:Dłuski 6 As:Oczkowicz 2 | Hala Stulecia, Sopot Widzów: 915 Sędzia: Dariusz Zapolski, Adam Wierzman, Adrian Szczotka |

| 4 grudnia 201616:00 | Polski Cukier Toruń                                          | 85:74(18:17, 24:19, 14:22, 29:16) | Energa Czarni Słupsk                         | Arena Toruń, Toruń Widzów: 2793 Sędzia: Jakub Zamojski, Dariusz Lenczowski, Jakub Pietrzak |
| 4 grudnia 201616:00 | Pkt:Trotter, Wiśniewski po 16 każdy Zb:Škifić 12 As:Weaver 7 | 85:74(18:17, 24:19, 14:22, 29:16) | Pkt:Kravish 13 Zb:Surmacz 7 As:Blassingame 8 | Arena Toruń, Toruń Widzów: 2793 Sędzia: Jakub Zamojski, Dariusz Lenczowski, Jakub Pietrzak |

| 4 grudnia 201618:00 | Rosa Radom                                   | 72:52(19:18, 21:14, 8:8, 24:12) | Polfarmex Kutno                                           | Hala sportowa MOSiR, Radom Widzów: 891 Sędzia: Marek Maliszewski, Karol Nowak, Marcin Bieńkowski |
| 4 grudnia 201618:00 | Pkt:Sokołowski 15 Zb:Jackson 8 As:Callahan 4 | 72:52(19:18, 21:14, 8:8, 24:12) | Pkt:Fraser 11 Zb:Fraser 12 As:Bartosz, Berisha po 3 każdy | Hala sportowa MOSiR, Radom Widzów: 891 Sędzia: Marek Maliszewski, Karol Nowak, Marcin Bieńkowski |

| 4 grudnia 201618:00 | Siarka Tarnobrzeg                       | 74:87(19:22, 18:14, 23:23, 14:28) | MKS Dąbrowa Górnicza                       | Hala MOSiR „Wisła” im. Alfreda Freyera, Tarnobrzeg Widzów: 624 Sędzia: Michał Proc, Robert Zieliński, Mariusz Adameczek |
| 4 grudnia 201618:00 | Pkt:Releford 23 Zb:Knowles 9 As:Brown 9 | 74:87(19:22, 18:14, 23:23, 14:28) | Pkt:Johnson 29 Zb:Kowałenko 6 As:Johnson 6 | Hala MOSiR „Wisła” im. Alfreda Freyera, Tarnobrzeg Widzów: 624 Sędzia: Michał Proc, Robert Zieliński, Mariusz Adameczek |

| 4 grudnia 201618:00 | Polpharma Starogard Gdański            | 64:81(21:16, 21:26, 10:23, 12:16) | King Szczecin                                                              | Miejska Hala Sportowa im. Andrzeja Grubby, Starogard Gdański Widzów: 1880 Sędzia: Janusz Calik, Robert Mordal, Damian Ottenburger |
| 4 grudnia 201618:00 | Pkt:Mirković 21 Zb:Davis 7 As:Schenk 5 | 64:81(21:16, 21:26, 10:23, 12:16) | Pkt:Brown, Kikowski po 17 każdy Zb:Brown, Robbins po 8 każdy As:Robinson 6 | Miejska Hala Sportowa im. Andrzeja Grubby, Starogard Gdański Widzów: 1880 Sędzia: Janusz Calik, Robert Mordal, Damian Ottenburger |

| 4 grudnia 201619:00 | PGE Turów Zgorzelec                              | 106:74(27:21, 31:16, 28:17, 20:20) | TBV Start Lublin                                                                | PGE Turów Arena, Zgorzelec Widzów: 1889 Sędzia: Piotr Pastusiak, Paweł Białas, Michał Chrakowiecki |
| 4 grudnia 201619:00 | Pkt:Kostrzewski 24 Zb:Archibeque 10 As:Carter 11 | 106:74(27:21, 31:16, 28:17, 20:20) | Pkt:Peterson, Wiggins po 14 każdy Zb:Peterson 10 As:Kellogg, Wiggins po 3 każdy | PGE Turów Arena, Zgorzelec Widzów: 1889 Sędzia: Piotr Pastusiak, Paweł Białas, Michał Chrakowiecki |

| 7 grudnia 201619:00 | Siarka Tarnobrzeg                         | 75:87(12:33, 20:19, 26:16, 17:19) | Anwil Włocławek                                             | Hala MOSiR „Wisła” im. Alfreda Freyera, Tarnobrzeg Widzów: 421 Sędzia: Grzegorz Ziemblicki, Mariusz Nawrocki, Bartłomiej Kucharski |
| 7 grudnia 201619:00 | Pkt:Knowles 18 Zb:Knowles 8 As:Releford 5 | 75:87(12:33, 20:19, 26:16, 17:19) | Pkt:Haws 16 Zb:Dmitrijew, McCray po 6 każdy As:Łączyński 11 | Hala MOSiR „Wisła” im. Alfreda Freyera, Tarnobrzeg Widzów: 421 Sędzia: Grzegorz Ziemblicki, Mariusz Nawrocki, Bartłomiej Kucharski |

## 10 kolejka (9-14 grudnia)
| 9 grudnia 201619:00 | Asseco Gdynia                                 | 68:76(18:18, 16:25, 16:14, 18:19) | BM SLAM Stal Ostrów Wielkopolski           | Gdynia Arena, Gdynia Widzów: 941 Sędzia: Dariusz Zapolski, Robert Zieliński, Michał Sosin |
| 9 grudnia 201619:00 | Pkt:Szubarga 19 Zb:Witliński 11 As:Szczotka 5 | 68:76(18:18, 16:25, 16:14, 18:19) | Pkt:Johnson 16 Zb:Szewczyk 10 As:Johnson 5 | Gdynia Arena, Gdynia Widzów: 941 Sędzia: Dariusz Zapolski, Robert Zieliński, Michał Sosin |

| 10 grudnia 201617:30 | Polfarmex Kutno                           | 73:81 (pd.)(9:16, 13:12, 17:15, 22:18, dogr. 6:6, 6:14) | Polski Cukier Toruń                      | Hala Sportowa SP nr 9, Kutno Widzów: 1167 Sędzia: Marcin Kowalski, Mariusz Adameczek, Paweł Białas |
| 10 grudnia 201617:30 | Pkt:Berisha 38 Zb:Bartosz 19 As:Bartosz 8 | 73:81 (pd.)(9:16, 13:12, 17:15, 22:18, dogr. 6:6, 6:14) | Pkt:Trotter 17 Zb:Škifić 11 As:Trotter 4 | Hala Sportowa SP nr 9, Kutno Widzów: 1167 Sędzia: Marcin Kowalski, Mariusz Adameczek, Paweł Białas |

| 10 grudnia 201618:00 | MKS Dąbrowa Górnicza                                                          | 78:66(27:26, 17:11, 17:14, 17:15) | Polpharma Starogard Gdański           | Hala Widowiskowo-Sportowa Centrum, Dąbrowa Górnicza Widzów: 1500 Sędzia: Adam Wierzman, Michał Chrakowiecki, Damian Myszka |
| 10 grudnia 201618:00 | Pkt:Johnson 21 Zb:Kucharek, Wilson po 6 każdy As:Johnson, Wołoszyn po 4 każdy | 78:66(27:26, 17:11, 17:14, 17:15) | Pkt:Flieger 16 Zb:Sajus 10 As:Davis 4 | Hala Widowiskowo-Sportowa Centrum, Dąbrowa Górnicza Widzów: 1500 Sędzia: Adam Wierzman, Michał Chrakowiecki, Damian Myszka |

| 10 grudnia 201618:00 | Miasto Szkła Krosno                                             | 83:75(24:18, 21:17, 21:17, 17:23) | Siarka Tarnobrzeg                       | Hala MOSiR, Krosno Widzów: 1690 Sędzia: Janusz Calik, Wojciech Liszka, Karol Nowak |
| 10 grudnia 201618:00 | Pkt:Czerapowicz, Maddox po 24 każdy Zb:Maddox 10 As:Woolridge 5 | 83:75(24:18, 21:17, 21:17, 17:23) | Pkt:Knowles 23 Zb:Knowles 14 As:Brown 7 | Hala MOSiR, Krosno Widzów: 1690 Sędzia: Janusz Calik, Wojciech Liszka, Karol Nowak |

| 10 grudnia 201618:00 | Energa Czarni Słupsk                          | 89:58(20:18, 26:6, 20:11, 23:23) | Trefl Sopot                                   | Hala Gryfia, Słupsk Widzów: 2132 Sędzia: Michał Proc, Łukasz Andrzejewski, Michał Sosin |
| 10 grudnia 201618:00 | Pkt:Ginyard 19 Zb:Jackson 10 As:Blassingame 7 | 89:58(20:18, 26:6, 20:11, 23:23) | Pkt:Ireland 16 Zb:Marković 10 As:Śmigielski 3 | Hala Gryfia, Słupsk Widzów: 2132 Sędzia: Michał Proc, Łukasz Andrzejewski, Michał Sosin |

| 10 grudnia 201618:00 | AZS Koszalin                                               | 63:62(19:22, 12:15, 16:11, 16:14) | Rosa Radom                                      | Hala Widowiskowo-Sportowa, Koszalin Widzów: 1834 Sędzia: Piotr Pastusiak, Marcin Koralewski, Radosław Szagun |
| 10 grudnia 201618:00 | Pkt:Nelson 21 Zb:Harris 10 As:Manigault, Nelson po 4 każdy | 63:62(19:22, 12:15, 16:11, 16:14) | Pkt:Callahan 20 Zb:Sokołowski 6 As:Sokołowski 3 | Hala Widowiskowo-Sportowa, Koszalin Widzów: 1834 Sędzia: Piotr Pastusiak, Marcin Koralewski, Radosław Szagun |

| 10 grudnia 201618:00 | TBV Start Lublin                                                  | 63:85(17:14, 19:29, 17:15, 10:27) | Stelmet BC Zielona Góra                    | Hala „Globus”, Lublin Widzów: 1800 Sędzia: Grzegorz Ziemblicki, Maciej Kotulski, Jan Piróg |
| 10 grudnia 201618:00 | Pkt:Balmazović 19 Zb:Balmazović, Peterson po 7 każdy As:Wiggins 5 | 63:85(17:14, 19:29, 17:15, 10:27) | Pkt:Zamojski 16 Zb:Đurišić 8 As:Koszarek 5 | Hala „Globus”, Lublin Widzów: 1800 Sędzia: Grzegorz Ziemblicki, Maciej Kotulski, Jan Piróg |

| 11 grudnia 201612:40 | Anwil Włocławek                         | 65:72(15:13, 15:20, 17:10, 18:29) | PGE Turów Zgorzelec                           | Hala Mistrzów, Włocławek Widzów: 2976 Sędzia: Tomasz Trawicki, Michał Proc, Sławomir Moszakowski |
| 11 grudnia 201612:40 | Pkt:Sobin 19 Zb:Sobin 10 As:Łączyński 7 | 65:72(15:13, 15:20, 17:10, 18:29) | Pkt:Michalak 18 Zb:Archibeque 9 As:Jakowlew 5 | Hala Mistrzów, Włocławek Widzów: 2976 Sędzia: Tomasz Trawicki, Michał Proc, Sławomir Moszakowski |

| 14 grudnia 201619:00 | Asseco Gdynia                             | 75:84(17:14, 20:22, 14:18, 24:30) | King Szczecin                            | Gdynia Arena, Gdynia Widzów: 848 Sędzia: Tomasz Tomaszewski, Jakub Pietrzak, Łukasz Jankowski |
| 14 grudnia 201619:00 | Pkt:Ponitka 15 Zb:Ponitka 7 As:Szubarga 4 | 75:84(17:14, 20:22, 14:18, 24:30) | Pkt:Robinson 22 Zb:Brown 9 As:Robinson 6 | Gdynia Arena, Gdynia Widzów: 848 Sędzia: Tomasz Tomaszewski, Jakub Pietrzak, Łukasz Jankowski |

## 11 kolejka (15-19 grudnia)
| 15 grudnia 201618:30 | Trefl Sopot                                                        | 75:73(20:23, 14:18, 27:19, 14:13) | PGE Turów Zgorzelec                                            | Hala Stulecia, Sopot Widzów: 760 Sędzia: Artur Fiedler, Tomasz Tomaszewski, Marcin Bieńkowski |
| 15 grudnia 201618:30 | Pkt:Marković 19 Zb:Marković 11 As:Dylewicz, Stamenković po 3 każdy | 75:73(20:23, 14:18, 27:19, 14:13) | Pkt:Michalak 17 Zb:Kostrzewski, Nikolić po 5 każdy As:Carter 5 | Hala Stulecia, Sopot Widzów: 760 Sędzia: Artur Fiedler, Tomasz Tomaszewski, Marcin Bieńkowski |

| 16 grudnia 201618:00 | Stelmet BC Zielona Góra                                                                | 82:74(19:20, 19:17, 20:23, 24:14) | Anwil Włocławek                           | Hala MOSiR, Zielona Góra Widzów: 2850 Sędzia: Janusz Calik, Wojciech Liszka, Łukasz Andrzejewski |
| 16 grudnia 201618:00 | Pkt:Đurišić, Thomas Kelati po 14 każdy Zb:czterech zawodników po 4 każdy As:Florence 8 | 82:74(19:20, 19:17, 20:23, 24:14) | Pkt:Haws 26 Zb:Leończyk 11 As:Łączyński 5 | Hala MOSiR, Zielona Góra Widzów: 2850 Sędzia: Janusz Calik, Wojciech Liszka, Łukasz Andrzejewski |

| 17 grudnia 201618:00 | BM SLAM Stal Ostrów Wielkopolski      | 85:56(24:14, 22:19, 20:10, 19:13) | TBV Start Lublin                             | Hala Sportowa gim. nr 1, Ostrów Wielkopolski Widzów: 1000 Sędzia: Marek Ćmikiewicz, Sławomir Moszakowski, Maciej Dębowski |
| 17 grudnia 201618:00 | Pkt:Nikołow 17 Zb:King 6 As:Johnson 6 | 85:56(24:14, 22:19, 20:10, 19:13) | Pkt:Balmazović 10 Zb:Peterson 7 As:Wiggins 5 | Hala Sportowa gim. nr 1, Ostrów Wielkopolski Widzów: 1000 Sędzia: Marek Ćmikiewicz, Sławomir Moszakowski, Maciej Dębowski |

| 17 grudnia 201618:00 | Siarka Tarnobrzeg                          | 76:89(18:26, 19:26, 14:16, 25:21) | Energa Czarni Słupsk                                                        | Hala MOSiR „Wisła” im. Alfreda Freyera, Tarnobrzeg Widzów: 495 Sędzia: Marek Maliszewski, Mariusz Nawrocki, Adrian Szczotka |
| 17 grudnia 201618:00 | Pkt:Releford 24 Zb:Wojdyła 11 As:Malczyk 5 | 76:89(18:26, 19:26, 14:16, 25:21) | Pkt:Lewis 16 Zb:Jackson, Mokros po 9 każdy As:Blassingame, Lewis po 6 każdy | Hala MOSiR „Wisła” im. Alfreda Freyera, Tarnobrzeg Widzów: 495 Sędzia: Marek Maliszewski, Mariusz Nawrocki, Adrian Szczotka |

| 17 grudnia 201618:00 | Polpharma Starogard Gdański          | 85:71(24:18, 18:23, 20:11, 23:19) | Miasto Szkła Krosno                                                  | Miejska Hala Sportowa im. Andrzeja Grubby, Starogard Gdański Widzów: 1865 Sędzia: Piotr Pastusiak, Robert Mordal, Damian Ottenburger |
| 17 grudnia 201618:00 | Pkt:Hicks 23 Zb:Sajus 9 As:Flieger 7 | 85:71(24:18, 18:23, 20:11, 23:19) | Pkt:Woolridge 14 Zb:Czerapowicz, Woolridge po 8 każdy As:Woolridge 9 | Miejska Hala Sportowa im. Andrzeja Grubby, Starogard Gdański Widzów: 1865 Sędzia: Piotr Pastusiak, Robert Mordal, Damian Ottenburger |

| 18 grudnia 201612:40 | Rosa Radom                                     | 70:67(18:15, 16:16, 16:21, 20:15) | Asseco Gdynia                                                   | Hala sportowa MOSiR, Radom Widzów: 800 Sędzia: Wojciech Liszka, Roman Putyra, Tomasz Tybor |
| 18 grudnia 201612:40 | Pkt:Callahan 21 Zb:Sokołowski 7 As:Zyskowski 4 | 70:67(18:15, 16:16, 16:21, 20:15) | Pkt:Matczak 20 Zb:Witliński 8 As:Szubarga, Witliński po 3 każdy | Hala sportowa MOSiR, Radom Widzów: 800 Sędzia: Wojciech Liszka, Roman Putyra, Tomasz Tybor |

| 18 grudnia 201616:00 | King Szczecin                             | 82:79(20:15, 20:19, 15:20, 27:25) | MKS Dąbrowa Górnicza                    | Azoty Arena, Szczecin Widzów: 2000 Sędzia: Dariusz Zapolski, Paweł Białas, Tomasz Szczurewski |
| 18 grudnia 201616:00 | Pkt:Kikowski 24 Zb:Brown 10 As:Robinson 8 | 82:79(20:15, 20:19, 15:20, 27:25) | Pkt:Wesley 15 Zb:Wilson 7 As:Wołoszyn 4 | Azoty Arena, Szczecin Widzów: 2000 Sędzia: Dariusz Zapolski, Paweł Białas, Tomasz Szczurewski |

| 19 grudnia 201619:00 | Polski Cukier Toruń                   | 79:68(21:16, 10:19, 24:12, 24:21) | AZS Koszalin                                             | Arena Toruń, Toruń Widzów: 2572 Sędzia: Grzegorz Ziemblicki, Karol Nowak, Michał Chrakowiecki |
| 19 grudnia 201619:00 | Pkt:Škifić 19 Zb:Sulima 7 As:Weaver 6 | 79:68(21:16, 10:19, 24:12, 24:21) | Pkt:Millage 15 Zb:Wall 8 As:Harris, Manigault po 3 każdy | Arena Toruń, Toruń Widzów: 2572 Sędzia: Grzegorz Ziemblicki, Karol Nowak, Michał Chrakowiecki |

| 19 grudnia 201619:00 | Trefl Sopot                                    | 77:72(22:19, 20:20, 19:15, 16:18) | Polfarmex Kutno                          | Hala Stulecia, Sopot Widzów: 750 Sędzia: Tomasz Trawicki, Robert Mordal, Marcin Koralewski |
| 19 grudnia 201619:00 | Pkt:Ireland 22 Zb:Śmigielski 7 As:Śmigielski 5 | 77:72(22:19, 20:20, 19:15, 16:18) | Pkt:Berisha 31 Zb:Fraser 15 As:Berisha 5 | Hala Stulecia, Sopot Widzów: 750 Sędzia: Tomasz Trawicki, Robert Mordal, Marcin Koralewski |

## 12 kolejka (23-29 grudnia, 11 stycznia)
| 23 grudnia 201618:00 | Miasto Szkła Krosno                                | 98:72(29:23, 30:16, 15:11, 24:22) | King Szczecin                                                 | Hala MOSiR, Krosno Sędzia: Marek Maliszewski, Robert Zieliński, Tomasz Trybalski |
| 23 grudnia 201618:00 | Pkt:Czerapowicz 29 Zb:Czerapowicz 9 As:Woolridge 7 | 98:72(29:23, 30:16, 15:11, 24:22) | Pkt:Brown 16 Zb:Robbins 9 As:Robinson, Skibniewski po 5 każdy | Hala MOSiR, Krosno Sędzia: Marek Maliszewski, Robert Zieliński, Tomasz Trybalski |

| 23 grudnia 201619:00 | Asseco Gdynia                                                     | 76:80(20:22, 22:22, 16:19, 18:17) | Polski Cukier Toruń                  | Gdynia Arena, Gdynia Sędzia: Piotr Pastusiak, Adam Wierzman, Arnaud Kom Njilo |
| 23 grudnia 201619:00 | Pkt:Matczak, Szubarga po 17 każdy Zb:Żołnierewicz 7 As:Szubarga 5 | 76:80(20:22, 22:22, 16:19, 18:17) | Pkt:Škifić 21 Zb:Škifić 9 As:Śnieg 4 | Gdynia Arena, Gdynia Sędzia: Piotr Pastusiak, Adam Wierzman, Arnaud Kom Njilo |

| 26 grudnia 201618:00 | PGE Turów Zgorzelec                     | 83:85(16:21, 23:26, 18:18, 26:20) | Stelmet BC Zielona Góra                       | PGE Turów Arena, Zgorzelec Sędzia: Tomasz Trawicki, Wojciech Liszka, Paweł Białas |
| 26 grudnia 201618:00 | Pkt:Michalak 22 Zb:Carter 7 As:Carter 7 | 83:85(16:21, 23:26, 18:18, 26:20) | Pkt:Koszarek 17 Zb:Dragičević 8 As:Koszarek 8 | PGE Turów Arena, Zgorzelec Sędzia: Tomasz Trawicki, Wojciech Liszka, Paweł Białas |

| 28 grudnia 201618:00 | TBV Start Lublin                           | 64:63(16:17, 17:15, 15:21, 16:10) | Rosa Radom                                                      | Hala „Globus”, Lublin Sędzia: Janusz Calik, Dariusz Lenczowski, Damian Myszka |
| 28 grudnia 201618:00 | Pkt:Wiggins 16 Zb:Peterson 10 As:Kellogg 4 | 64:63(16:17, 17:15, 15:21, 16:10) | Pkt:Bell 18 Zb:Sokołowski 8 As:Sokołowski, Zyskowski po 3 każdy | Hala „Globus”, Lublin Sędzia: Janusz Calik, Dariusz Lenczowski, Damian Myszka |

| 28 grudnia 201618:00 | Anwil Włocławek                           | 80:65(24:19, 18:16, 21:18, 17:12) | BM SLAM Stal Ostrów Wielkopolski                       | Hala Mistrzów, Włocławek Sędzia: Michał Proc, Mariusz Nawrocki, Karol Nowak |
| 28 grudnia 201618:00 | Pkt:Jaramaz 15 Zb:McCray 7 As:Łączyński 3 | 80:65(24:19, 18:16, 21:18, 17:12) | Pkt:Nikołow 13 Zb:King 8 As:Carter, Johnson po 5 każdy | Hala Mistrzów, Włocławek Sędzia: Michał Proc, Mariusz Nawrocki, Karol Nowak |

| 28 grudnia 201618:15 | Energa Czarni Słupsk                             | 66:75(10:16, 26:10, 14:23, 16:26) | Polpharma Starogard Gdański                 | Hala Gryfia, Słupsk Sędzia: Marek Ćmikiewicz, Roman Putyra, Radosław Szagun |
| 28 grudnia 201618:15 | Pkt:Blassingame 17 Zb:Kravish 9 As:Blassingame 5 | 66:75(10:16, 26:10, 14:23, 16:26) | Pkt:Mirković 31 Zb:Miles 11 As:Paliukėnas 4 | Hala Gryfia, Słupsk Sędzia: Marek Ćmikiewicz, Roman Putyra, Radosław Szagun |

| 28 grudnia 201619:00 | AZS Koszalin                                                  | 65:70(15:15, 16:14, 13:23, 21:18) | Trefl Sopot                                   | Hala Widowiskowo-Sportowa, Koszalin Sędzia: Marcin Kowalski, Cezary Nowicki, Maciej Dębowski |
| 28 grudnia 201619:00 | Pkt:Manigault, Stelmach po 12 każdy Zb:Stelmach 8 As:Nelson 3 | 65:70(15:15, 16:14, 13:23, 21:18) | Pkt:Ireland 23 Zb:Marković 16 As:Śmigielski 5 | Hala Widowiskowo-Sportowa, Koszalin Sędzia: Marcin Kowalski, Cezary Nowicki, Maciej Dębowski |

| 29 grudnia 201618:00 | Polfarmex Kutno                           | 64:74(13:19, 9:23, 25:16, 17:16) | Siarka Tarnobrzeg                        | Hala Sportowa SP nr 9, Kutno Sędzia: Dariusz Zapolski, Damian Ottenburger, Łukasz Jankowski |
| 29 grudnia 201618:00 | Pkt:Wallace 20 Zb:Bartosz 10 As:Berisha 3 | 64:74(13:19, 9:23, 25:16, 17:16) | Pkt:Releford 19 Zb:Wojdyła 11 As:Brown 6 | Hala Sportowa SP nr 9, Kutno Sędzia: Dariusz Zapolski, Damian Ottenburger, Łukasz Jankowski |

| 11 stycznia 201719:00 | AZS Koszalin                                            | 83:75(22:25, 18:24, 25:11, 18:15) | MKS Dąbrowa Górnicza                                      | Hala Stulecia, Sopot Sędzia: Artur Fiedler, Damian Ottenburger, Bartosz Puzoń |
| 11 stycznia 201719:00 | Pkt:Millage 19 Zb:Harris, Wall po 8 każdy As:Stelmach 4 | 83:75(22:25, 18:24, 25:11, 18:15) | Pkt:Johnson 18 Zb:Wilson 11 As:Johnson, Pamuła po 3 każdy | Hala Stulecia, Sopot Sędzia: Artur Fiedler, Damian Ottenburger, Bartosz Puzoń |

## 13 kolejka (4-8 stycznia)
| 4 stycznia 201718:30 | Polski Cukier Toruń                    | 84:73(19:23, 21:9, 19:12, 25:29) | TBV Start Lublin                              | Arena Toruń, Toruń Sędzia: Łukasz Andrzejewski, Tomasz Tomaszewski, Bartosz Puzoń |
| 4 stycznia 201718:30 | Pkt:Sulima 24 Zb:Škifić 12 As:Weaver 7 | 84:73(19:23, 21:9, 19:12, 25:29) | Pkt:Balmazović 19 Zb:Peterson 9 As:Wiggins 13 | Arena Toruń, Toruń Sędzia: Łukasz Andrzejewski, Tomasz Tomaszewski, Bartosz Puzoń |

| 6 stycznia 201718:00 | Trefl Sopot                                | 96:66(19:21, 24:13, 19:26, 34:6) | Asseco Gdynia                                                 | Hala Stulecia, Sopot Sędzia: Dariusz Zapolski, Robert Mordal, Michał Chrakowiecki |
| 6 stycznia 201718:00 | Pkt:Ireland 31 Zb:Marković 10 As:Ireland 6 | 96:66(19:21, 24:13, 19:26, 34:6) | Pkt:Matczak, Szubarga po 19 każdy Zb:Szczotka 8 As:Szubarga 5 | Hala Stulecia, Sopot Sędzia: Dariusz Zapolski, Robert Mordal, Michał Chrakowiecki |

| 7 stycznia 201718:00 | BM SLAM Stal Ostrów Wielkopolski        | 82:71(26:16, 21:11, 17:24, 18:20) | PGE Turów Zgorzelec                                        | Hala Sportowa gim. nr 1, Ostrów Wielkopolski Sędzia: Marek Ćmikiewicz, Arnaud Kom Njilo, Jakub Pietrzak |
| 7 stycznia 201718:00 | Pkt:Majewski 17 Zb:King 15 As:Johnson 9 | 82:71(26:16, 21:11, 17:24, 18:20) | Pkt:Michalak 21 Zb:Archibeque 5 As:5 zawodników po 1 każdy | Hala Sportowa gim. nr 1, Ostrów Wielkopolski Sędzia: Marek Ćmikiewicz, Arnaud Kom Njilo, Jakub Pietrzak |

| 7 stycznia 201718:00 | Siarka Tarnobrzeg                    | 69:90(14:23, 20:14, 19:23, 16:30) | AZS Koszalin                              | Hala MOSiR „Wisła” im. Alfreda Freyera, Tarnobrzeg Sędzia: Jakub Zamojski, Marcin Bieńkowski, Tomasz Tybor |
| 7 stycznia 201718:00 | Pkt:Brown 23 Zb:Knowles 9 As:Brown 7 | 69:90(14:23, 20:14, 19:23, 16:30) | Pkt:Zalewski 24 Zb:Harris 12 As:Millage 8 | Hala MOSiR „Wisła” im. Alfreda Freyera, Tarnobrzeg Sędzia: Jakub Zamojski, Marcin Bieńkowski, Tomasz Tybor |

| 7 stycznia 201718:00 | Polpharma Starogard Gdański                                  | 71:62(21:12, 11:20, 20:17, 19:13) | Polfarmex Kutno                           | Miejska Hala Sportowa im. Andrzeja Grubby, Starogard Gdański Sędzia: Tomasz Trawicki, Maciej Kotulski, Bartłomiej Kucharski |
| 7 stycznia 201718:00 | Pkt:Miles 18 Zb:Mirković 5 As:Flieger, Paliukėnas po 2 każdy | 71:62(21:12, 11:20, 20:17, 19:13) | Pkt:Berisha 13 Zb:Bartosz 12 As:Berisha 5 | Miejska Hala Sportowa im. Andrzeja Grubby, Starogard Gdański Sędzia: Tomasz Trawicki, Maciej Kotulski, Bartłomiej Kucharski |

| 8 stycznia 201712:40 | Stelmet BC Zielona Góra                        | 83:67(20:24, 19:2, 20:23, 24:18) | Polski Cukier Toruń                                                                           | Hala MOSiR, Zielona Góra Sędzia: Marek Ćmikiewicz, Michał Proc, Michał Sosin |
| 8 stycznia 201712:40 | Pkt:Koszarek 17 Zb:Dragičević 15 As:Koszarek 8 | 83:67(20:24, 19:2, 20:23, 24:18) | Pkt:Weaver, Wiśniewski po 15 każdy Zb:Škifić, Weaver po 7 każdy As:Trotter, Weaver po 5 każdy | Hala MOSiR, Zielona Góra Sędzia: Marek Ćmikiewicz, Michał Proc, Michał Sosin |

| 8 stycznia 201716:00 | King Szczecin                          | 74:80(23:30, 21:17, 11:15, 19:18) | Energa Czarni Słupsk                                                    | Azoty Arena, Szczecin Sędzia: Marcin Kowalski, Roman Putyra, Paweł Białas |
| 8 stycznia 201716:00 | Pkt:Brown 17 Zb:Brown 11 As:Robinson 5 | 74:80(23:30, 21:17, 11:15, 19:18) | Pkt:Kravish, Lewis po 20 każdy Zb:Ginyard, Lewis po 8 każdy As:Lewis 10 | Azoty Arena, Szczecin Sędzia: Marcin Kowalski, Roman Putyra, Paweł Białas |

| 8 stycznia 201718:00 | Rosa Radom                              | 74:61(16:19, 26:18, 20:11, 12:13) | Anwil Włocławek                        | Hala sportowa MOSiR, Radom Sędzia: Jakub Zamojski, Grzegorz Czajka, Tomasz Trybalski |
| 8 stycznia 201718:00 | Pkt:Bell 20 Zb:Jackson 10 As:Callahan 3 | 74:61(16:19, 26:18, 20:11, 12:13) | Pkt:Sobin 14 Zb:Sobin 9 As:Łączyński 6 | Hala sportowa MOSiR, Radom Sędzia: Jakub Zamojski, Grzegorz Czajka, Tomasz Trybalski |

| 8 stycznia 201718:00 | MKS Dąbrowa Górnicza                                       | 75:81(22:24, 16:9, 16:22, 21:26) | Miasto Szkła Krosno                              | Hala Widowiskowo-Sportowa Centrum, Dąbrowa Górnicza Sędzia: Wojciech Liszka, Mariusz Adameczek, Jan Piróg |
| 8 stycznia 201718:00 | Pkt:Johnson 18 Zb:Wilson 8 As:Johnson, Wołoszyn po 3 każdy | 75:81(22:24, 16:9, 16:22, 21:26) | Pkt:Czerapowicz 21 Zb:Czerapowicz 13 As:Maddox 4 | Hala Widowiskowo-Sportowa Centrum, Dąbrowa Górnicza Sędzia: Wojciech Liszka, Mariusz Adameczek, Jan Piróg |

## 14 kolejka (14-18 stycznia)
| 14 stycznia 201717:30 | Polfarmex Kutno                                                                    | 63:69(7:20, 22:12, 14:19, 20:18) | King Szczecin                         | Hala Sportowa SP nr 9, Kutno Sędzia: Marek Ćmikiewicz, Dariusz Lenczowski, Damian Myszka |
| 14 stycznia 201717:30 | Pkt:Gabiński, Wallace po 12 każdy Zb:Bartosz 10 As:Grochowski, Thompson po 4 każdy | 63:69(7:20, 22:12, 14:19, 20:18) | Pkt:Sword 12 Zb:Sword 8 As:Robinson 5 | Hala Sportowa SP nr 9, Kutno Sędzia: Marek Ćmikiewicz, Dariusz Lenczowski, Damian Myszka |

| 14 stycznia 201718:00 | AZS Koszalin                              | 83:75(15:17, 18:22, 17:18, 33:18) | Polpharma Starogard Gdański               | Hala Widowiskowo-Sportowa, Koszalin Sędzia: Dariusz Zapolski, Marcin Koralewski, Tomasz Szczurewski |
| 14 stycznia 201718:00 | Pkt:Harris 19 Zb:Harris 11 As:Manigault 6 | 83:75(15:17, 18:22, 17:18, 33:18) | Pkt:Flieger 23 Zb:Mirković 8 As:Flieger 6 | Hala Widowiskowo-Sportowa, Koszalin Sędzia: Dariusz Zapolski, Marcin Koralewski, Tomasz Szczurewski |

| 14 stycznia 201718:00 | Anwil Włocławek                              | 91:73(14:13, 29:23, 17:12, 31:25) | Polski Cukier Toruń                                            | Hala Mistrzów, Włocławek Sędzia: Grzegorz Ziemblicki, Łukasz Andrzejewski, Łukasz Jankowski |
| 14 stycznia 201718:00 | Pkt:Chyliński 24 Zb:Sobin 7 As:Washington 11 | 91:73(14:13, 29:23, 17:12, 31:25) | Pkt:Weaver 20 Zb:Weaver, Wiśniewski po 6 każdy As:Wiśniewski 6 | Hala Mistrzów, Włocławek Sędzia: Grzegorz Ziemblicki, Łukasz Andrzejewski, Łukasz Jankowski |

| 14 stycznia 201718:00 | PGE Turów Zgorzelec                                              | 82:69(18:18, 18:19, 24:11, 22:21) | Rosa Radom                                                  | PGE Turów Arena, Zgorzelec Sędzia: Marcin Kowalski, Sławomir Moszakowski, Tomasz Trojanowski |
| 14 stycznia 201718:00 | Pkt:Jakowlew 18 Zb:Kostrzewski 14 As:Carter, Michalak po 4 każdy | 82:69(18:18, 18:19, 24:11, 22:21) | Pkt:Zyskowski 19 Zb:Witka 8 As:Sokołowski, Witka po 4 każdy | PGE Turów Arena, Zgorzelec Sędzia: Marcin Kowalski, Sławomir Moszakowski, Tomasz Trojanowski |

| 14 stycznia 201718:00 | Stelmet BC Zielona Góra                    | 76:65(12:23, 17:15, 23:17, 24:10) | BM SLAM Stal Ostrów Wielkopolski      | Hala MOSiR, Zielona Góra Sędzia: Tomasz Trawicki, Artur Fiedler, Michał Chrakowiecki |
| 14 stycznia 201718:00 | Pkt:Moore 17 Zb:Dragičević 6 As:Florence 6 | 76:65(12:23, 17:15, 23:17, 24:10) | Pkt:Carter 14 Zb:King 15 As:Johnson 4 | Hala MOSiR, Zielona Góra Sędzia: Tomasz Trawicki, Artur Fiedler, Michał Chrakowiecki |

| 15 stycznia 201712:40 | Energa Czarni Słupsk                                      | 68:82(18:21, 22:19, 16:17, 12:25) | MKS Dąbrowa Górnicza                                        | Hala MOSiR, Zielona Góra Sędzia: Piotr Pastusiak, Mariusz Nawrocki, Karol Nowak |
| 15 stycznia 201712:40 | Pkt:Lewis 21 Zb:Kravish 12 As:Ginyard, Surmacz po 4 każdy | 68:82(18:21, 22:19, 16:17, 12:25) | Pkt:Parzeński 20 Zb:Kucharek, Wilson po 7 każdy As:Pamuła 9 | Hala MOSiR, Zielona Góra Sędzia: Piotr Pastusiak, Mariusz Nawrocki, Karol Nowak |

| 15 stycznia 201718:00 | Asseco Gdynia                                  | 82:78(23:21, 15:20, 26:17, 18:20) | Siarka Tarnobrzeg                          | Gdynia Arena, Gdynia Sędzia: Marek Maliszewski, Marcin Bieńkowski, Cezary Nowicki |
| 15 stycznia 201718:00 | Pkt:Żołnierewicz 19 Zb:Szczotka 6 As:Matczak 4 | 82:78(23:21, 15:20, 26:17, 18:20) | Pkt:Welsh 21 Zb:Knowles 14 As:Grzeliński 5 | Gdynia Arena, Gdynia Sędzia: Marek Maliszewski, Marcin Bieńkowski, Cezary Nowicki |

| 15 stycznia 201718:00 | TBV Start Lublin                                                | 87:79(20:20, 16:14, 26:21, 25:24) | Trefl Sopot                                  | Hala „Globus”, Lublin Sędzia: Michał Proc, Adam Wierzman, Arnaud Kom Njilo |
| 15 stycznia 201718:00 | Pkt:Balmazović, Peterson po 20 każdy Zb:Peterson 9 As:Wiggins 6 | 87:79(20:20, 16:14, 26:21, 25:24) | Pkt:Ireland 20 Zb:Marković 6 As:Śmigielski 5 | Hala „Globus”, Lublin Sędzia: Michał Proc, Adam Wierzman, Arnaud Kom Njilo |

| 18 stycznia 201718:00 | Polfarmex Kutno                              | 65:75(15:20, 13:17, 17:22, 20:16) | Miasto Szkła Krosno                                               | Hala Sportowa SP nr 9, Kutno Sędzia: Grzegorz Ziemblicki, Tomasz Tomaszewski, Maciej Dębowski |
| 18 stycznia 201718:00 | Pkt:Thompson 14 Zb:Bartosz 11 As:Kowalczyk 4 | 65:75(15:20, 13:17, 17:22, 20:16) | Pkt:Czerapowicz, Woolridge po 20 każdy Zb:Woolridge 7 As:Dłuski 4 | Hala Sportowa SP nr 9, Kutno Sędzia: Grzegorz Ziemblicki, Tomasz Tomaszewski, Maciej Dębowski |

## 15 kolejka (12 października, 19-22 stycznia)
| 12 października 201619:00 | Rosa Radom                                    | 76:71(15:21, 20:16, 17:19, 24:15) | BM Slam Stal Ostrów Wielkopolski          | Hala sportowa MOSiR, Radom Widzów: 762 Sędzia: Marek Ćmikiewicz, Tomasz Tomaszewski, Adrian Szczotka |
| 12 października 201619:00 | Pkt:Brazelton 19 Zb:Jackson 15 As:Brazelton 7 | 76:71(15:21, 20:16, 17:19, 24:15) | Pkt:Troupe 18 Zb:Jefferson 8 As:Johnson 6 | Hala sportowa MOSiR, Radom Widzów: 762 Sędzia: Marek Ćmikiewicz, Tomasz Tomaszewski, Adrian Szczotka |

| 19 stycznia 201718:30 | Trefl Sopot                               | 79:80(20:17, 24:26, 21:18, 14:19) | Anwil Włocławek                                                | Hala Stulecia, Sopot Widzów: 1750 Sędzia: Tomasz Trawicki, Dariusz Lenczowski, Tomasz Trojanowski |
| 19 stycznia 201718:30 | Pkt:Marković 27 Zb:Marković 14 As:Laser 5 | 79:80(20:17, 24:26, 21:18, 14:19) | Pkt:Washington 15 Zb:Leończyk, Sobin po 8 każdy As:Łączyński 9 | Hala Stulecia, Sopot Widzów: 1750 Sędzia: Tomasz Trawicki, Dariusz Lenczowski, Tomasz Trojanowski |

| 20 stycznia 201718:30 | Polski Cukier Toruń                                     | 97:85(24:18, 20:21, 25:20, 28:26) | PGE Turów Zgorzelec                        | Arena Toruń, Toruń Widzów: 2572 Sędzia: Tomasz Trawicki, Artur Fiedler, Damian Ottenburger |
| 20 stycznia 201718:30 | Pkt:Škifić 20 Zb:Weaver 8 As:Trotter, Weaver po 7 każdy | 97:85(24:18, 20:21, 25:20, 28:26) | Pkt:Carter 26 Zb:Kostrzewski 6 As:Carter 7 | Arena Toruń, Toruń Widzów: 2572 Sędzia: Tomasz Trawicki, Artur Fiedler, Damian Ottenburger |

| 21 stycznia 201718:00 | Siarka Tarnobrzeg                        | 86:83(23:25, 18:19, 27:21, 18:18) | TBV Start Lublin                                                 | Hala MOSiR „Wisła” im. Alfreda Freyera, Tarnobrzeg Widzów: 789 Sędzia: Marek Ćmikiewicz, Roman Putyra, Sławomir Moszakowski |
| 21 stycznia 201718:00 | Pkt:Releford 31 Zb:Knowles 18 As:Brown 5 | 86:83(23:25, 18:19, 27:21, 18:18) | Pkt:Wiggins 22 Zb:Ciechociński, Wiggins po 5 każdy As:Wiggins 10 | Hala MOSiR „Wisła” im. Alfreda Freyera, Tarnobrzeg Widzów: 789 Sędzia: Marek Ćmikiewicz, Roman Putyra, Sławomir Moszakowski |

| 21 stycznia 201718:00 | Polpharma Starogard Gdański                               | 99:87(29:19, 26:20, 27:17, 17:31) | Asseco Gdynia                                                                   | Miejska Hala Sportowa im. Andrzeja Grubby, Starogard Gdański Widzów: 1680 Sędzia: Piotr Pastusiak, Bartosz Puzoń, Jakub Pietrzak |
| 21 stycznia 201718:00 | Pkt:Sajus 16 Zb:Sajus 8 As:Flieger, Paliukėnas po 4 każdy | 99:87(29:19, 26:20, 27:17, 17:31) | Pkt:Matczak, Szubarga po 18 każdy Zb:Szubarga 6 As:trzech zawodników po 3 każdy | Miejska Hala Sportowa im. Andrzeja Grubby, Starogard Gdański Widzów: 1680 Sędzia: Piotr Pastusiak, Bartosz Puzoń, Jakub Pietrzak |

| 21 stycznia 201718:00 | Miasto Szkła Krosno                                     | 77:70(19:26, 23:16, 14:19, 21:9) | Energa Czarni Słupsk                   | Hala MOSiR, Krosno Widzów: 1690 Sędzia: Michał Proc, Michał Sosin, Adrian Szczotka |
| 21 stycznia 201718:00 | Pkt:Pita 14 Zb:Maddox 9 As:trzech zawodników po 2 każdy | 77:70(19:26, 23:16, 14:19, 21:9) | Pkt:Ginyard 18 Zb:Kravish 9 As:Lewis 8 | Hala MOSiR, Krosno Widzów: 1690 Sędzia: Michał Proc, Michał Sosin, Adrian Szczotka |

| 22 stycznia 201712:40 | Rosa Radom                                       | 65:66 (pd.)(11:17, 17:16, 14:19, 18:8, dogr. 5:6) | Stelmet BC Zielona Góra                          | Hala sportowa MOSiR, Radom Widzów: 973 Sędzia: Janusz Calik, Wojciech Liszka, Robert Mordal |
| 22 stycznia 201712:40 | Pkt:Callahan 18 Zb:Sokołowski 12 As:Sokołowski 3 | 65:66 (pd.)(11:17, 17:16, 14:19, 18:8, dogr. 5:6) | Pkt:Dragičević 12 Zb:Dragičević 10 As:Florence 4 | Hala sportowa MOSiR, Radom Widzów: 973 Sędzia: Janusz Calik, Wojciech Liszka, Robert Mordal |

| 22 stycznia 201713:00 | King Szczecin                                                                    | 76:65(14:13, 19:15, 28:19, 15:18) | AZS Koszalin                                | Azoty Arena, Szczecin Widzów: 1450 Sędzia: Jakub Zamojski, Łukasz Andrzejewski, Radosław Szagun |
| 22 stycznia 201713:00 | Pkt:Brown 18 Zb:Brown, Nowakowski po 6 każdy As:Robinson, Skibniewski po 4 każdy | 76:65(14:13, 19:15, 28:19, 15:18) | Pkt:Millage 14 Zb:Manigault 10 As:Millage 5 | Azoty Arena, Szczecin Widzów: 1450 Sędzia: Jakub Zamojski, Łukasz Andrzejewski, Radosław Szagun |

| 22 stycznia 201718:00 | MKS Dąbrowa Górnicza                  | 90:77(23:16, 22:22, 25:20, 20:19) | Polfarmex Kutno                                            | Hala Widowiskowo-Sportowa Centrum, Dąbrowa Górnicza Widzów: 1000 Sędzia: Marek Maliszewski, Robert Zieliński, Tomasz Tybor |
| 22 stycznia 201718:00 | Pkt:Pamuła 25 Zb:Wilson 7 As:Wesley 4 | 90:77(23:16, 22:22, 25:20, 20:19) | Pkt:Wallace 20 Zb:Bartosz, Fraser po 7 każdy As:Thompson 6 | Hala Widowiskowo-Sportowa Centrum, Dąbrowa Górnicza Widzów: 1000 Sędzia: Marek Maliszewski, Robert Zieliński, Tomasz Tybor |

## 16 kolejka (23 grudnia, 25-29 stycznia, 9 lutego)
| 23 grudnia 201618:00 | Anwil Włocławek                           | 89:79(16:20, 25:13, 27:26, 21:20) | Polpharma Starogard Gdański                            | Hala Mistrzów, Włocławek Widzów: 2730 Sędzia: Tomasz Trawicki, Tomasz Trojanowski, Jakub Pietrzak |
| 23 grudnia 201618:00 | Pkt:Łączyński 17 Zb:Sobin 8 As:Leończyk 4 | 89:79(16:20, 25:13, 27:26, 21:20) | Pkt:Flieger, Miles po 14 każdy Zb:Miles 8 As:Flieger 6 | Hala Mistrzów, Włocławek Widzów: 2730 Sędzia: Tomasz Trawicki, Tomasz Trojanowski, Jakub Pietrzak |

| 25 stycznia 201719:00 | BM SLAM Stal Ostrów Wielkopolski        | 80:63(19:20, 19:20, 21:8, 21:15) | Polski Cukier Toruń                                        | Hala Sportowa gim. nr 1, Ostrów Wielkopolski Widzów: 1000 Sędzia: Grzegorz Ziemblicki, Paweł Białas, Jan Piróg |
| 25 stycznia 201719:00 | Pkt:Szewczyk 19 Zb:King 13 As:Johnson 9 | 80:63(19:20, 19:20, 21:8, 21:15) | Pkt:Sulima, Wiśniewski po 13 każdy Zb:Sulima 8 As:Weaver 4 | Hala Sportowa gim. nr 1, Ostrów Wielkopolski Widzów: 1000 Sędzia: Grzegorz Ziemblicki, Paweł Białas, Jan Piróg |

| 27 stycznia 201718:30 | AZS Koszalin                          | 60:62(15:16, 18:19, 18:12, 9:15) | Miasto Szkła Krosno                       | Hala Widowiskowo-Sportowa, Koszalin Widzów: 1584 Sędzia: Tomasz Trawicki, Adam Wierzman, Michał Chrakowiecki |
| 27 stycznia 201718:30 | Pkt:Nelson 17 Zb:Harris 6 As:Nelson 3 | 60:62(15:16, 18:19, 18:12, 9:15) | Pkt:Dłuski 13 Zb:Maddox 12 As:Woolridge 6 | Hala Widowiskowo-Sportowa, Koszalin Widzów: 1584 Sędzia: Tomasz Trawicki, Adam Wierzman, Michał Chrakowiecki |

| 27 stycznia 201719:00 | Asseco Gdynia                               | 90:89(15:22, 25:20, 11:16, 39:31) | MKS Dąbrowa Górnicza                   | Gdynia Arena, Gdynia Widzów: 827 Sędzia: Dariusz Zapolski, Marcin Koralewski, Tomasz Szczurewski |
| 27 stycznia 201719:00 | Pkt:Szubarga 28 Zb:Szczotka 7 As:Szubarga 7 | 90:89(15:22, 25:20, 11:16, 39:31) | Pkt:Wesley 18 Zb:Wilson 7 As:Johnson 5 | Gdynia Arena, Gdynia Widzów: 827 Sędzia: Dariusz Zapolski, Marcin Koralewski, Tomasz Szczurewski |

| 28 stycznia 201718:00 | PGE Turów Zgorzelec                         | 97:71(30:22, 21:12, 22:16, 24:21) | Siarka Tarnobrzeg                            | PGE Turów Arena, Zgorzelec Widzów: 1725 Sędzia: Marek Maliszewski, Arnaud Kom Njilo, Bartłomiej Kucharski |
| 28 stycznia 201718:00 | Pkt:Nikolić 16 Zb:Archibeque 11 As:Carter 4 | 97:71(30:22, 21:12, 22:16, 24:21) | Pkt:Releford 15 Zb:Knowles 8 As:Grzeliński 8 | PGE Turów Arena, Zgorzelec Widzów: 1725 Sędzia: Marek Maliszewski, Arnaud Kom Njilo, Bartłomiej Kucharski |

| 28 stycznia 201718:00 | BM SLAM Stal Ostrów Wielkopolski    | 82:61(22:14, 24:21, 9:15, 27:11) | Rosa Radom                                     | Hala Sportowa gim. nr 1, Ostrów Wielkopolski Widzów: 1000 Sędzia: Marcin Kowalski, Roman Putyra, Mariusz Nawrocki |
| 28 stycznia 201718:00 | Pkt:King 13 Zb:King 14 As:Johnson 7 | 82:61(22:14, 24:21, 9:15, 27:11) | Pkt:Szymkiewicz 13 Zb:Adams 6 As:Szymkiewicz 5 | Hala Sportowa gim. nr 1, Ostrów Wielkopolski Widzów: 1000 Sędzia: Marcin Kowalski, Roman Putyra, Mariusz Nawrocki |

| 29 stycznia 201712:40 | Polfarmex Kutno                            | 69:70(20:14, 4:21, 24:20, 21:15) | Energa Czarni Słupsk                                                      | Hala Sportowa SP nr 9, Kutno Widzów: 1078 Sędzia: Wojciech Liszka, Grzegorz Czajka, Damian Myszka |
| 29 stycznia 201712:40 | Pkt:Jarecki 14 Zb:Bartosz 11 As:Thompson 6 | 69:70(20:14, 4:21, 24:20, 21:15) | Pkt:Surmacz 15 Zb:trzech zawodników po 7 każdy As:Goods, Lewis po 3 każdy | Hala Sportowa SP nr 9, Kutno Widzów: 1078 Sędzia: Wojciech Liszka, Grzegorz Czajka, Damian Myszka |

| 29 stycznia 201717:00 | Stelmet BC Zielona Góra                 | 102:78(24:21, 32:17, 24:13, 22:27) | Trefl Sopot                                                                                             | Hala MOSiR, Zielona Góra Widzów: 3241 Sędzia: Piotr Pastusiak, Cezary Nowicki, Łukasz Jankowski |
| 29 stycznia 201717:00 | Pkt:Moore 15 Zb:Vaughn 7 As:Koszarek 10 | 102:78(24:21, 32:17, 24:13, 22:27) | Pkt:Ireland, M. Kolenda po 16 każdy Zb:Stefański, Śmigielski po 5 każdy As:trzech zawodników po 3 każdy | Hala MOSiR, Zielona Góra Widzów: 3241 Sędzia: Piotr Pastusiak, Cezary Nowicki, Łukasz Jankowski |

| 29 stycznia 201718:00 | TBV Start Lublin                                                                                   | 77:79(13:27, 30:14, 22:24, 12:14) | King Szczecin                                                 | Hala „Globus”, Lublin Widzów: 2200 Sędzia: Janusz Calik, Maciej Kotulski, Tomasz Trybalski |
| 29 stycznia 201718:00 | Pkt:Balmazović, Wiggins po 18 każdy Zb:Kellogg, Wiggins po 6 każdy As:trzech zawodników po 4 każdy | 77:79(13:27, 30:14, 22:24, 12:14) | Pkt:Brown, Nowakowski po 19 każdy Zb:Brown 9 As:Skibniewski 6 | Hala „Globus”, Lublin Widzów: 2200 Sędzia: Janusz Calik, Maciej Kotulski, Tomasz Trybalski |

| 9 lutego 201719:00 | Polpharma Starogard Gdański                                | 85:70(19:21, 24:22, 23:14, 19:13) | TBV Start Lublin                           | Miejska Hala Sportowa im. Andrzeja Grubby, Starogard Gdański Widzów: 1825 Sędzia: Tomasz Trawicki, Michał Proc, Robert Mordal |
| 9 lutego 201719:00 | Pkt:Sajus 20 Zb:Sajus 10 As:Flieger, Paliukėnas po 3 każdy | 85:70(19:21, 24:22, 23:14, 19:13) | Pkt:Balmazović 23 Zb:Trojan 8 As:Wiggins 5 | Miejska Hala Sportowa im. Andrzeja Grubby, Starogard Gdański Widzów: 1825 Sędzia: Tomasz Trawicki, Michał Proc, Robert Mordal |

## 17 kolejka (1-2 lutego, 22 lutego, 28 marca)
| 1 lutego 201718:00 | Miasto Szkła Krosno                            | 79:80(24:18, 24:20, 14:16, 17:26) | Asseco Gdynia                              | Hala MOSiR, Krosno Widzów: 1600 Sędzia: Wojciech Liszka, Robert Mordal, Tomasz Tybor |
| 1 lutego 201718:00 | Pkt:Czerapowicz 15 Zb:Maddox 10 As:Woolridge 6 | 79:80(24:18, 24:20, 14:16, 17:26) | Pkt:Szubarga 24 Zb:Matczak 5 As:Szubarga 9 | Hala MOSiR, Krosno Widzów: 1600 Sędzia: Wojciech Liszka, Robert Mordal, Tomasz Tybor |

| 1 lutego 201718:00 | King Szczecin                                | 80:86(25:20, 16:18, 15:29, 24:19) | Anwil Włocławek                                                                      | Azoty Arena, Szczecin Widzów: 1270 Sędzia: Marek Maliszewski, Arnaud Kom Njilo, Łukasz Jankowski |
| 1 lutego 201718:00 | Pkt:Kikowski 18 Zb:Brown 6 As:Skibniewski 11 | 80:86(25:20, 16:18, 15:29, 24:19) | Pkt:Leończyk 21 Zb:Dmitrijew, Jaramaz po 5 każdy As:Łączyński, Washington po 4 każdy | Azoty Arena, Szczecin Widzów: 1270 Sędzia: Marek Maliszewski, Arnaud Kom Njilo, Łukasz Jankowski |

| 1 lutego 201718:15 | Energa Czarni Słupsk                  | 72:70(19:10, 22:18, 16:17, 15:25) | AZS Koszalin                                              | Hala Gryfia, Słupsk Widzów: 2227 Sędzia: Marek Ćmikiewicz, Artur Fiedler, Damian Ottenburger |
| 1 lutego 201718:15 | Pkt:Lewis 16 Zb:Surmacz 10 As:Goods 4 | 72:70(19:10, 22:18, 16:17, 15:25) | Pkt:Stelmach 14 Zb:Harris 9 As:Millage, Nelson po 3 każdy | Hala Gryfia, Słupsk Widzów: 2227 Sędzia: Marek Ćmikiewicz, Artur Fiedler, Damian Ottenburger |

| 1 lutego 201719:00 | Polpharma Starogard Gdański            | 73:71(17:17, 16:16, 24:19, 16:19) | PGE Turów Zgorzelec                        | Miejska Hala Sportowa im. Andrzeja Grubby, Starogard Gdański Widzów: 1790 Sędzia: Marcin Kowalski, Marcin Koralewski, Cezary Nowicki |
| 1 lutego 201719:00 | Pkt:Miles 15 Zb:Mirković 7 As:Schenk 4 | 73:71(17:17, 16:16, 24:19, 16:19) | Pkt:Carter 18 Zb:Kostrzewski 6 As:Carter 6 | Miejska Hala Sportowa im. Andrzeja Grubby, Starogard Gdański Widzów: 1790 Sędzia: Marcin Kowalski, Marcin Koralewski, Cezary Nowicki |

| 1 lutego 201719:00 | Siarka Tarnobrzeg                             | 65:105(19:23, 14:21, 21:28, 11:33) | Stelmet BC Zielona Góra                                                         | Hala MOSiR „Wisła” im. Alfreda Freyera, Tarnobrzeg Widzów: 455 Sędzia: Michał Proc, Mariusz Adameczek, Marcin Bieńkowski |
| 1 lutego 201719:00 | Pkt:Releford 26 Zb:Knowles 16 As:Grzeliński 5 | 65:105(19:23, 14:21, 21:28, 11:33) | Pkt:Gruszecki 20 Zb:Gruszecki, Moore po 8 każdy As:trzech zawodników po 3 każdy | Hala MOSiR „Wisła” im. Alfreda Freyera, Tarnobrzeg Widzów: 455 Sędzia: Michał Proc, Mariusz Adameczek, Marcin Bieńkowski |

| 1 lutego 201719:00 | Polski Cukier Toruń                     | 84:89(24:31, 19:16, 19:20, 22:22) | Rosa Radom                                  | Arena Toruń, Toruń Widzów: 2228 Sędzia: Dariusz Zapolski, Sławomir Moszakowski, Paweł Białas |
| 1 lutego 201719:00 | Pkt:Trotter 17 Zb:Sulima 6 As:Trotter 7 | 84:89(24:31, 19:16, 19:20, 22:22) | Pkt:Jackson 21 Zb:Jackson 7 As:Sokołowski 7 | Arena Toruń, Toruń Widzów: 2228 Sędzia: Dariusz Zapolski, Sławomir Moszakowski, Paweł Białas |

| 2 lutego 201720:00 | Trefl Sopot                                                     | 71:87(21:22, 13:23, 22:23, 15:19) | BM SLAM Stal Ostrów Wielkopolski        | Hala Stulecia, Sopot Widzów: 950 Sędzia: Tomasz Trawicki, Łukasz Andrzejewski, Michał Chrakowiecki |
| 2 lutego 201720:00 | Pkt:Ireland, Śmigielski po 15 każdy Zb:Marković 6 As:Dylewicz 3 | 71:87(21:22, 13:23, 22:23, 15:19) | Pkt:Nikołow 19 Zb:King 16 As:Johnson 10 | Hala Stulecia, Sopot Widzów: 950 Sędzia: Tomasz Trawicki, Łukasz Andrzejewski, Michał Chrakowiecki |

| 22 lutego 201718:00 | Miasto Szkła Krosno                                                                            | 70:51(23:9, 16:13, 14:5, 17:24) | Polfarmex Kutno                               | Hala MOSiR, Krosno Widzów: 1550 Sędzia: Wojciech Liszka, Tomasz Trojanowski, Tomasz Tybor |
| 22 lutego 201718:00 | Pkt:Pita, Woolridge po 14 każdy Zb:Dłuski, Wyka po 10 każdy As:Oczkowicz, Woolridge po 4 każdy | 70:51(23:9, 16:13, 14:5, 17:24) | Pkt:Grochowski 11 Zb:Gabiński 9 As:Thompson 4 | Hala MOSiR, Krosno Widzów: 1550 Sędzia: Wojciech Liszka, Tomasz Trojanowski, Tomasz Tybor |

| 28 marca 201718:00 | TBV Start Lublin                                     | 78:77(18:21, 25:21, 19:11, 16:24) | MKS Dąbrowa Górnicza                       | Hala „Globus”, Lublin Widzów: 1600 Sędzia: Grzegorz Ziemblicki, Robert Zieliński, Jakub Pietrzak |
| 28 marca 201718:00 | Pkt:Boone 18 Zb:Boone 8 As:Boone, Wiggins po 3 każdy | 78:77(18:21, 25:21, 19:11, 16:24) | Pkt:Kowałenko 18 Zb:Wilson 11 As:Johnson 8 | Hala „Globus”, Lublin Widzów: 1600 Sędzia: Grzegorz Ziemblicki, Robert Zieliński, Jakub Pietrzak |

## 18 kolejka (4-6 lutego, 15 marca)
| 4 lutego 201718:00 | PGE Turów Zgorzelec                                              | 88:75(26:16, 24:20, 16:18, 22:21) | King Szczecin                                                   | PGE Turów Arena, Zgorzelec Widzów: 1815 Sędzia: Marek Ćmikiewicz, Mariusz Nawrocki, Adrian Szczotka |
| 4 lutego 201718:00 | Pkt:trzech zawodników po 14 każdy Zb:Kostrzewski 7 As:Jakowlew 6 | 88:75(26:16, 24:20, 16:18, 22:21) | Pkt:Robinson 16 Zb:Nowakowski 7 As:trzech zawodników po 3 każdy | PGE Turów Arena, Zgorzelec Widzów: 1815 Sędzia: Marek Ćmikiewicz, Mariusz Nawrocki, Adrian Szczotka |

| 4 lutego 201718:00 | Anwil Włocławek                         | 73:70(16:22, 21:12, 17:20, 19:16) | MKS Dąbrowa Górnicza                      | Hala Mistrzów, Włocławek Widzów: 2934 Sędzia: Marcin Kowalski, Grzegorz Czajka, Bartłomiej Kucharski |
| 4 lutego 201718:00 | Pkt:Sobin 28 Zb:Sobin 12 As:Łączyński 5 | 73:70(16:22, 21:12, 17:20, 19:16) | Pkt:Wesley 15 Zb:Parzeński 6 As:Johnson 5 | Hala Mistrzów, Włocławek Widzów: 2934 Sędzia: Marcin Kowalski, Grzegorz Czajka, Bartłomiej Kucharski |

| 4 lutego 201718:00 | TBV Start Lublin                         | 68:63(22:25, 15:19, 10:14, 21:5) | Miasto Szkła Krosno                                        | Hala „Globus”, Lublin Widzów: 2600 Sędzia: Marek Maliszewski, Marcin Koralewski, Cezary Nowicki |
| 4 lutego 201718:00 | Pkt:Wiggins 13 Zb:Wiggins 9 As:Wiggins 4 | 68:63(22:25, 15:19, 10:14, 21:5) | Pkt:Maddox 21 Zb:Maddox 16 As:trzech zawodników po 2 każdy | Hala „Globus”, Lublin Widzów: 2600 Sędzia: Marek Maliszewski, Marcin Koralewski, Cezary Nowicki |

| 5 lutego 201712:40 | Polski Cukier Toruń                                     | 81:69(22:15, 19:23, 20:22, 20:9) | Stelmet BC Zielona Góra                     | Arena Toruń, Toruń Widzów: 3020 Sędzia: Marcin Kowalski, Wojciech Liszka, Karol Nowak |
| 5 lutego 201712:40 | Pkt:Trotter 16 Zb:Sulima, Škifić po 7 każdy As:Weaver 7 | 81:69(22:15, 19:23, 20:22, 20:9) | Pkt:Zamojski 17 Zb:Koszarek 7 As:Koszarek 8 | Arena Toruń, Toruń Widzów: 3020 Sędzia: Marcin Kowalski, Wojciech Liszka, Karol Nowak |

| 5 lutego 201718:00 | Rosa Radom                                                     | 79:73(20:20, 20:20, 21:17, 18:16) | Trefl Sopot                                | Hala sportowa MOSiR, Radom Widzów: 950 Sędzia: Jakub Zamojski, Adam Wierzman, Tomasz Tomaszewski |
| 5 lutego 201718:00 | Pkt:Zyskowski 21 Zb:Jackson, Witka po 6 każdy As:Szymkiewicz 4 | 79:73(20:20, 20:20, 21:17, 18:16) | Pkt:Ireland 15 Zb:Marković 14 As:Ireland 3 | Hala sportowa MOSiR, Radom Widzów: 950 Sędzia: Jakub Zamojski, Adam Wierzman, Tomasz Tomaszewski |

| 5 lutego 201718:00 | BM SLAM Stal Ostrów Wielkopolski      | 73:65(21:20, 14:17, 19:14, 19:14) | Siarka Tarnobrzeg                            | Hala Sportowa gim. nr 1, Ostrów Wielkopolski Widzów: 1000 Sędzia: Dariusz Zapolski, Dariusz Lenczowski, Michał Sosin |
| 5 lutego 201718:00 | Pkt:Johnson 19 Zb:King 8 As:Johnson 7 | 73:65(21:20, 14:17, 19:14, 19:14) | Pkt:Wojdyła 16 Zb:Knowles 14 As:Grzeliński 6 | Hala Sportowa gim. nr 1, Ostrów Wielkopolski Widzów: 1000 Sędzia: Dariusz Zapolski, Dariusz Lenczowski, Michał Sosin |

| 5 lutego 201718:00 | AZS Koszalin                                                                    | 60:71(17:12, 17:21, 17:20, 9:18) | Polfarmex Kutno                              | Hala Widowiskowo-Sportowa, Koszalin Widzów: 1578 Sędzia: Piotr Pastusiak, Bartosz Puzoń, Tomasz Szczurewski |
| 5 lutego 201718:00 | Pkt:Millage 12 Zb:Johnson, Manigault po 6 każdy As:trzech zawodników po 2 każdy | 60:71(17:12, 17:21, 17:20, 9:18) | Pkt:Kowalczyk 16 Zb:Gabiński 8 As:Thompson 8 | Hala Widowiskowo-Sportowa, Koszalin Widzów: 1578 Sędzia: Piotr Pastusiak, Bartosz Puzoń, Tomasz Szczurewski |

| 6 lutego 201719:00 | Asseco Gdynia                                                                         | 65:79(11:17, 25:17, 13:32, 16:13) | Energa Czarni Słupsk                  | Gdynia Arena, Gdynia Widzów: 1228 Sędzia: Piotr Pastusiak, Jakub Pietrzak, Radosław Szagun |
| 6 lutego 201719:00 | Pkt:Szubarga, Żołnierewicz po 15 każdy Zb:Matczak, Witliński po 8 każdy As:Szubarga 4 | 65:79(11:17, 25:17, 13:32, 16:13) | Pkt:Goods 22 Zb:Ginyard 12 As:Goods 7 | Gdynia Arena, Gdynia Widzów: 1228 Sędzia: Piotr Pastusiak, Jakub Pietrzak, Radosław Szagun |

| 15 marca 201719:00 | Stelmet BC Zielona Góra                                        | 85:72(25:15, 15:19, 24:17, 21:21) | Polpharma Starogard Gdański          | Hala MOSiR, Zielona Góra Widzów: 2608 Sędzia: Marek Maliszewski, Marcin Koralewski, Łukasz Andrzejewski |
| 15 marca 201719:00 | Pkt:Đurišić 16 Zb:Dragičević, Đurišić po 6 każdy As:Koszarek 6 | 85:72(25:15, 15:19, 24:17, 21:21) | Pkt:Schenk 19 Zb:Sajus 7 As:Schenk 6 | Hala MOSiR, Zielona Góra Widzów: 2608 Sędzia: Marek Maliszewski, Marcin Koralewski, Łukasz Andrzejewski |

## 19 kolejka (8-13 lutego)
| 8 lutego 201719:00 | MKS Dąbrowa Górnicza                                       | 90:60(24:16, 24:18, 17:16, 25:10) | AZS Koszalin                                                                       | Hala Widowiskowo-Sportowa Centrum, Dąbrowa Górnicza Widzów: 1000 Sędzia: Grzegorz Ziemblicki, Marcin Bieńkowski, Damian Myszka |
| 8 lutego 201719:00 | Pkt:Pamuła 18 Zb:Parzeński 9 As:Johnson, Pamuła po 4 każdy | 90:60(24:16, 24:18, 17:16, 25:10) | Pkt:Stelmach 14 Zb:Johnson, Manigault po 4 każdy As:Millage, Nowakowski po 3 każdy | Hala Widowiskowo-Sportowa Centrum, Dąbrowa Górnicza Widzów: 1000 Sędzia: Grzegorz Ziemblicki, Marcin Bieńkowski, Damian Myszka |

| 11 lutego 201717:30 | Polfarmex Kutno                                              | 64:80(18:15, 17:25, 18:15, 11:25) | Asseco Gdynia                              | Hala Sportowa SP nr 9, Kutno Widzów: 1133 Sędzia: Tomasz Trawicki, Mariusz Adameczek, Jan Piróg |
| 11 lutego 201717:30 | Pkt:Thompson 21 Zb:Bartosz, Gabiński po 8 każdy As:Jarecki 3 | 64:80(18:15, 17:25, 18:15, 11:25) | Pkt:Szubarga 19 Zb:Matczak 8 As:Szubarga 8 | Hala Sportowa SP nr 9, Kutno Widzów: 1133 Sędzia: Tomasz Trawicki, Mariusz Adameczek, Jan Piróg |

| 11 lutego 201718:00 | Siarka Tarnobrzeg                                              | 61:75(14:21, 15:20, 20:22, 12:12) | Rosa Radom                                                       | Hala MOSiR „Wisła” im. Alfreda Freyera, Tarnobrzeg Widzów: 915 Sędzia: Marek Ćmikiewicz, Artur Fiedler, Maciej Dębowski |
| 11 lutego 201718:00 | Pkt:Releford 18 Zb:Knowles 10 As:Jakóbczyk, Wojdyła po 4 każdy | 61:75(14:21, 15:20, 20:22, 12:12) | Pkt:Brazelton 16 Zb:Zajcew 6 As:Brazelton, Sokołowski po 5 każdy | Hala MOSiR „Wisła” im. Alfreda Freyera, Tarnobrzeg Widzów: 915 Sędzia: Marek Ćmikiewicz, Artur Fiedler, Maciej Dębowski |

| 11 lutego 201718:30 | Trefl Sopot                                                    | 94:62(22:18, 22:14, 29:10, 21:20) | Polski Cukier Toruń                   | Hala Stulecia, Sopot Widzów: 1215 Sędzia: Dariusz Zapolski, Marcin Koralewski, Cezary Nowicki |
| 11 lutego 201718:30 | Pkt:Dylewicz 18 Zb:Marković 15 As:trzech zawodników po 3 każdy | 94:62(22:18, 22:14, 29:10, 21:20) | Pkt:Weaver 22 Zb:Škifić 8 As:Weaver 2 | Hala Stulecia, Sopot Widzów: 1215 Sędzia: Dariusz Zapolski, Marcin Koralewski, Cezary Nowicki |

| 12 lutego 201712:40 | Miasto Szkła Krosno                                                 | 78:71(13:27, 22:17, 19:6, 24:21) | Anwil Włocławek                                 | Hala MOSiR, Krosno Widzów: 1650 Sędzia: Michał Proc, Tomasz Tomaszewski, Michał Sosin |
| 12 lutego 201712:40 | Pkt:Czerapowicz 24 Zb:Czerapowicz 8 As:trzech zawodników po 3 każdy | 78:71(13:27, 22:17, 19:6, 24:21) | Pkt:Washington 15 Zb:Łączyński 5 As:Łączyński 8 | Hala MOSiR, Krosno Widzów: 1650 Sędzia: Michał Proc, Tomasz Tomaszewski, Michał Sosin |

| 12 lutego 201718:00 | Energa Czarni Słupsk                                        | 89:58(22:12, 25:19, 25:11, 17:16) | TBV Start Lublin                              | Hala Gryfia, Słupsk Widzów: 1972 Sędzia: Janusz Calik, Dariusz Lenczowski, Michał Chrakowiecki |
| 12 lutego 201718:00 | Pkt:Česnauskis 16 Zb:Ginyard, Kravish po 9 każdy As:Lewis 5 | 89:58(22:12, 25:19, 25:11, 17:16) | Pkt:Covington 14 Zb:Balmazović 6 As:Wiggins 4 | Hala Gryfia, Słupsk Widzów: 1972 Sędzia: Janusz Calik, Dariusz Lenczowski, Michał Chrakowiecki |

| 12 lutego 201718:00 | MKS Dąbrowa Górnicza                       | 73:63(13:19, 19:13, 23:19, 18:12) | PGE Turów Zgorzelec                                            | Hala Widowiskowo-Sportowa Centrum, Dąbrowa Górnicza Widzów: 1550 Sędzia: Marek Ćmikiewicz, Maciej Kotulski, Tomasz Trybalski |
| 12 lutego 201718:00 | Pkt:Johnson 20 Zb:Wołoszyn 10 As:Johnson 5 | 73:63(13:19, 19:13, 23:19, 18:12) | Pkt:Archibeque, Jakowlew po 13 każdy Zb:Bochno 6 As:Jakowlew 6 | Hala Widowiskowo-Sportowa Centrum, Dąbrowa Górnicza Widzów: 1550 Sędzia: Marek Ćmikiewicz, Maciej Kotulski, Tomasz Trybalski |

| 12 lutego 201718:00 | Polpharma Starogard Gdański               | 78:79(23:27, 15:18, 13:17, 27:17) | BM SLAM Stal Ostrów Wielkopolski    | Miejska Hala Sportowa im. Andrzeja Grubby, Starogard Gdański Widzów: 1934 Sędzia: Jakub Zamojski, Wojciech Liszka, Tomasz Trojanowski |
| 12 lutego 201718:00 | Pkt:Flieger 17 Zb:Diduszko 7 As:Flieger 6 | 78:79(23:27, 15:18, 13:17, 27:17) | Pkt:King 17 Zb:King 16 As:Johnson 6 | Miejska Hala Sportowa im. Andrzeja Grubby, Starogard Gdański Widzów: 1934 Sędzia: Jakub Zamojski, Wojciech Liszka, Tomasz Trojanowski |

| 13 lutego 201718:00 | King Szczecin                         | 84:77(22:17, 20:23, 19:21, 23:16) | Stelmet BC Zielona Góra               | Azoty Arena, Szczecin Widzów: 1215 Sędzia: Grzegorz Ziemblicki, Roman Putyra, Sławomir Moszakowski |
| 13 lutego 201718:00 | Pkt:Brown 31 Zb:Brown 7 As:Robinson 6 | 84:77(22:17, 20:23, 19:21, 23:16) | Pkt:Moore 19 Zb:Moore 4 As:Florence 7 | Azoty Arena, Szczecin Widzów: 1215 Sędzia: Grzegorz Ziemblicki, Roman Putyra, Sławomir Moszakowski |

## 20 kolejka (22-26 lutego)
| 22 lutego 201718:30 | PGE Turów Zgorzelec                        | 79:81(18:21, 21:23, 26:15, 14:22) | Trefl Sopot                                 | PGE Turów Arena, Zgorzelec Widzów: 2059 Sędzia: Michał Proc, Robert Zieliński, Marcin Bieńkowski |
| 22 lutego 201718:30 | Pkt:Carter 19 Zb:Kostrzewski 6 As:Carter 4 | 79:81(18:21, 21:23, 26:15, 14:22) | Pkt:Ireland 20 Zb:Marković 10 As:Marković 4 | PGE Turów Arena, Zgorzelec Widzów: 2059 Sędzia: Michał Proc, Robert Zieliński, Marcin Bieńkowski |

| 24 lutego 201719:00 | Polski Cukier Toruń                                           | 111:70(28:22, 24:19, 36:16, 23:13) | Siarka Tarnobrzeg                          | Arena Toruń, Toruń Widzów: 1689 Sędzia: Dariusz Zapolski, Mariusz Adameczek, Tomasz Szczurewski |
| 24 lutego 201719:00 | Pkt:Diduszko 18 Zb:Sanduł 10 As:Weaver, Wiśniewski po 7 każdy | 111:70(28:22, 24:19, 36:16, 23:13) | Pkt:Wojdyła 21 Zb:Welsh 6 As:Grzeliński 10 | Arena Toruń, Toruń Widzów: 1689 Sędzia: Dariusz Zapolski, Mariusz Adameczek, Tomasz Szczurewski |

| 25 lutego 201718:00 | BM SLAM Stal Ostrów Wielkopolski      | 74:69(19:21, 17:20, 16:20, 22:8) | King Szczecin                                                            | Hala Sportowa gim. nr 1, Ostrów Wielkopolski Widzów: 1200 Sędzia: Michał Proc, Damian Ottenburger, Maciej Dębowski |
| 25 lutego 201718:00 | Pkt:Johnson 18 Zb:King 10 As:Carter 5 | 74:69(19:21, 17:20, 16:20, 22:8) | Pkt:Nowakowski, Skibniewski po 15 każdy Zb:Nowakowski 6 As:Skibniewski 5 | Hala Sportowa gim. nr 1, Ostrów Wielkopolski Widzów: 1200 Sędzia: Michał Proc, Damian Ottenburger, Maciej Dębowski |

| 26 lutego 201712:40 | Anwil Włocławek                            | 69:63(19:14, 12:23, 23:15, 15:11) | Energa Czarni Słupsk                                      | Hala Mistrzów, Włocławek Widzów: 3215 Sędzia: Marek Maliszewski, Marcin Koralewski, Łukasz Andrzejewski |
| 26 lutego 201712:40 | Pkt:Łączyński 14 Zb:Sobin 9 As:Łączyński 5 | 69:63(19:14, 12:23, 23:15, 15:11) | Pkt:Kravish, Surmacz po 16 każdy Zb:Kravish 12 As:Goods 9 | Hala Mistrzów, Włocławek Widzów: 3215 Sędzia: Marek Maliszewski, Marcin Koralewski, Łukasz Andrzejewski |

| 26 lutego 201717:00 | Stelmet BC Zielona Góra                | 65:75(9:16, 29:13, 14:28, 13:18) | MKS Dąbrowa Górnicza                                                         | Hala MOSiR, Zielona Góra Widzów: 3112 Sędzia: Tomasz Trawicki, Artur Fiedler, Cezary Nowicki |
| 26 lutego 201717:00 | Pkt:Zamojski 19 Zb:Moore 5 As:Kelati 3 | 65:75(9:16, 29:13, 14:28, 13:18) | Pkt:Wołoszyn 21 Zb:Wilson, Wołoszyn po 10 każdy As:Pamuła, Wesley po 4 każdy | Hala MOSiR, Zielona Góra Widzów: 3112 Sędzia: Tomasz Trawicki, Artur Fiedler, Cezary Nowicki |

| 26 lutego 201718:00 | Rosa Radom                                  | 67:60(18:20, 19:11, 19:13, 11:16) | Polpharma Starogard Gdański                                               | Hala sportowa MOSiR, Radom Widzów: 876 Sędzia: Janusz Calik, Maciej Kotulski, Arnaud Kom Njilo |
| 26 lutego 201718:00 | Pkt:Witka 20 Zb:Jackson 10 As:Szymkiewicz 9 | 67:60(18:20, 19:11, 19:13, 11:16) | Pkt:Mirković 15 Zb:Diduszko, Sajus po 9 każdy As:Miles, Schenk po 3 każdy | Hala sportowa MOSiR, Radom Widzów: 876 Sędzia: Janusz Calik, Maciej Kotulski, Arnaud Kom Njilo |

| 26 lutego 201718:00 | PGE Turów Zgorzelec                          | 79:67(19:18, 21:11, 18:19, 21:19) | Miasto Szkła Krosno                   | PGE Turów Arena, Zgorzelec Widzów: 1606 Sędzia: Marek Ćmikiewicz, Robert Mordal, Radosław Szagun |
| 26 lutego 201718:00 | Pkt:Carter 20 Zb:Archibeque 11 As:Jakowlew 4 | 79:67(19:18, 21:11, 18:19, 21:19) | Pkt:Wallace 14 Zb:Maddox 11 As:Bręk 3 | PGE Turów Arena, Zgorzelec Widzów: 1606 Sędzia: Marek Ćmikiewicz, Robert Mordal, Radosław Szagun |

| 26 lutego 201718:00 | TBV Start Lublin                                           | 81:77(15:17, 22:19, 24:16, 20:25) | Polfarmex Kutno                                               | Hala „Globus”, Lublin Widzów: 3600 Sędzia: Marcin Kowalski, Grzegorz Czajka, Adam Wierzman |
| 26 lutego 201718:00 | Pkt:Wiggins 18 Zb:Boone 7 As:Covington, Wiggins po 5 każdy | 81:77(15:17, 22:19, 24:16, 20:25) | Pkt:Jarecki 17 Zb:Fraser 8 As:Grochowski, Thompson po 5 każdy | Hala „Globus”, Lublin Widzów: 3600 Sędzia: Marcin Kowalski, Grzegorz Czajka, Adam Wierzman |

| 26 lutego 201719:00 | Asseco Gdynia                            | 100:103 (pd.)(21:13, 19:26, 28:25, 11:15, dogr. 8:8, 13:16) | AZS Koszalin                           | Gdynia Arena, Gdynia Widzów: 1156 Sędzia: Grzegorz Ziemblicki, Mariusz Nawrocki, Bartłomiej Kucharski |
| 26 lutego 201719:00 | Pkt:Matczak 26 Zb:Ponitka 9 As:Ponitka 7 | 100:103 (pd.)(21:13, 19:26, 28:25, 11:15, dogr. 8:8, 13:16) | Pkt:Nelson 27 Zb:Harris 9 As:Millage 7 | Gdynia Arena, Gdynia Widzów: 1156 Sędzia: Grzegorz Ziemblicki, Mariusz Nawrocki, Bartłomiej Kucharski |

## 21 kolejka (3-7 marca)
| 3 marca 201718:00 | King Szczecin                               | 94:83(22:21, 29:21, 17:16, 26:25) | Asseco Gdynia                             | Azoty Arena, Szczecin Widzów: 920 Sędzia: Marcin Kowalski, Marcin Koralewski, Łukasz Jankowski |
| 3 marca 201718:00 | Pkt:Kikowski 26 Zb:Robinson 7 As:Robinson 6 | 94:83(22:21, 29:21, 17:16, 26:25) | Pkt:Matczak 23 Zb:Ponitka 4 As:Szubarga 7 | Azoty Arena, Szczecin Widzów: 920 Sędzia: Marcin Kowalski, Marcin Koralewski, Łukasz Jankowski |

| 4 marca 201717:30 | Polfarmex Kutno                                               | 88:95 (pd.)(20:16, 15:17, 26:29, 22:21, dogr. 5:12) | Anwil Włocławek                            | Hala Sportowa SP nr 9, Kutno Widzów: 1180 Sędzia: Janusz Calik, Tomasz Trojanowski, Tomasz Tomaszewski |
| 4 marca 201717:30 | Pkt:Fraser 23 Zb:Fraser 12 As:Grochowski, Thompson po 7 każdy | 88:95 (pd.)(20:16, 15:17, 26:29, 22:21, dogr. 5:12) | Pkt:Dmitrijew 18 Zb:Sobin 6 As:Łączyński 7 | Hala Sportowa SP nr 9, Kutno Widzów: 1180 Sędzia: Janusz Calik, Tomasz Trojanowski, Tomasz Tomaszewski |

| 4 marca 201718:00 | AZS Koszalin                                               | 65:79(19:16, 20:27, 10:10, 16:26) | TBV Start Lublin                                           | Hala Widowiskowo-Sportowa, Koszalin Widzów: 1478 Sędzia: Tomasz Trawicki, Michał Chrakowiecki, Cezary Nowicki |
| 4 marca 201718:00 | Pkt:Nelson 15 Zb:Millage 8 As:trzech zawodników po 2 każdy | 65:79(19:16, 20:27, 10:10, 16:26) | Pkt:Wiggins 18 Zb:Boone, Kellogg po 7 każdy As:Covington 8 | Hala Widowiskowo-Sportowa, Koszalin Widzów: 1478 Sędzia: Tomasz Trawicki, Michał Chrakowiecki, Cezary Nowicki |

| 4 marca 201718:00 | Energa Czarni Słupsk                    | 78:72(23:13, 11:25, 22:21, 22:13) | PGE Turów Zgorzelec                           | Hala Gryfia, Słupsk Widzów: 2014 Sędzia: Marcin Kowalski, Damian Ottenburger, Adrian Szczotka |
| 4 marca 201718:00 | Pkt:Ginyard 16 Zb:Kravish 11 As:Lewis 7 | 78:72(23:13, 11:25, 22:21, 22:13) | Pkt:Jakowlew 19 Zb:Archibeque 7 As:Jakowlew 6 | Hala Gryfia, Słupsk Widzów: 2014 Sędzia: Marcin Kowalski, Damian Ottenburger, Adrian Szczotka |

| 4 marca 201718:00 | Miasto Szkła Krosno                                   | 57:75(20:15, 11:23, 15:17, 11:20) | Stelmet BC Zielona Góra                   | Hala MOSiR, Krosno Widzów: 1800 Sędzia: Grzegorz Ziemblicki, Adam Wierzman, Michał Sosin |
| 4 marca 201718:00 | Pkt:Maddox 14 Zb:Dłuski, Wallace po 6 każdy As:Bręk 3 | 57:75(20:15, 11:23, 15:17, 11:20) | Pkt:Đurišić 21 Zb:Đurišić 8 As:Florence 4 | Hala MOSiR, Krosno Widzów: 1800 Sędzia: Grzegorz Ziemblicki, Adam Wierzman, Michał Sosin |

| 4 marca 201718:00 | Polpharma Starogard Gdański          | 90:73(26:14, 19:18, 28:18, 17:23) | Polski Cukier Toruń                 | Miejska Hala Sportowa im. Andrzeja Grubby, Starogard Gdański Widzów: 1956 Sędzia: Piotr Pastusiak, Mariusz Nawrocki, Karol Nowak |
| 4 marca 201718:00 | Pkt:Miles 27 Zb:Miles 8 As:Flieger 6 | 90:73(26:14, 19:18, 28:18, 17:23) | Pkt:Weaver 16 Zb:Škifić 5 As:Weaver | Miejska Hala Sportowa im. Andrzeja Grubby, Starogard Gdański Widzów: 1956 Sędzia: Piotr Pastusiak, Mariusz Nawrocki, Karol Nowak |

| 4 marca 201718:00 | Siarka Tarnobrzeg                          | 70:79(24:16, 12:18, 19:24, 15:21) | Trefl Sopot                                                   | Hala MOSiR „Wisła” im. Alfreda Freyera, Tarnobrzeg Widzów: 490 Sędzia: Marek Maliszewski, Arnaud Kom Njilo, Bartłomiej Kucharski |
| 4 marca 201718:00 | Pkt:Welsh 17 Zb:Wojdyła 10 As:Grzeliński 9 | 70:79(24:16, 12:18, 19:24, 15:21) | Pkt:Ireland 15 Zb:Marković 12 As:Laser, Śmigielski po 4 każdy | Hala MOSiR „Wisła” im. Alfreda Freyera, Tarnobrzeg Widzów: 490 Sędzia: Marek Maliszewski, Arnaud Kom Njilo, Bartłomiej Kucharski |

| 5 marca 201712:40 | MKS Dąbrowa Górnicza                                     | 61:78(11:18, 20:25, 20:17, 10:18) | BM SLAM Stal Ostrów Wielkopolski         | Hala Widowiskowo-Sportowa Centrum, Dąbrowa Górnicza Widzów: 1300 Sędzia: Jakub Zamojski, Dariusz Lenczowski, Jan Piróg |
| 5 marca 201712:40 | Pkt:Johnson 13 Zb:Pamuła 8 As:Johnson, Pamuła po 3 każdy | 61:78(11:18, 20:25, 20:17, 10:18) | Pkt:Szewczyk 19 Zb:King 10 As:Johnson 12 | Hala Widowiskowo-Sportowa Centrum, Dąbrowa Górnicza Widzów: 1300 Sędzia: Jakub Zamojski, Dariusz Lenczowski, Jan Piróg |

| 7 marca 201718:00 | King Szczecin                                    | 63:68(18:17, 14:21, 14:18, 17:12) | Rosa Radom                                                      | Azoty Arena, Szczecin Widzów: 1157 Sędzia: Łukasz Andrzejewski, Jakub Pietrzak, Bartosz Puzoń |
| 7 marca 201718:00 | Pkt:Kikowski 16 Zb:Nowakowski 6 As:Skibniewski 3 | 63:68(18:17, 14:21, 14:18, 17:12) | Pkt:Jackson, Witka po 14 każdy Zb:Sokołowski 8 As:Szymkiewicz 5 | Azoty Arena, Szczecin Widzów: 1157 Sędzia: Łukasz Andrzejewski, Jakub Pietrzak, Bartosz Puzoń |

## 22 kolejka (8-13 marca)
| 8 marca 201718:00 | Anwil Włocławek                                | 89:60(28:18, 18:10, 25:20, 24:12) | Siarka Tarnobrzeg                         | Hala Mistrzów, Włocławek Widzów: 2655 Sędzia: Michał Chrakowiecki, Sławomir Moszakowski, Tomasz Szczurewski |
| 8 marca 201718:00 | Pkt:Washington 22 Zb:Bartosz 8 As:Washington 7 | 89:60(28:18, 18:10, 25:20, 24:12) | Pkt:Wojdyła 15 Zb:Welsh 9 As:Grzeliński 6 | Hala Mistrzów, Włocławek Widzów: 2655 Sędzia: Michał Chrakowiecki, Sławomir Moszakowski, Tomasz Szczurewski |

| 11 marca 201718:00 | Trefl Sopot                                 | 85:88(24:27, 21:25, 17:22, 23:14) | Polpharma Starogard Gdański             | Hala Stulecia, Sopot Widzów: 2718 Sędzia: Dariusz Zapolski, Tomasz Tomaszewski, Jakub Pietrzak |
| 11 marca 201718:00 | Pkt:Ireland 28 Zb:Marković 10 As:Marković 4 | 85:88(24:27, 21:25, 17:22, 23:14) | Pkt:Flieger 20 Zb:Sajus 12 As:Flieger 4 | Hala Stulecia, Sopot Widzów: 2718 Sędzia: Dariusz Zapolski, Tomasz Tomaszewski, Jakub Pietrzak |

| 11 marca 201718:00 | PGE Turów Zgorzelec                     | 109:98 (pd.)(21:24, 20:22, 21:20, 28:24, dogr. 19:8) | Polfarmex Kutno                               | PGE Turów Arena, Zgorzelec Widzów: 1577 Sędzia: Łukasz Jankowski, Jan Piróg, Maciej Dębowski |
| 11 marca 201718:00 | Pkt:Carter 26 Zb:Jakowlew 9 As:Carter 9 | 109:98 (pd.)(21:24, 20:22, 21:20, 28:24, dogr. 19:8) | Pkt:Gabiński 19 Zb:Fraser 12 As:Grochowski 10 | PGE Turów Arena, Zgorzelec Widzów: 1577 Sędzia: Łukasz Jankowski, Jan Piróg, Maciej Dębowski |

| 12 marca 201712:40 | Rosa Radom                                      | 90:85(16:22, 28:18, 23:22, 23:23) | MKS Dąbrowa Górnicza                                        | Hala sportowa MOSiR, Radom Widzów: 792 Sędzia: Marcin Kowalski, Wojciech Liszka, Tomasz Tybor |
| 12 marca 201712:40 | Pkt:Sokołowski 19 Zb:Zajcew 8 As:Szymkiewicz 10 | 90:85(16:22, 28:18, 23:22, 23:23) | Pkt:Johnson 19 Zb:Kowałenko, Wilson po 7 każdy As:Johnson 7 | Hala sportowa MOSiR, Radom Widzów: 792 Sędzia: Marcin Kowalski, Wojciech Liszka, Tomasz Tybor |

| 12 marca 201717:00 | BM SLAM Stal Ostrów Wielkopolski          | 89:78(27:19, 21:17, 18:23, 23:19) | Miasto Szkła Krosno                   | Hala Sportowa gim. nr 1, Ostrów Wielkopolski Widzów: 1200 Sędzia: Janusz Calik, Mariusz Nawrocki, Karol Nowak |
| 12 marca 201717:00 | Pkt:Nikołow 16 Zb:Nikołow 7 As:Johnson 17 | 89:78(27:19, 21:17, 18:23, 23:19) | Pkt:Wallace 20 Zb:Wallace 7 As:Bręk 7 | Hala Sportowa gim. nr 1, Ostrów Wielkopolski Widzów: 1200 Sędzia: Janusz Calik, Mariusz Nawrocki, Karol Nowak |

| 12 marca 201717:00 | Stelmet BC Zielona Góra                     | 81:79(20:24, 20:17, 18:16, 23:22) | Energa Czarni Słupsk                      | Hala MOSiR, Zielona Góra Widzów: 3249 Sędzia: Marek Ćmikiewicz, Robert Mordal, Tomasz Trybalski |
| 12 marca 201717:00 | Pkt:Dragičević 18 Zb:Kelati 8 As:Koszarek 5 | 81:79(20:24, 20:17, 18:16, 23:22) | Pkt:Ginyard 16 Zb:Ginyard 11 As:Ginyard 4 | Hala MOSiR, Zielona Góra Widzów: 3249 Sędzia: Marek Ćmikiewicz, Robert Mordal, Tomasz Trybalski |

| 12 marca 201718:00 | Polski Cukier Toruń                                                         | 65:87(18:17, 20:20, 20:22, 7:28) | King Szczecin                                      | Arena Toruń, Toruń Widzów: 2230 Sędzia: Jakub Zamojski, Maciej Kotulski, Damian Myszka |
| 12 marca 201718:00 | Pkt:Sulima, Weaver po 12 każdy Zb:Škifić 7 As:Weaver, Wiśniewski po 5 każdy | 65:87(18:17, 20:20, 20:22, 7:28) | Pkt:Nowakowski 16 Zb:Nowakowski 9 As:Skibniewski 9 | Arena Toruń, Toruń Widzów: 2230 Sędzia: Jakub Zamojski, Maciej Kotulski, Damian Myszka |

| 12 marca 201718:00 | TBV Start Lublin                       | 83:79(22:27, 18:17, 24:5, 19:30) | Asseco Gdynia                                                      | Hala „Globus”, Lublin Widzów: 3200 Sędzia: Marek Maliszewski, Michał Proc, Arnaud Kom Njilo |
| 12 marca 201718:00 | Pkt:Kellogg 20 Zb:Boone 8 As:Wiggins 5 | 83:79(22:27, 18:17, 24:5, 19:30) | Pkt:Matczak 24 Zb:Witliński, Żołnierewicz po 8 każdy As:Szubarga 5 | Hala „Globus”, Lublin Widzów: 3200 Sędzia: Marek Maliszewski, Michał Proc, Arnaud Kom Njilo |

| 13 marca 201718:00 | Anwil Włocławek                           | 78:62(23:15, 19:16, 17:13, 19:18) | AZS Koszalin                         | Hala Mistrzów, Włocławek Widzów: 2663 Sędzia: Marcin Kowalski, Marcin Bieńkowski, Adrian Szczotka |
| 13 marca 201718:00 | Pkt:Jaramaz 17 Zb:Sobin 10 As:Łączyński 8 | 78:62(23:15, 19:16, 17:13, 19:18) | Pkt:Wall 11 Zb:Harris 12 As:Nelson 5 | Hala Mistrzów, Włocławek Widzów: 2663 Sędzia: Marcin Kowalski, Marcin Bieńkowski, Adrian Szczotka |

## 23 kolejka (20 lutego, 18-19 marca)
| 20 lutego 201719:00 | Siarka Tarnobrzeg                            | 62:77(20:16, 12:21, 8:19, 22:21) | Polpharma Starogard Gdański                             | Hala MOSiR „Wisła” im. Alfreda Freyera, Tarnobrzeg Widzów: 692 Sędzia: Janusz Calik, Dariusz Lenczowski, Jan Piróg |
| 20 lutego 201719:00 | Pkt:Releford 19 Zb:Knowles 11 As:Jakóbczyk 3 | 62:77(20:16, 12:21, 8:19, 22:21) | Pkt:Miles, Sajus po 20 każdy Zb:Diduszko 8 As:Flieger 7 | Hala MOSiR „Wisła” im. Alfreda Freyera, Tarnobrzeg Widzów: 692 Sędzia: Janusz Calik, Dariusz Lenczowski, Jan Piróg |

| 18 marca 201716:00 | Trefl Sopot                                | 79:68(15:16, 16:16, 26:21, 22:15) | MKS Dąbrowa Górnicza                                                               | Hala Stulecia, Sopot Widzów: 1100 Sędzia: Marek Ćmikiewicz, Paweł Białas, Radosław Szagun |
| 18 marca 201716:00 | Pkt:Ireland 24 Zb:Marković 11 As:Ireland 7 | 79:68(15:16, 16:16, 26:21, 22:15) | Pkt:Johnson 15 Zb:Parzeński, Wołoszyn po 6 każdy As:czterech zawodników po 2 każdy | Hala Stulecia, Sopot Widzów: 1100 Sędzia: Marek Ćmikiewicz, Paweł Białas, Radosław Szagun |

| 18 marca 201717:00 | Polski Cukier Toruń                        | 78:74(19:23, 25:17, 21:16, 13:18) | Miasto Szkła Krosno               | Arena Toruń, Toruń Widzów: 1899 Sędzia: Marcin Kowalski, Michał Chrakowiecki, Bartłomiej Kucharski |
| 18 marca 201717:00 | Pkt:Trotter 18 Zb:Sulima 6 As:Wiśniewski 7 | 78:74(19:23, 25:17, 21:16, 13:18) | Pkt:Pita 12 Zb:Dłuski 7 As:Bręk 4 | Arena Toruń, Toruń Widzów: 1899 Sędzia: Marcin Kowalski, Michał Chrakowiecki, Bartłomiej Kucharski |

| 18 marca 201718:00 | BM SLAM Stal Ostrów Wielkopolski        | 89:64(21:19, 19:20, 22:7, 27:18) | Polfarmex Kutno                                                  | Hala Sportowa gim. nr 1, Ostrów Wielkopolski Widzów: 1200 Sędzia: Tomasz Trawicki, Maciej Kotulski, Damian Myszka |
| 18 marca 201718:00 | Pkt:Johnson 17 Zb:King 14 As:Johnson 11 | 89:64(21:19, 19:20, 22:7, 27:18) | Pkt:Grochowski, Kowalczyk po 12 każdy Zb:Fraser 8 As:Kowalczyk 4 | Hala Sportowa gim. nr 1, Ostrów Wielkopolski Widzów: 1200 Sędzia: Tomasz Trawicki, Maciej Kotulski, Damian Myszka |

| 18 marca 201718:00 | Stelmet BC Zielona Góra                         | 79:60(25:14, 16:12, 21:19, 17:15) | AZS Koszalin                                              | Hala MOSiR, Zielona Góra Widzów: 3143 Sędzia: Jakub Zamojski, Dariusz Lenczowski, Tomasz Tybor |
| 18 marca 201718:00 | Pkt:Gruszecki 19 Zb:Dragičević 9 As:Koszarek 12 | 79:60(25:14, 16:12, 21:19, 17:15) | Pkt:Harris 14 Zb:Harris 16 As:Harris, Wadowski po 2 każdy | Hala MOSiR, Zielona Góra Widzów: 3143 Sędzia: Jakub Zamojski, Dariusz Lenczowski, Tomasz Tybor |

| 18 marca 201718:30 | Siarka Tarnobrzeg                            | 73:72(17:26, 22:9, 23:18, 11:19) | King Szczecin                                                     | Hala MOSiR „Wisła” im. Alfreda Freyera, Tarnobrzeg Widzów: 570 Sędzia: Michał Proc, Mariusz Nawrocki, Adrian Szczotka |
| 18 marca 201718:30 | Pkt:Wojdyła 18 Zb:Wojdyła 10 As:Grzeliński 6 | 73:72(17:26, 22:9, 23:18, 11:19) | Pkt:Kikowski 16 Zb:Knowles 12 As:Robinson, Skibniewski po 4 każdy | Hala MOSiR „Wisła” im. Alfreda Freyera, Tarnobrzeg Widzów: 570 Sędzia: Michał Proc, Mariusz Nawrocki, Adrian Szczotka |

| 19 marca 201712:40 | PGE Turów Zgorzelec                     | 100:79(25:20, 24:15, 21:16, 30:28) | Asseco Gdynia                                   | PGE Turów Arena, Zgorzelec Widzów: 1850 Sędzia: Grzegorz Ziemblicki, Sławomir Moszakowski, Tomasz Trybalski |
| 19 marca 201712:40 | Pkt:Nikolić 21 Zb:Nikolić 9 As:Carter 6 | 100:79(25:20, 24:15, 21:16, 30:28) | Pkt:Żołnierewicz 15 Zb:Szczotka 7 As:Szubarga 8 | PGE Turów Arena, Zgorzelec Widzów: 1850 Sędzia: Grzegorz Ziemblicki, Sławomir Moszakowski, Tomasz Trybalski |

| 19 marca 201716:00 | Anwil Włocławek                                                   | 112:77(38:20, 24:22, 24:14, 26:21) | TBV Start Lublin                          | Hala Mistrzów, Włocławek Widzów: 2793 Sędzia: Janusz Calik, Wojciech Liszka, Damian Ottenburger |
| 19 marca 201716:00 | Pkt:Washington 28 Zb:Leończyk 8 As:Jaramaz, Washington po 4 każdy | 112:77(38:20, 24:22, 24:14, 26:21) | Pkt:Balmazović 17 Zb:Boone 7 As:Wiggins 5 | Hala Mistrzów, Włocławek Widzów: 2793 Sędzia: Janusz Calik, Wojciech Liszka, Damian Ottenburger |

| 19 marca 201718:00 | Rosa Radom                                                       | 67:68(17:17, 20:13, 15:20, 15:18) | Energa Czarni Słupsk               | Hala sportowa MOSiR, Radom Widzów: 918 Sędzia: Piotr Pastusiak, Grzegorz Czajka, Tomasz Trojanowski |
| 19 marca 201718:00 | Pkt:Jackson, Sokołowski po 14 każdy Zb:Sokołowski 9 As:Jackson 4 | 67:68(17:17, 20:13, 15:20, 15:18) | Pkt:Lewis 21 Zb:Lewis 7 As:Lewis 6 | Hala sportowa MOSiR, Radom Widzów: 918 Sędzia: Piotr Pastusiak, Grzegorz Czajka, Tomasz Trojanowski |

## 24 kolejka (23-26 marca)
| 23 marca 201719:00 | Asseco Gdynia                                  | 68:79(15:25, 14:11, 23:27, 16:16) | Anwil Włocławek                          | Gdynia Arena, Gdynia Widzów: 1419 Sędzia: Tomasz Trawicki, Marcin Koralewski, Bartosz Puzoń |
| 23 marca 201719:00 | Pkt:Witliński 19 Zb:Witliński 10 As:Szubarga 5 | 68:79(15:25, 14:11, 23:27, 16:16) | Pkt:Jaramaz 15 Zb:Sobin 6 As:Łączyński 4 | Gdynia Arena, Gdynia Widzów: 1419 Sędzia: Tomasz Trawicki, Marcin Koralewski, Bartosz Puzoń |

| 25 marca 201717:00 | King Szczecin                                                   | 58:67(10:17, 25:20, 15:10, 8:20) | Polpharma Starogard Gdański          | Azoty Arena, Szczecin Widzów: 1237 Sędzia: Marek Ćmikiewicz, Robert Mordal, Jan Piróg |
| 25 marca 201717:00 | Pkt:Dutkiewicz, Robinson po 9 każdy Zb:Robbins 10 As:Robinson 6 | 58:67(10:17, 25:20, 15:10, 8:20) | Pkt:Miles 16 Zb:Sajus 9 As:Flieger 5 | Azoty Arena, Szczecin Widzów: 1237 Sędzia: Marek Ćmikiewicz, Robert Mordal, Jan Piróg |

| 25 marca 201717:30 | Polfarmex Kutno                            | 65:76(20:20, 12:12, 21:26, 12:18) | Rosa Radom                                                 | Hala Sportowa SP nr 9, Kutno Widzów: 1047 Sędzia: Michał Chrakowiecki, Karol Nowak, Damian Ottenburger |
| 25 marca 201717:30 | Pkt:Jarecki 16 Zb:Fraser 8 As:Grochowski 6 | 65:76(20:20, 12:12, 21:26, 12:18) | Pkt:Harrow 17 Zb:Adams, Jackson po 6 każdy As:Sokołowski 4 | Hala Sportowa SP nr 9, Kutno Widzów: 1047 Sędzia: Michał Chrakowiecki, Karol Nowak, Damian Ottenburger |

| 25 marca 201718:00 | AZS Koszalin                             | 74:79(23:24, 20:22, 13:12, 18:21) | BM SLAM Stal Ostrów Wielkopolski       | Hala Widowiskowo-Sportowa, Koszalin Widzów: 1438 Sędzia: Michał Proc, Łukasz Andrzejewski, Michał Sosin |
| 25 marca 201718:00 | Pkt:Millage 18 Zb:Harris 10 As:Millage 4 | 74:79(23:24, 20:22, 13:12, 18:21) | Pkt:Johnson 19 Zb:King 14 As:Johnson 5 | Hala Widowiskowo-Sportowa, Koszalin Widzów: 1438 Sędzia: Michał Proc, Łukasz Andrzejewski, Michał Sosin |

| 25 marca 201718:00 | Energa Czarni Słupsk                  | 81:79(27:16, 16:22, 17:23, 21:18) | Polski Cukier Toruń                                      | Hala Gryfia, Słupsk Widzów: 2132 Sędzia: Dariusz Zapolski, Adam Wierzman, Arnaud Kom Njilo |
| 25 marca 201718:00 | Pkt:Lewis 23 Zb:Kravish 12 As:Goods 6 | 81:79(27:16, 16:22, 17:23, 21:18) | Pkt:Trotter 18 Zb:Škifić 6 As:Trotter, Weaver po 4 każdy | Hala Gryfia, Słupsk Widzów: 2132 Sędzia: Dariusz Zapolski, Adam Wierzman, Arnaud Kom Njilo |

| 25 marca 201718:00 | Miasto Szkła Krosno                      | 75:73(18:20, 12:20, 18:19, 27:14) | Trefl Sopot                               | Hala MOSiR, Krosno Widzów: 1690 Sędzia: Wojciech Liszka, Dariusz Lenczowski, Mariusz Adameczek |
| 25 marca 201718:00 | Pkt:Wallace 17 Zb:Maddox 15 As:Wallace 5 | 75:73(18:20, 12:20, 18:19, 27:14) | Pkt:Ireland 16 Zb:Dylewicz 7 As:Ireland 4 | Hala MOSiR, Krosno Widzów: 1690 Sędzia: Wojciech Liszka, Dariusz Lenczowski, Mariusz Adameczek |

| 25 marca 201718:00 | MKS Dąbrowa Górnicza                         | 95:66(22:7, 17:22, 22:16, 34:21) | Siarka Tarnobrzeg                           | Hala Widowiskowo-Sportowa Centrum, Dąbrowa Górnicza Widzów: 1000 Sędzia: Jakub Zamojski, Cezary Nowicki, Maciej Dębowski |
| 25 marca 201718:00 | Pkt:Parzeński 16 Zb:Parzeński 8 As:Johnson 9 | 95:66(22:7, 17:22, 22:16, 34:21) | Pkt:Wojdyła 22 Zb:Wojdyła 8 As:Grzeliński 7 | Hala Widowiskowo-Sportowa Centrum, Dąbrowa Górnicza Widzów: 1000 Sędzia: Jakub Zamojski, Cezary Nowicki, Maciej Dębowski |

| 25 marca 201719:00 | TBV Start Lublin                         | 64:68(15:12, 21:14, 21:18, 7:24) | PGE Turów Zgorzelec                                        | Hala „Globus”, Lublin Widzów: 2800 Sędzia: Marek Maliszewski, Grzegorz Czajka, Tomasz Tomaszewski |
| 25 marca 201719:00 | Pkt:Covington 17 Zb:Boone 6 As:Wiggins 4 | 64:68(15:12, 21:14, 21:18, 7:24) | Pkt:Michalak 18 Zb:Michalak, Nikolić po 7 każdy As:Brown 4 | Hala „Globus”, Lublin Widzów: 2800 Sędzia: Marek Maliszewski, Grzegorz Czajka, Tomasz Tomaszewski |

| 26 marca 201712:40 | Asseco Gdynia                                 | 64:84(28:19, 10:29, 11:20, 15:16) | Stelmet BC Zielona Góra                 | Gdynia Arena, Gdynia Widzów: 1217 Sędzia: Piotr Pastusiak, Adam Wierzman, Arnaud Kom Njilo |
| 26 marca 201712:40 | Pkt:Witliński 19 Zb:Szczotka 10 As:Szczotka 5 | 64:84(28:19, 10:29, 11:20, 15:16) | Pkt:Moore 15 Zb:Đurišić 9 As:Koszarek 7 | Gdynia Arena, Gdynia Widzów: 1217 Sędzia: Piotr Pastusiak, Adam Wierzman, Arnaud Kom Njilo |

## 25 kolejka (3 listopada, 31 marca-2 kwietnia)
| 3 listopada 201618:00 | Trefl Sopot                                | 60:69(11:15, 16:13, 10:20, 23:21) | King Szczecin                              | Hala Stulecia, Sopot Widzów: 942 Sędzia: Marek Maliszewski, Mariusz Adameczek, Marcin Bieńkowski |
| 3 listopada 201618:00 | Pkt:Karolak 20 Zb:Stefański 5 As:Ireland 4 | 60:69(11:15, 16:13, 10:20, 23:21) | Pkt:Robinson 16 Zb:Robbins 8 As:Robinson 7 | Hala Stulecia, Sopot Widzów: 942 Sędzia: Marek Maliszewski, Mariusz Adameczek, Marcin Bieńkowski |

| 31 marca 201719:00 | Polski Cukier Toruń                           | 98:77(33:23, 22:20, 18:19, 25:15) | Polfarmex Kutno                                                 | Arena Toruń, Toruń Widzów: 1921 Sędzia: Marek Maliszewski, Mariusz Adameczek, Marcin Bieńkowski |
| 31 marca 201719:00 | Pkt:Wiśniewski 19 Zb:Weaver 9 As:Wiśniewski 7 | 98:77(33:23, 22:20, 18:19, 25:15) | Pkt:Jarecki 19 Zb:trzech zawodników po 5 każdy As:Grochowski 10 | Arena Toruń, Toruń Widzów: 1921 Sędzia: Marek Maliszewski, Mariusz Adameczek, Marcin Bieńkowski |

| 1 kwietnia 201718:00 | Siarka Tarnobrzeg                         | 73:104(23:25, 16:27, 20:23, 14:29) | Miasto Szkła Krosno                   | Hala MOSiR „Wisła” im. Alfreda Freyera, Tarnobrzeg Widzów: 880 Sędzia: Dariusz Lenczowski, Roman Putyra, Tomasz Tomaszewski |
| 1 kwietnia 201718:00 | Pkt:Jakóbczyk 19 Zb:Patoka 8 As:Małecki 5 | 73:104(23:25, 16:27, 20:23, 14:29) | Pkt:Pita 25 Zb:Rduch 6 As:Oczkowicz 4 | Hala MOSiR „Wisła” im. Alfreda Freyera, Tarnobrzeg Widzów: 880 Sędzia: Dariusz Lenczowski, Roman Putyra, Tomasz Tomaszewski |

| 1 kwietnia 201718:00 | Trefl Sopot                               | 80:84(18:27, 20:24, 20:16, 22:17) | Energa Czarni Słupsk                                                 | Hala Stulecia, Sopot Widzów: 2234 Sędzia: Marcin Kowalski, Michał Proc, Bartłomiej Kucharski |
| 1 kwietnia 201718:00 | Pkt:Ireland 24 Zb:Dylewicz 9 As:Karolak 3 | 80:84(18:27, 20:24, 20:16, 22:17) | Pkt:Goods, Lewis po 20 każdy Zb:Kravish 9 As:Goods, Lewis po 4 każdy | Hala Stulecia, Sopot Widzów: 2234 Sędzia: Marcin Kowalski, Michał Proc, Bartłomiej Kucharski |

| 1 kwietnia 201718:00 | Rosa Radom                                      | 85:68(16:17, 26:17, 21:12, 22:22) | AZS Koszalin                                           | Hala sportowa MOSiR, Radom Widzów: 803 Sędzia: Jakub Zamojski, Adam Wierzman, Adrian Szczotka |
| 1 kwietnia 201718:00 | Pkt:Sokołowski 16 Zb:Jackson 8 As:Szymkiewicz 4 | 85:68(16:17, 26:17, 21:12, 22:22) | Pkt:Wall 15 Zb:Harris 11 As:Millage, Nelson po 4 każdy | Hala sportowa MOSiR, Radom Widzów: 803 Sędzia: Jakub Zamojski, Adam Wierzman, Adrian Szczotka |

| 1 kwietnia 201718:00 | Stelmet BC Zielona Góra                                        | 86:75(18:18, 25:17, 28:12, 15:28) | TBV Start Lublin                          | Hala MOSiR, Zielona Góra Widzów: 2532 Sędzia: Dariusz Zapolski, Bartosz Puzoń, Tomasz Szczurewski |
| 1 kwietnia 201718:00 | Pkt:trzech zawodników po 13 każdy Zb:Hrycaniuk 5 As:Florence 4 | 86:75(18:18, 25:17, 28:12, 15:28) | Pkt:Covington 15 Zb:Trojan 6 As:Wiggins 4 | Hala MOSiR, Zielona Góra Widzów: 2532 Sędzia: Dariusz Zapolski, Bartosz Puzoń, Tomasz Szczurewski |

| 1 kwietnia 201718:00 | PGE Turów Zgorzelec                           | 83:90(19:24, 18:21, 21:13, 25:32) | Anwil Włocławek                                                 | PGE Turów Arena, Zgorzelec Widzów: 2030 Sędzia: Piotr Pastusiak, Maciej Kotulski, Tomasz Trojanowski |
| 1 kwietnia 201718:00 | Pkt:Michalak 20 Zb:Archibeque 7 As:Michalak 5 | 83:90(19:24, 18:21, 21:13, 25:32) | Pkt:Jaramaz 20 Zb:Leończyk, Łączyński po 6 każdy As:Łączyński 8 | PGE Turów Arena, Zgorzelec Widzów: 2030 Sędzia: Piotr Pastusiak, Maciej Kotulski, Tomasz Trojanowski |

| 1 kwietnia 201719:30 | BM SLAM Stal Ostrów Wielkopolski                      | 80:62(19:19, 29:12, 13:19, 19:12) | Asseco Gdynia                                           | Hala Sportowa gim. nr 1, Ostrów Wielkopolski Widzów: 1000 Sędzia: Janusz Calik, Robert Mordal, Paweł Białas |
| 1 kwietnia 201719:30 | Pkt:Johnson, King po 14 każdy Zb:King 18 As:Johnson 6 | 80:62(19:19, 29:12, 13:19, 19:12) | Pkt:Żołnierewicz 23 Zb:Żołnierewicz 9 As:Żołnierewicz 6 | Hala Sportowa gim. nr 1, Ostrów Wielkopolski Widzów: 1000 Sędzia: Janusz Calik, Robert Mordal, Paweł Białas |

| 2 kwietnia 201712:40 | Polpharma Starogard Gdański                               | 62:69(16:15, 18:14, 17:19, 11:21) | MKS Dąbrowa Górnicza                                        | Miejska Hala Sportowa im. Andrzeja Grubby, Starogard Gdański Widzów: 1956 Sędzia: Tomasz Trawicki, Michał Chrakowiecki, Michał Sosin |
| 2 kwietnia 201712:40 | Pkt:Flieger 22 Zb:trzech zawodników po 7 każdy As:Miles 3 | 62:69(16:15, 18:14, 17:19, 11:21) | Pkt:trzech zawodników po 11 każdy Zb:Johnson 9 As:Johnson 5 | Miejska Hala Sportowa im. Andrzeja Grubby, Starogard Gdański Widzów: 1956 Sędzia: Tomasz Trawicki, Michał Chrakowiecki, Michał Sosin |

## 26 kolejka (8 marca, 5 kwietnia, 12 kwietnia)
| 8 marca 201719:00 | AZS Koszalin                            | 82:80(21:10, 16:14, 21:28, 24:28) | Polski Cukier Toruń                     | Hala Widowiskowo-Sportowa, Koszalin Widzów: 1052 Sędzia: Grzegorz Ziemblicki, Roman Putyra, Robert Zieliński |
| 8 marca 201719:00 | Pkt:Nelson 23 Zb:Stelmach 7 As:Nelson 6 | 82:80(21:10, 16:14, 21:28, 24:28) | Pkt:Škifić 19 Zb:Škifić 10 As:Trotter 4 | Hala Widowiskowo-Sportowa, Koszalin Widzów: 1052 Sędzia: Grzegorz Ziemblicki, Roman Putyra, Robert Zieliński |

| 5 kwietnia 201718:00 | Anwil Włocławek                         | 81:68(22:13, 23:17, 15:19, 21:19) | Stelmet BC Zielona Góra                                         | Hala Mistrzów, Włocławek Widzów: 3330 Sędzia: Marcin Kowalski, Mariusz Nawrocki, Łukasz Jankowski |
| 5 kwietnia 201718:00 | Pkt:Sobin 15 Zb:Sobin 11 As:Łączyński 6 | 81:68(22:13, 23:17, 15:19, 21:19) | Pkt:Florence 17 Zb:Dragičević, Đurišić po 5 każdy As:Koszarek 9 | Hala Mistrzów, Włocławek Widzów: 3330 Sędzia: Marcin Kowalski, Mariusz Nawrocki, Łukasz Jankowski |

| 5 kwietnia 201718:00 | Polfarmex Kutno                                               | 59:75(8:19, 15:20, 17:17, 19:19) | Trefl Sopot                                                  | Hala Stulecia, Sopot Widzów: 915 Sędzia: Tomasz Trawicki, Łukasz Andrzejewski, Radosław Szagun |
| 5 kwietnia 201718:00 | Pkt:Emegano 12 Zb:Fraser 15 As:czterech zawodników po 2 każdy | 59:75(8:19, 15:20, 17:17, 19:19) | Pkt:Mielczarek 14 Zb:Marković 6 As:Ireland, Laser po 3 każdy | Hala Stulecia, Sopot Widzów: 915 Sędzia: Tomasz Trawicki, Łukasz Andrzejewski, Radosław Szagun |

| 5 kwietnia 201718:00 | Miasto Szkła Krosno                             | 74:85(22:19, 9:19, 17:31, 26:16) | Polpharma Starogard Gdański                                             | Hala MOSiR, Krosno Widzów: 1550 Sędzia: Marek Maliszewski, Karol Nowak, Marcin Bieńkowski |
| 5 kwietnia 201718:00 | Pkt:Maddox 19 Zb:Dłuski 11 As:Royce Woolridge 5 | 74:85(22:19, 9:19, 17:31, 26:16) | Pkt:Miles 21 Zb:Davis, Diduszko po 5 każdy As:Davis, Flieger po 3 każdy | Hala MOSiR, Krosno Widzów: 1550 Sędzia: Marek Maliszewski, Karol Nowak, Marcin Bieńkowski |

| 5 kwietnia 201718:15 | Energa Czarni Słupsk                   | 92:86(23:25, 21:19, 22:19, 26:23) | Siarka Tarnobrzeg                        | Hala Gryfia, Słupsk Widzów: 1823 Sędzia: Jakub Zamojski, Damian Ottenburger, Tomasz Szczurewski |
| 5 kwietnia 201718:15 | Pkt:Ginyard 27 Zb:Surmacz 8 As:Lewis 7 | 92:86(23:25, 21:19, 22:19, 26:23) | Pkt:Welsh 25 Zb:Welsh 11 As:Grzeliński 8 | Hala Gryfia, Słupsk Widzów: 1823 Sędzia: Jakub Zamojski, Damian Ottenburger, Tomasz Szczurewski |

| 5 kwietnia 201719:00 | Asseco Gdynia                                       | 80:90(22:16, 20:16, 19:30, 19:28) | Rosa Radom                               | Gdynia Arena, Gdynia Widzów: 1016 Sędzia: Paweł Białas, Roman Putyra, Jan Piróg |
| 5 kwietnia 201719:00 | Pkt:Szubarga 16 Zb:Żołnierewicz 8 As:Żołnierewicz 7 | 80:90(22:16, 20:16, 19:30, 19:28) | Pkt:Witka 18 Zb:Sokołowski 9 As:Harrow 5 | Gdynia Arena, Gdynia Widzów: 1016 Sędzia: Paweł Białas, Roman Putyra, Jan Piróg |

| 5 kwietnia 201719:00 | MKS Dąbrowa Górnicza                      | 90:79(23:28, 18:17, 31:15, 18:19) | King Szczecin                                                 | Hala Widowiskowo-Sportowa Centrum, Dąbrowa Górnicza Widzów: 1000 Sędzia: Janusz Calik, Dariusz Lenczowski, Artur Fiedler |
| 5 kwietnia 201719:00 | Pkt:Johnson 18 Zb:Parzeński 9 As:Pamuła 5 | 90:79(23:28, 18:17, 31:15, 18:19) | Pkt:Robinson 21 Zb:Robbins, Robinson po 9 każdy As:Robinson 7 | Hala Widowiskowo-Sportowa Centrum, Dąbrowa Górnicza Widzów: 1000 Sędzia: Janusz Calik, Dariusz Lenczowski, Artur Fiedler |

| 5 kwietnia 201720:00 | TBV Start Lublin                                               | 64:73(16:20, 15:17, 20:17, 13:19) | BM SLAM Stal Ostrów Wielkopolski       | Hala „Globus”, Lublin Widzów: 1500 Sędzia: Marek Ćmikiewicz, Sławomir Moszakowski, Damian Myszka |
| 5 kwietnia 201720:00 | Pkt:Balmazović 15 Zb:trzech zawodników po 4 każdy As:Wiggins 5 | 64:73(16:20, 15:17, 20:17, 13:19) | Pkt:Johnson 19 Zb:King 14 As:Johnson 6 | Hala „Globus”, Lublin Widzów: 1500 Sędzia: Marek Ćmikiewicz, Sławomir Moszakowski, Damian Myszka |

| 12 kwietnia 201719:00 | AZS Koszalin                               | 74:95(27:22, 19:24, 8:26, 20:23) | PGE Turów Zgorzelec                          | Hala Widowiskowo-Sportowa, Koszalin Sędzia: Dariusz Zapolski, Bartosz Puzoń, Tomasz Szczurewski |
| 12 kwietnia 201719:00 | Pkt:Millage 16 Zb:Johnson 7 As:Manigault 4 | 74:95(27:22, 19:24, 8:26, 20:23) | Pkt:Michalak 19 Zb:Archibeque 11 As:Carter 3 | Hala Widowiskowo-Sportowa, Koszalin Sędzia: Dariusz Zapolski, Bartosz Puzoń, Tomasz Szczurewski |

## 27 kolejka (8-12 kwietnia)
| 8 kwietnia 201717:00 | Polski Cukier Toruń                        | 109:108 (pd.)(33:11, 16:32, 24:19, 18:29, dogr. 18:17) | Asseco Gdynia                                                     | Arena Toruń, Toruń Sędzia: Jakub Zamojski, Karol Nowak, Arnaud Kom Njilo |
| 8 kwietnia 201717:00 | Pkt:Škifić 25 Zb:Škifić 13 As:Wiśniewski 8 | 109:108 (pd.)(33:11, 16:32, 24:19, 18:29, dogr. 18:17) | Pkt:Szubarga 42 Zb:Put, Żołnierewicz po 4 każdy As:Żołnierewicz 5 | Arena Toruń, Toruń Sędzia: Jakub Zamojski, Karol Nowak, Arnaud Kom Njilo |

| 8 kwietnia 201718:00 | Polpharma Starogard Gdański                         | 83:78(19:20, 21:26, 21:18, 22:14) | Energa Czarni Słupsk                         | Miejska Hala Sportowa im. Andrzeja Grubby, Starogard Gdański Sędzia: Piotr Pastusiak, Maciej Kotulski, Grzegorz Czajka |
| 8 kwietnia 201718:00 | Pkt:Miles, Sajus po 18 każdy Zb:Sajus 12 As:Miles 5 | 83:78(19:20, 21:26, 21:18, 22:14) | Pkt:Česnauskis 17 Zb:Lewis 7 As:Česnauskis 4 | Miejska Hala Sportowa im. Andrzeja Grubby, Starogard Gdański Sędzia: Piotr Pastusiak, Maciej Kotulski, Grzegorz Czajka |

| 8 kwietnia 201718:00 | Trefl Sopot                                                    | 107:80(28:20, 28:26, 31:21, 20:13) | AZS Koszalin                                                                | Hala Stulecia, Sopot Sędzia: Marek Maliszewski, Łukasz Jankowski, Maciej Dębowski |
| 8 kwietnia 201718:00 | Pkt:Marković 27 Zb:Marković 12 As:Ireland, Marković po 5 każdy | 107:80(28:20, 28:26, 31:21, 20:13) | Pkt:Wall 16 Zb:Johnson, Stelmach po 5 każdy As:trzech zawodników po 3 każdy | Hala Stulecia, Sopot Sędzia: Marek Maliszewski, Łukasz Jankowski, Maciej Dębowski |

| 8 kwietnia 201718:00 | Stelmet BC Zielona Góra                        | 94:85(18:22, 21:26, 28:13, 27:24) | PGE Turów Zgorzelec                            | Hala MOSiR, Zielona Góra Sędzia: Wojciech Liszka, Łukasz Andrzejewski, Michał Sosin |
| 8 kwietnia 201718:00 | Pkt:Koszarek 19 Zb:Dragičević 8 As:Koszarek 12 | 94:85(18:22, 21:26, 28:13, 27:24) | Pkt:Michalak 15 Zb:Archibeque 12 As:Michalak 6 | Hala MOSiR, Zielona Góra Sędzia: Wojciech Liszka, Łukasz Andrzejewski, Michał Sosin |

| 8 kwietnia 201718:30 | Siarka Tarnobrzeg                                                               | 67:72(15:20, 20:16, 13:17, 19:19) | Polfarmex Kutno                                             | Hala MOSiR „Wisła” im. Alfreda Freyera, Tarnobrzeg Sędzia: Marek Ćmikiewicz, Robert Mordal, Sławomir Moszakowski |
| 8 kwietnia 201718:30 | Pkt:trzech zawodników po 12 każdy Zb:Patoka, Wojdyła po 8 każdy As:Grzeliński 4 | 67:72(15:20, 20:16, 13:17, 19:19) | Pkt:Fraser 15 Zb:Fraser 14 As:Gabiński, Thompson po 4 każdy | Hala MOSiR „Wisła” im. Alfreda Freyera, Tarnobrzeg Sędzia: Marek Ćmikiewicz, Robert Mordal, Sławomir Moszakowski |

| 9 kwietnia 201712:40 | King Szczecin                                 | 105:78(24:14, 22:22, 24:21, 35:21) | Miasto Szkła Krosno                                          | Azoty Arena, Szczecin Sędzia: Dariusz Zapolski, Marcin Koralewski, Damian Ottenburger |
| 9 kwietnia 201712:40 | Pkt:Robinson 35 Zb:Robbins 5 As:Skibniewski 9 | 105:78(24:14, 22:22, 24:21, 35:21) | Pkt:Woolridge 17 Zb:Maddox 8 As:Maddox, Woolridge po 5 każdy | Azoty Arena, Szczecin Sędzia: Dariusz Zapolski, Marcin Koralewski, Damian Ottenburger |

| 9 kwietnia 201718:00 | Rosa Radom                            | 80:47(25:8, 19:10, 23:14, 13:15) | TBV Start Lublin                           | Hala sportowa MOSiR, Radom Sędzia: Janusz Calik, Dariusz Lenczowski, Tomasz Tybor |
| 9 kwietnia 201718:00 | Pkt:Harrow 19 Zb:Adams 10 As:Harrow 4 | 80:47(25:8, 19:10, 23:14, 13:15) | Pkt:Balmazović 22 Zb:Boone 13 As:Kellogg 3 | Hala sportowa MOSiR, Radom Sędzia: Janusz Calik, Dariusz Lenczowski, Tomasz Tybor |

| 9 kwietnia 201719:00 | BM SLAM Stal Ostrów Wielkopolski       | 71:75(20:16, 19:22, 20:19, 12:18) | Anwil Włocławek                             | Hala Sportowa gim. nr 1, Ostrów Wielkopolski Sędzia: Michał Proc, Adam Wierzman, Michał Chrakowiecki |
| 9 kwietnia 201719:00 | Pkt:Carter 14 Zb:King 10 As:Johnson 10 | 71:75(20:16, 19:22, 20:19, 12:18) | Pkt:Chyliński 13 Zb:McCray 6 As:Łączyński 4 | Hala Sportowa gim. nr 1, Ostrów Wielkopolski Sędzia: Michał Proc, Adam Wierzman, Michał Chrakowiecki |

| 12 kwietnia 201719:00 | Polski Cukier Toruń                                                      | 81:89(19:24, 23:18, 16:23, 23:24) | MKS Dąbrowa Górnicza                      | Arena Toruń, Toruń Sędzia: Piotr Pastusiak, Maciej Kotulski, Tomasz Trybalski |
| 12 kwietnia 201719:00 | Pkt:Perka 17 Zb:Mbodj, Weaver po 6 każdy As:trzech zawodników po 3 każdy | 81:89(19:24, 23:18, 16:23, 23:24) | Pkt:Pamuła 24 Zb:Parzeński 8 As:Johnson 7 | Arena Toruń, Toruń Sędzia: Piotr Pastusiak, Maciej Kotulski, Tomasz Trybalski |

## 28 kolejka (15 października, 12-17 kwietnia)
| 15 października 201617:30 | Polfarmex Kutno | 20:0 | Stelmet BC Zielona Góra | Hala Sportowa SP nr 9, Kutno Sędzia: Marek Ćmikiewicz, Maciej Kotulski, Grzegorz Czajka |
| 15 października 201617:30 |                 | 20:0 |                         | Hala Sportowa SP nr 9, Kutno Sędzia: Marek Ćmikiewicz, Maciej Kotulski, Grzegorz Czajka |

| 12 kwietnia 201718:00 | Polfarmex Kutno                               | 72:86(22:21, 19:28, 19:17, 12:20) | Polpharma Starogard Gdański          | Hala Sportowa SP nr 9, Kutno Widzów: 1051 Sędzia: Wojciech Liszka, Tomasz Trojanowski, Jan Piróg |
| 12 kwietnia 201718:00 | Pkt:Kowalczyk 23 Zb:Fraser 10 As:Grochowski 8 | 72:86(22:21, 19:28, 19:17, 12:20) | Pkt:Flieger 29 Zb:Davis 9 As:Miles 5 | Hala Sportowa SP nr 9, Kutno Widzów: 1051 Sędzia: Wojciech Liszka, Tomasz Trojanowski, Jan Piróg |

| 15 kwietnia 201718:00 | PGE Turów Zgorzelec                         | 97:74(25:20, 25:19, 21:15, 26:20) | BM SLAM Stal Ostrów Wielkopolski    | PGE Turów Arena, Zgorzelec Widzów: 2300 Sędzia: Tomasz Trawicki, Dariusz Lenczowski, Paweł Białas |
| 15 kwietnia 201718:00 | Pkt:Carter 22 Zb:Archibeque 9 As:Michalak 4 | 97:74(25:20, 25:19, 21:15, 26:20) | Pkt:King 15 Zb:King 13 As:Johnson 7 | PGE Turów Arena, Zgorzelec Widzów: 2300 Sędzia: Tomasz Trawicki, Dariusz Lenczowski, Paweł Białas |

| 15 kwietnia 201718:00 | TBV Start Lublin                       | 69:72(23:15, 15:22, 16:18, 15:17) | Polski Cukier Toruń                                     | Hala „Globus”, Lublin Widzów: 1500 Sędzia: Michał Sosin, Maciej Kotulski, Arnaud Kom Njilo |
| 15 kwietnia 201718:00 | Pkt:Kellogg 20 Zb:Boone 8 As:Wiggins 9 | 69:72(23:15, 15:22, 16:18, 15:17) | Pkt:Trotter 20 Zb:Weaver 6 As:Śnieg, Trotter po 3 każdy | Hala „Globus”, Lublin Widzów: 1500 Sędzia: Michał Sosin, Maciej Kotulski, Arnaud Kom Njilo |

| 15 kwietnia 201718:00 | Asseco Gdynia                                       | 79:94(27:22, 18:31, 17:17, 17:24) | Trefl Sopot                                  | Gdynia Arena, Gdynia Widzów: 2311 Sędzia: Jakub Zamojski, Marcin Bieńkowski, Damian Myszka |
| 15 kwietnia 201718:00 | Pkt:Żołnierewicz 18 Zb:Szczotka 7 As:Żołnierewicz 5 | 79:94(27:22, 18:31, 17:17, 17:24) | Pkt:Śmigielski 21 Zb:Dylewicz 9 As:Ireland 4 | Gdynia Arena, Gdynia Widzów: 2311 Sędzia: Jakub Zamojski, Marcin Bieńkowski, Damian Myszka |

| 15 kwietnia 201718:00 | AZS Koszalin                                                     | 105:54(28:13, 30:11, 16:10, 31:20) | Siarka Tarnobrzeg                          | Hala Widowiskowo-Sportowa, Koszalin Widzów: 1083 Sędzia: Michał Chrakowiecki, Damian Ottenburger, Radosław Szagun |
| 15 kwietnia 201718:00 | Pkt:Manigault 21 Zb:Manigault 10 As:trzech zawodników po 4 każdy | 105:54(28:13, 30:11, 16:10, 31:20) | Pkt:Wojdyła 16 Zb:Wojdyła 7 As:Jakóbczyk 3 | Hala Widowiskowo-Sportowa, Koszalin Widzów: 1083 Sędzia: Michał Chrakowiecki, Damian Ottenburger, Radosław Szagun |

| 15 kwietnia 201718:00 | Energa Czarni Słupsk                                                         | 84:77 (pd.)(20:8, 15:20, 14:17, 18:22, dogr. 17:10) | King Szczecin                                  | Hala Gryfia, Słupsk Widzów: 2227 Sędzia: Marcin Kowalski, Karol Nowak, Adrian Szczotka |
| 15 kwietnia 201718:00 | Pkt:trzech zawodników po 16 każdy Zb:Kravish 11 As:Ginyard, Goods po 5 każdy | 84:77 (pd.)(20:8, 15:20, 14:17, 18:22, dogr. 17:10) | Pkt:Kikowski 29 Zb:Robbins 11 As:Skibniewski 3 | Hala Gryfia, Słupsk Widzów: 2227 Sędzia: Marcin Kowalski, Karol Nowak, Adrian Szczotka |

| 15 kwietnia 201718:00 | Miasto Szkła Krosno                   | 74:79(23:15, 15:20, 11:22, 25:22) | MKS Dąbrowa Górnicza                       | Hala MOSiR, Krosno Widzów: 1530 Sędzia: Michał Proc, Grzegorz Czajka, Adam Wierzman |
| 15 kwietnia 201718:00 | Pkt:Pita 17 Zb:Wallace 7 As:Wallace 4 | 74:79(23:15, 15:20, 11:22, 25:22) | Pkt:Wołoszyn 23 Zb:Wołoszyn 6 As:Johnson 6 | Hala MOSiR, Krosno Widzów: 1530 Sędzia: Michał Proc, Grzegorz Czajka, Adam Wierzman |

| 17 kwietnia 201718:00 | Anwil Włocławek                         | 80:74(20:22, 18:11, 22:24, 20:17) | Rosa Radom                                 | Hala Mistrzów, Włocławek Widzów: 3445 Sędzia: Dariusz Zapolski, Łukasz Andrzejewski, Tomasz Szczurewski |
| 17 kwietnia 201718:00 | Pkt:Sobin 16 Zb:Sobin 11 As:Łączyński 6 | 80:74(20:22, 18:11, 22:24, 20:17) | Pkt:Sokołowski 18 Zb:Jackson 9 As:Harrow 5 | Hala Mistrzów, Włocławek Widzów: 3445 Sędzia: Dariusz Zapolski, Łukasz Andrzejewski, Tomasz Szczurewski |

## 29 kolejka (22-26 kwietnia)
| 22 kwietnia 201715:00 | King Szczecin                                 | 77:75(16:16, 19:16, 22:21, 20:22) | Polfarmex Kutno                           | Azoty Arena, Szczecin Widzów: 568 Sędzia: Paweł Białas, Roman Putyra, Bartosz Puzoń |
| 22 kwietnia 201715:00 | Pkt:Dutkiewicz 18 Zb:Releford 8 As:Robinson 7 | 77:75(16:16, 19:16, 22:21, 20:22) | Pkt:Jarecki 23 Zb:Fraser 10 As:Thompson 7 | Azoty Arena, Szczecin Widzów: 568 Sędzia: Paweł Białas, Roman Putyra, Bartosz Puzoń |

| 22 kwietnia 201718:00 | MKS Dąbrowa Górnicza                                           | 89:85(26:27, 21:20, 20:12, 22:26) | Energa Czarni Słupsk                   | Hala Widowiskowo-Sportowa Centrum, Dąbrowa Górnicza Widzów: 1500 Sędzia: Tomasz Trawicki, Maciej Kotulski, Tomasz Tybor |
| 22 kwietnia 201718:00 | Pkt:Johnson 18 Zb:Chatkevičius, Wilson po 6 każdy As:Johnson 7 | 89:85(26:27, 21:20, 20:12, 22:26) | Pkt:Kravish 22 Zb:Kravish 9 As:Goods 6 | Hala Widowiskowo-Sportowa Centrum, Dąbrowa Górnicza Widzów: 1500 Sędzia: Tomasz Trawicki, Maciej Kotulski, Tomasz Tybor |

| 22 kwietnia 201718:00 | Polpharma Starogard Gdański           | 75:72 (pd.)(10:14, 20:11, 18:16, 14:21, dogr. 13:10) | AZS Koszalin                                              | Miejska Hala Sportowa im. Andrzeja Grubby, Starogard Gdański Widzów: 1880 |
| 22 kwietnia 201718:00 | Pkt:Miles 24 Zb:Mirković 9 As:Miles 6 | 75:72 (pd.)(10:14, 20:11, 18:16, 14:21, dogr. 13:10) | Pkt:Nelson 29 Zb:Johnson 14 As:Millage, Nelson po 3 każdy | Miejska Hala Sportowa im. Andrzeja Grubby, Starogard Gdański Widzów: 1880 |

| 22 kwietnia 201718:00 | Trefl Sopot                                                      | 92:70(12:16, 19:17, 33:22, 28:15) | TBV Start Lublin                            | Hala Stulecia, Sopot Widzów: 1327 Sędzia: Michał Proc, Adam Wierzman, Tomasz Tomaszewski |
| 22 kwietnia 201718:00 | Pkt:Ireland 20 Zb:Marković 13 As:Dylewicz, Śmigielski po 4 każdy | 92:70(12:16, 19:17, 33:22, 28:15) | Pkt:Kellogg 22 Zb:Boone 8 As:Ciechociński 3 | Hala Stulecia, Sopot Widzów: 1327 Sędzia: Michał Proc, Adam Wierzman, Tomasz Tomaszewski |

| 22 kwietnia 201718:00 | Rosa Radom                                         | 90:83(19:19, 19:21, 22:20, 30:23) | PGE Turów Zgorzelec                                            | Hala sportowa MOSiR, Radom Widzów: 950 Sędzia: Janusz Calik, Marcin Bieńkowski, Tomasz Trojanowski |
| 22 kwietnia 201718:00 | Pkt:Szymkiewicz 26 Zb:Sokołowski 9 As:Sokołowski 4 | 90:83(19:19, 19:21, 22:20, 30:23) | Pkt:Michalak 27 Zb:Archibeque, Michalak po 8 każdy As:Carter 4 | Hala sportowa MOSiR, Radom Widzów: 950 Sędzia: Janusz Calik, Marcin Bieńkowski, Tomasz Trojanowski |

| 22 kwietnia 201718:00 | BM SLAM Stal Ostrów Wielkopolski       | 90:85(22:17, 20:21, 21:27, 27:20) | Stelmet BC Zielona Góra                   | Hala Sportowa gim. nr 1, Ostrów Wielkopolski Widzów: 1100 Sędzia: Marek Ćmikiewicz, Wojciech Liszka, Sławomir Moszakowski |
| 22 kwietnia 201718:00 | Pkt:Carter 20 Zb:King 10 As:Johnson 14 | 90:85(22:17, 20:21, 21:27, 27:20) | Pkt:Đurišić 18 Zb:Matczak 5 As:Florence 6 | Hala Sportowa gim. nr 1, Ostrów Wielkopolski Widzów: 1100 Sędzia: Marek Ćmikiewicz, Wojciech Liszka, Sławomir Moszakowski |

| 23 kwietnia 201712:40 | Polski Cukier Toruń                      | 69:73(23:20, 15:20, 17:11, 14:22) | Anwil Włocławek                                            | Arena Toruń, Toruń Widzów: 3580 Sędzia: Piotr Pastusiak, Łukasz Jankowski, Bartłomiej Kucharski |
| 23 kwietnia 201712:40 | Pkt:Trotter 16 Zb:Škifić 10 As:Trotter 7 | 69:73(23:20, 15:20, 17:11, 14:22) | Pkt:Jaramaz 23 Zb:Jaramaz, Sobin po 6 każdy As:Łączyński 5 | Arena Toruń, Toruń Widzów: 3580 Sędzia: Piotr Pastusiak, Łukasz Jankowski, Bartłomiej Kucharski |

| 24 kwietnia 201719:00 | Siarka Tarnobrzeg                         | 96:100(27:20, 21:19, 24:33, 24:28) | Asseco Gdynia                               | Hala MOSiR „Wisła” im. Alfreda Freyera, Tarnobrzeg Widzów: 335 Sędzia: Tomasz Trawicki, Mariusz Adameczek, Tomasz Trybalski |
| 24 kwietnia 201719:00 | Pkt:Wojdyła 24 Zb:Welsh 9 As:Grzeliński 9 | 96:100(27:20, 21:19, 24:33, 24:28) | Pkt:Szubarga 33 Zb:Szczotka 8 As:Szubarga 5 | Hala MOSiR „Wisła” im. Alfreda Freyera, Tarnobrzeg Widzów: 335 Sędzia: Tomasz Trawicki, Mariusz Adameczek, Tomasz Trybalski |

| 26 kwietnia 201719:00 | Rosa Radom                                | 65:63(19:14, 15:17, 9:22, 22:10) | Miasto Szkła Krosno                   | Hala sportowa MOSiR, Radom Widzów: 750 Sędzia: Michał Proc, Mariusz Nawrocki, Maciej Dębowski |
| 26 kwietnia 201719:00 | Pkt:Jackson 12 Zb:Zyskowski 8 As:Harrow 4 | 65:63(19:14, 15:17, 9:22, 22:10) | Pkt:Wallace 23 Zb:Maddox 10 As:Bręk 6 | Hala sportowa MOSiR, Radom Widzów: 750 Sędzia: Michał Proc, Mariusz Nawrocki, Maciej Dębowski |

## 30 kolejka (26-30 kwietnia)
| 26 kwietnia 201718:30 | Energa Czarni Słupsk                    | 82:77(22:17, 23:17, 21:23, 16:20) | BM SLAM Stal Ostrów Wielkopolski                         | Hala Gryfia, Słupsk Widzów: 1931 Sędzia: Dariusz Zapolski, Bartosz Puzoń, Tomasz Szczurewski |
| 26 kwietnia 201718:30 | Pkt:Kravish 24 Zb:Kravish 11 As:Goods 6 | 82:77(22:17, 23:17, 21:23, 16:20) | Pkt:Carter, Chanas po 13 każdy Zb:Nikołow 6 As:Johnson 5 | Hala Gryfia, Słupsk Widzów: 1931 Sędzia: Dariusz Zapolski, Bartosz Puzoń, Tomasz Szczurewski |

| 30 kwietnia 201712:40 | Stelmet BC Zielona Góra                      | 85:86(24:27, 25:24, 20:15, 16:20) | Rosa Radom                                 | Hala MOSiR, Zielona Góra Widzów: 2908 Sędzia: Piotr Pastusiak, Dariusz Lenczowski, Robert Mordal |
| 30 kwietnia 201712:40 | Pkt:Đurišić 15 Zb:Dragičević 9 As:Koszarek 4 | 85:86(24:27, 25:24, 20:15, 16:20) | Pkt:Sokołowski 17 Zb:Jackson 8 As:Harrow 4 | Hala MOSiR, Zielona Góra Widzów: 2908 Sędzia: Piotr Pastusiak, Dariusz Lenczowski, Robert Mordal |

| 30 kwietnia 201712:40 | PGE Turów Zgorzelec                         | 86:89(13:16, 20:20, 25:31, 28:22) | Polski Cukier Toruń                                                    | PGE Turów Arena, Zgorzelec Widzów: 1630 Sędzia: Marcin Kowalski, Grzegorz Czajka, Sławomir Moszakowski |
| 30 kwietnia 201712:40 | Pkt:Michalak 15 Zb:Archibeque 7 As:Carter 6 | 86:89(13:16, 20:20, 25:31, 28:22) | Pkt:Škifić, Trotter po 14 każdy Zb:Mbodj, Weaver po 6 każdy As:Śnieg 5 | PGE Turów Arena, Zgorzelec Widzów: 1630 Sędzia: Marcin Kowalski, Grzegorz Czajka, Sławomir Moszakowski |

| 30 kwietnia 201712:40 | Anwil Włocławek                                 | 102:89(26:28, 25:21, 25:21, 26:19) | Trefl Sopot                                  | Hala Mistrzów, Włocławek Widzów: 3212 Sędzia: Janusz Calik, Wojciech Liszka, Jan Piróg |
| 30 kwietnia 201712:40 | Pkt:Washington 24 Zb:Leończyk 6 As:Washington 7 | 102:89(26:28, 25:21, 25:21, 26:19) | Pkt:Marković 19 Zb:Marković 11 As:Dylewicz 8 | Hala Mistrzów, Włocławek Widzów: 3212 Sędzia: Janusz Calik, Wojciech Liszka, Jan Piróg |

| 30 kwietnia 201712:40 | TBV Start Lublin                      | 79:88(25:14, 15:24, 19:25, 20:25) | Siarka Tarnobrzeg                           | Hala „Globus”, Lublin Widzów: 2000 Sędzia: Dariusz Zapolski, Jakub Pietrzak, Tomasz Tybor |
| 30 kwietnia 201712:40 | Pkt:Boone 22 Zb:Boone 11 As:Wiggins 9 | 79:88(25:14, 15:24, 19:25, 20:25) | Pkt:Wojdyła 30 Zb:Wojdyła 8 As:Grzeliński 8 | Hala „Globus”, Lublin Widzów: 2000 Sędzia: Dariusz Zapolski, Jakub Pietrzak, Tomasz Tybor |

| 30 kwietnia 201712:40 | Asseco Gdynia                                    | 69:86(16:24, 21:21, 20:20, 12:21) | Polpharma Starogard Gdański                                                          | Gdynia Arena, Gdynia Widzów: 2216 Sędzia: Tomasz Trawicki, Arnaud Kom Njilo, Bartłomiej Kucharski |
| 30 kwietnia 201712:40 | Pkt:Żołnierewicz 18 Zb:Witliński 8 As:Szubarga 5 | 69:86(16:24, 21:21, 20:20, 12:21) | Pkt:Flieger, Mirković po 19 każdy Zb:Paliukėnas 10 As:Flieger, Paliukėnas po 4 każdy | Gdynia Arena, Gdynia Widzów: 2216 Sędzia: Tomasz Trawicki, Arnaud Kom Njilo, Bartłomiej Kucharski |

| 30 kwietnia 201712:40 | AZS Koszalin                                                                        | 81:111(21:23, 16:26, 27:23, 17:39) | King Szczecin                                 | Hala Widowiskowo-Sportowa, Koszalin Widzów: 937 Sędzia: Michał Chrakowiecki, Tomasz Trybalski, Damian Myszka |
| 30 kwietnia 201712:40 | Pkt:Manigault, Stelmach po 14 każdy Zb:czterech koszykarzy po 3 każdy As:Wadowski 5 | 81:111(21:23, 16:26, 27:23, 17:39) | Pkt:Nowakowski 23 Zb:Robbins 10 As:Robinson 8 | Hala Widowiskowo-Sportowa, Koszalin Widzów: 937 Sędzia: Michał Chrakowiecki, Tomasz Trybalski, Damian Myszka |

| 30 kwietnia 201712:40 | Polfarmex Kutno                               | 76:85(28:25, 15:23, 10:24, 23:13) | MKS Dąbrowa Górnicza                         | Hala Sportowa SP nr 9, Kutno Widzów: 952 Sędzia: Łukasz Andrzejewski, Tomasz Tomaszewski, Radosław Szagun |
| 30 kwietnia 201712:40 | Pkt:Kowalczyk 24 Zb:Fraser 14 As:Grochowski 5 | 76:85(28:25, 15:23, 10:24, 23:13) | Pkt:Kowałenko 21 Zb:Kowałenko 8 As:Johnson 5 | Hala Sportowa SP nr 9, Kutno Widzów: 952 Sędzia: Łukasz Andrzejewski, Tomasz Tomaszewski, Radosław Szagun |

| 30 kwietnia 201712:40 | Energa Czarni Słupsk                                 | 89:70(23:13, 25:18, 15:15, 26:24) | Miasto Szkła Krosno                                                     | Hala Gryfia, Słupsk Widzów: 2075 Sędzia: Marek Maliszewski, Mariusz Adameczek, Łukasz Jankowski |
| 30 kwietnia 201712:40 | Pkt:Lewis 15 Zb:Lewis, Surmacz po 8 każdy As:Lewis 8 | 89:70(23:13, 25:18, 15:15, 26:24) | Pkt:Wallace 19 Zb:Dłuski, Wallace po 9 każdy As:Bręk, Dłuski po 4 każdy | Hala Gryfia, Słupsk Widzów: 2075 Sędzia: Marek Maliszewski, Mariusz Adameczek, Łukasz Jankowski |

## Statystyki po sezonie zasadniczym

### Liderzy statystyk indywidualnych według średniej
| Kategoria                  | Gracz              | Drużyna                          | Wynik |
| -------------------------- | ------------------ | -------------------------------- | ----- |
| Punkty                     | Krzysztof Szubarga | Asseco Gdynia                    | 17,97 |
| Zbiórki                    | Shawn King         | BM Slam Stal Ostrów Wielkopolski | 11,19 |
| Asysty                     | Aaron Johnson      | BM Slam Stal Ostrów Wielkopolski | 6,9   |
| Przechwyty                 | Russell Robinson   | King Szczecin                    | 2,19  |
| Bloki                      | Shawn King         | BM Slam Stal Ostrów Wielkopolski | 1,31  |
| Straty                     | Chavaughn Lewis    | Energa Czarni Słupsk             | 3,89  |
| Faule                      | Piotr Szczotka     | Asseco Gdynia                    | 3,50  |
| Czas gry                   | Krzysztof Szubarga | Asseco Gdynia                    | 35:20 |
| Skuteczność z gry          | David Kravish      | Energa Czarni Słupsk             | 66,9% |
| Skuteczność rzutów wolnych | Paweł Kikowski     | King Szczecin                    | 92,2% |
| Skuteczność za 3           | Nemanja Đurišić    | Stelmet BC Zielona Góra          | 49,3% |
| Eval                       | Shawn King         | BM Slam Stal Ostrów Wielkopolski | 20,7  |

### Rekordy
| Kategoria        | Gracz                     | Drużyna                               | Wynik |
| ---------------- | ------------------------- | ------------------------------------- | ----- |
| Punkty           | Krzysztof Szubarga        | Asseco Gdynia                         | 42    |
| Zbiórki          | Zane Knowles              | Siarka Tarnobrzeg                     | 23    |
| Asysty           | Aaron Johnson             | BM Slam Stal Ostrów Wielkopolski      | 17    |
| Przechwyty       | Aaron Johnson             | BM Slam Stal Ostrów Wielkopolski      | 7     |
| Bloki            | Zane Knowles Dariusz Wyka | Siarka Tarnobrzeg Miasto Szkła Krosno | 6     |
| Celne rzuty za 3 | Krzysztof Szubarga        | Asseco Gdynia                         | 8     |

### Liderzy statystyk drużynowych według średniej
| Kategoria                    | Drużyna                 | Wynik |
| ---------------------------- | ----------------------- | ----- |
| Punkty                       | PGE Turów Zgorzelec     | 83,3  |
| Zbiórki                      | Rosa Radom              | 37,44 |
| Asysty                       | Stelmet BC Zielona Góra | 18,4  |
| Przechwyty                   | MKS Dąbrowa Górnicza    | 8,69  |
| Bloki                        | MKS Dąbrowa Górnicza    | 3,38  |
| Straty                       | Polfarmex Kutno         | 16,1  |
| Skuteczność z gry            | Polski Cukier Toruń     | 49,0% |
| Skuteczność z rzutów wolnych | King Szczecin           | 78,4% |
| Skuteczność za 3             | Stelmet BC Zielona Góra | 38,5% |